# Шираз
Шира́з (перс. شیراز, трансліт. Шіраз; [ʃiːˈrɒːz] д·і — Širâz) — місто на півдні Ірану, адміністративний центр остану Фарс. Населення Шираза станом на 2016 рік становило 1 565 572 особи, а з у рахуванням передмістя сягало 1 869 001 особи. П'яте за розміром і населенням місто в Ірані і найбільш густонаселене місто на півдні країни. 
Шираз розташований у бахші Марказі остану Фарс, на висоті 1486 метрів над рівнем моря в гористій місцевості Загрос. Має помірний клімат. Місто оточене на заході горою Дерак, на півночі — горами Баму, Сабзпушан, Чегель Макам і Бабакугі (гірський хребет Загрос).
Шираз став третім містом в Ірані, після Тебриза і Тегерана, де 1917 року створено орган місцевого самоврядування. Ширазький муніципалітет (шахрдарі) складається з 11 самоврядних міських районів і має загальну площу 240 квадратних кілометрів. В історичних документах трапляються такі варіанти назви міста: «Тіразіс», «Шіразіс» і «Шіраз». Поселення під схожою назвою існувало ще до приходу ісламу на місці теперішніх руїн замку Абу Наср. 693 року династія Омеядів відбудувала його, або ж заснувала як місто, на теперішньому місці. Стало процвітати після занепаду Істахра, стародавньої столиці сасанідської провінції Фарс. Було столицею Ірану за часів Саффаридів, Буїдів і Зандів.
Шираз лежить у відносно родючій місцевості в центрі Південного Загросу, тож здавна був природним місцем для місцевого обміну товарами між землеробами, пастухами та кочовиками. А ще місто лежить на внутрішніх торгових шляхах Ірану до південних портів, як-от Бендер-Аббаса і Бандар-Бушира. Численні історичні, культурні, релігійні та природні пам'ятки Шираза приваблюють багато туристів. Більшість жителів Шираза розмовляють ширазьким діалектом перської мови. Шираз - п'яте за чисельністю населення місто Ірану, культурна столиця Ірану. Тут жили славетні поети Гафіз і Сааді. 

## Походження назви Шираз
Вперше назву Шираз згадано на еламських глиняних табличках, що їх датують 2000 роком до Різдва Христового, знайденим у червні 1970 року коли копали котлован під фундамент цеглярні в південно-західному куті міста. На цих табличках йдеться про місто під назвою Тіразіс. Фонетично його можна передати як Тірасіс або Сірасіс. Від цієї назви походить давньоперське Сіраджіс, яке через регулярну зміну звуків набуло в сучасній перській мові форми "Шіраз". Назву Шираз також виявили на глиняних печатках, знайдених на руїнах будівель періоду Сасанідів, що датуються другим століттям нашої ери. Деякі місцеві письменники вважають, що назва Шираз походить від імені сина Тахмураса, який згідно з Шах-наме був третім царем світу. Під час археологічних розкопів у Парсі, проведених 1935 року під керівництвом Джорджа Кемерона, знайдено еламські написи на цеглі, деякі з яких вказують на замок під назвою «Тіразіс» або «Шіразіс». На місці палацу Абу Наср також знайдено печатки епохи пізніх Сасанідів та раннього ісламу, що містять назву «Шіраз». 

## Минуле

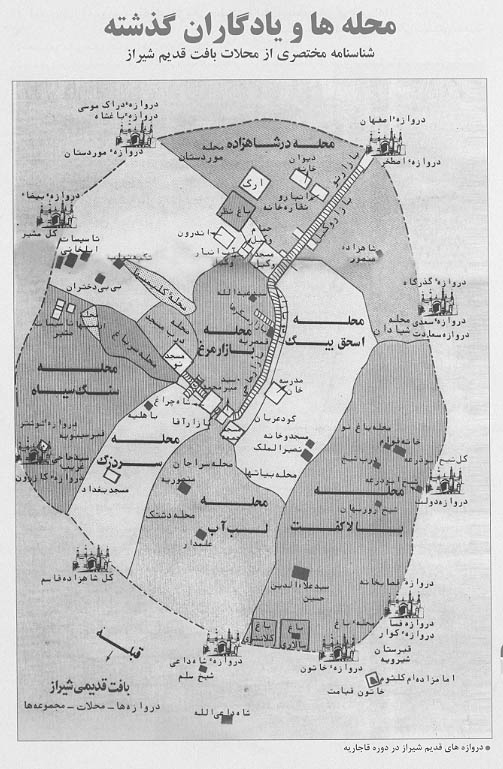
Карта старого Шираза

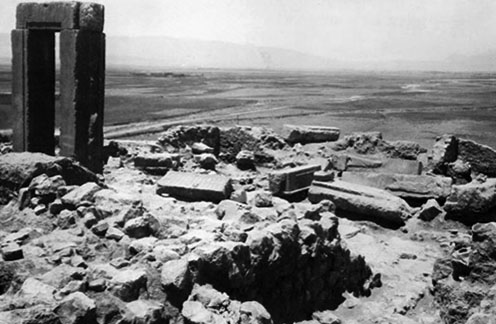
Вигляд пройми дверей палацу Абу Наср (палац) (1933-1931).

### З історичного погляду
Відповідно до історії Ірану, опублікованої видавництвом Кембриджського університету, «Початок безперервного проживання в місті Шираз можливо сягає епохи Сасанідів і навіть раніше. Але перші достеменні згадки про це місто припадають на ранню ісламську епоху. Згідно з Ісламською енциклопедією, Шираз побудовано в епоху ісламу на місці, де люди проживали постійно починаючи з епохи Сасанідів, а можливо й раніше. 
Шапур Шахбазі в енциклопедії Iranica називає «недоведеним твердження про те, що Шираз був мусульманським табором, поки 693 року нашої ери племінник чи брат Хаджаджа Ібн Юсуфа не перетворив його на місто». 
Джон Лімберт доходить висновку, що попри думку ісламських істориків про заснування Шираза в першому столітті місячної хіджри  Абдулом Маліком Марваном, місто з подібною назвою існувало в цій місцевості ще до приходу ісламу, і воно дало назву нинішньому місту. На користь цього думка Хамдолли Мостофі, який у книзі Ножат-аль-Кулубі (1340 р. х.) вважає найбільш достеменною оповіддю, що місто Шираз відбудував у ісламський період Мухаммад, брат Хаджаджа Ібн Юсуфа. Мостофі наводить ще й іншу оповідь, нібито автором відбудови був двоюрідний брат Хаджаджа, Мухаммад бін Касим бін Абі Акіл. На південному сході Шираза знайдено еламські артефакти (зокрема, бронзову триногу), що датовані другим тисячоліттям до нашої ери. Крім того, на деяких еламських табличках, знайдених у Парсі, вказано на важливі майстерні в Ті/Ші-Ра-Із-Із-Іш (Тіразіс або Шіразіс), що, безсумнівно, те саме, що й сучасний Шираз. 
Лімберт, Шахбазі та Артур Арберрі перелічують ознаки постійного проживання на Ширазькій рівнині й навколо сучасного Шираза в доісламські часи. Наприклад, вирізьблені в камені написи, що сягають ранніх Сасанідів, посилання на два Храми Вогню (названі на честь Хормозда й Карніана) та на стародавній замок під назвою Шах-е Мобед, а також артефакти, виявлені в замку Сасанідів на нинішньому місці палацу Абу Наср.   
За словами Шахбазі, це свідчить про те, що на кінець епохи Сасанідів Шираз був людним містом і, ймовірно, адміністративним центром. Артур Арбері робить висновок, що хоч би яким великим був Шираз, за розмірами він поступався Парсі за часів правління Дарія і сусідньому місту Істахру після вторгнення Александра Македонського. 
Крім того, назву Шираза згадано в складі району Ардашир-Хваррах періоду Сасанідів, центром якого був Фірузабад. Ардашир-Хваррах був одним з п'яти районів, на які поділялась сасанідська провінція Фарс. Цю інформацію одержано з печаток Сасанідів, датованих пізнім сасанідським та раннім ісламським періодами, відкритих на місці палацу Абу Наср на сході нинішнього Шираза, тож Лімберт припускає, що укріплення на місці палацу Абу Наср є тими самими, що й Тіразіс або Шіразіс, згадані в еламських табличках Парси. Засноване згодом теперішнє місто Шираз дістало назву від цього форту.
Археологи Метрополітен-музею в Нью-Йорку, спираючись на результати своїх розкопів у палаці Абу Наср, теж припускають, що ці укріплення та, можливо, навколишні села, і є саме тим доісламським Ширазом. Вони цитують Балхі, який у 12 столітті писав: «На місці сучасного Шираза посеред відкритої рівнини були ділянки з кількома замками". Заснування нового міста Шираза чи перенесення на нове місце вони порівнюють з тим, як це відбулося в багатьох інших місцях, як-от Нішапурі та Каїрі. Внаслідок політичних змін місто перенесено на нове місце неподалік, а старе місто стало передмістям або ж обернулося в купу руїн.

### У міфах і традиційних переказах
За традиційним переказом місто Шираз побудував Тахмурас, що належав до династії легендарних царів Парадата, і з часом воно обернулося в руїни. Згідно з іншим традиційним переказом, на місці Шираза існувало місто Фарс, чия назва походить від імені Фарса, сина Масура, сина Шема, сина Ноя.

### Завоювання Персії мусульманами
Територія сасанідської провінції Фарс охоплювала теперішні остани Фарс, Єзд, береги Перської затоки та її острови, а також частину сучасного остану Хузестан. Її завоювали араби, що вторгалися з Басри між 640 і 653 роками нашої ери. На місці сучасного Шираза тоді не було жодного міста. Але в його околицях були замки, що їх араби захопили 641 року. А вже звідси араби здійснили кілька нападів на Істахр, тодішню столицю Фарсу, який чинив опір до 653 року. Істахр мав тісні зв’язки з династією Сасанідів і зороастрійською релігією. Арабські правителі хотіли створити на своїй нещодавно завойованій території центр, який би йому протистояв. Засновуючи Шираз, араби планували, що він має стати більшим за Ісфаган. 
Шахбазі пише, що завдяки положенню Шираза на перетині доріг, що ведуть до Єзда, Кермана, Хузестан, Ісфагана та Перської затоки, він став базою (мусульманського війська) у Фарсі й резиденцією уряду та вищих військових та адміністративних управителів, і протягом двох століть був місцеперебуванням арабських намісників у Фарсі. Ще два століття Шираз перебував у тіні міста-суперника. Але поступово, з наверненням іранців до ісламу та занепадом Істахра, його роль перейняв Шираз. Мало що відомо про той час, але зрозуміло, що до IX століття в Ширазі не було мечеті, тобто доти, доки Саффариди не зробили місто столицею свого уряду.

### Від періоду Буїдів до Сефевідів

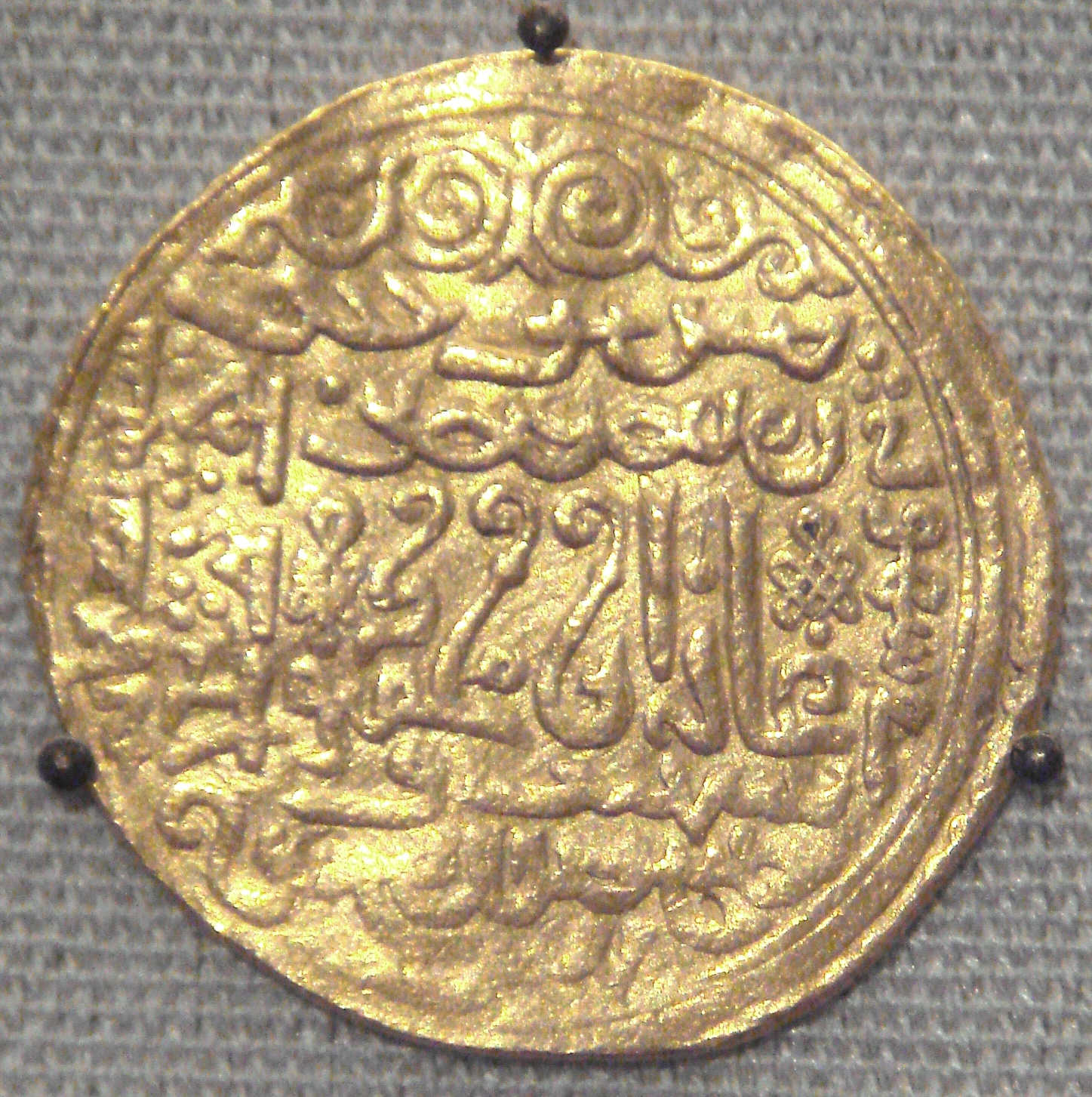
Монети, пов'язані з Ширазом в монгольську епоху

У четвертому і п'ятому століттях місячної хіджри династія Буїдів у Фарсі обрала Шираз своєю столицею і побудувала мечеті, палаци, бібліотеку і водопровідний канал з річки Кер. У цей період Шираз став найбільшим містом у провінції Фарс (що охоплювала Єзд і північні береги Перської затоки). Буїди були послідовниками шиїтів 12 імамів, і дотримувалися таких шиїтських церемоній, як Мухаррам та Ейд аль-Гадір. Проте вони були політично толерантними та сприйнятливими до інших релігій, наприклад до сунітів. За часів їхнього правління немусульмани, як-от зороастрійці, не мусили носити ніякої ознаки в своїй одежі, як воно випадало б немусульманам, або проживати в певних районах. За правління Буїдів під час святкування Мехрегана і Ноуруза міський базар прибирався парадними окрасами, а коли 980 року мусульмани Шираза захотіли вчинити погром зороастрійців, тодішній володар Аз-Даула вирядив до Шираза військо, щоб покарати погромників. 
Атабаки Фарсу (Салгуриди) правили Ширазом починаючи з середини 12 століття. То був час розквіту міста. З'явилось багато нових будівель, як-от школа, лікарня та базар Атабек. Під час вторгнення монголів Чингісхана Шираз вберігся від знищення та розправи, бо салгуридський правитель Абу Бакр ібн Саад добровільно підкорився, погодившись сплачувати данину. Останньою правителькою Атабеку була Абіш-хатун, яка вийшла заміж за сина монгола Хулагу-хана, Менгу-Тимура. Її приданим було прощення данини Ширазу. Отож разом з нею династія атабаків Фарсу вигасла в 1286-1287 роках. Згодом Шираз уник і різанини Тимура, бо губернатор Фарсу Шах-Шуджа теж підкорився добровільно. У тринадцятому столітті Шираз був провідним центром науки і мистецтва. Численні вчені та митці працювали під патронатом правителів, тож стародавні географи називали це місто Дар-оль-Ельм (дім наук).

### Від Сефевідів до кінця правління Каджарів
1503 року Шираз потрапив під владу Сефевідів. Шах Ісмаїл порішив сунітських релігійних лідерів міста, щоб утвердити в ньому шиїзм. У цей час він побудував у Ширазі кілька споруд, як-от медресе Хана, палац у місцині «Майдан» та мури навколо міста. За часів Сефевідів у Ширазі було дві протиборчі групи: на сході жили Гейдарі, послідовники Шейха Гейдара, а на заході - Німатії, послідовники шаха Німатулли Валі. 
1722 року афганці вдерлися до Ірану і скинули династію Сефевідів, а 1723-го афганська армія рушила на Шираз. Місто здалося після дев'яти місяців облоги й голоду. Кажуть, що під час облоги загинуло приблизно 100 000 жителів. 1729 року Надер Шах звільнив Шираз від афганців і відбудував зруйноване. За часів Афшаридів місцеві правителі повстали проти Надер Шаха, тоді він відрядив військо до Шираза, і після чотиримісячної облоги місто впало. По цій облозі страчено багато жителів Шираза, навколо міста споруджено два мінарети, а сади навколо Шираза знищено. 
У 1766-1767 роках Карім Хан Занд обрав Шираз столицею свого царства. У цей період місто знову набуло розквіту, і його населення зросло. Ширазьке скло постачалося на ринки всього Ірану, а ширазьке вино, яке переважно виготовляли вірмени та євреї, через Перську затоку експортували до Індії. За правління Карім-хана до Шираза прибували майстри і робітники з усього Ірану. Кажуть, що тільки в будівництві нового рову навколо міста взяли участь 12 тисяч осіб. За наказом Карім-хана побудовано кілька споруд, як-от нову цитадель міста, Вакіль Базар, Діванхане, Топхане, величну мечеть і кілька тисяч будинків для лурів, що служили у війську Карім-хана. У той час Шираз мав у своєму складі одинадцять районів, п'ять з яких належали Гейдарі, п'ять - Німатії і один - євреям. Спадкоємці Карім-хана після його смерті не змогли зберегти династію Зандів, а засновник династії Каджарів, Ага Мохаммед Хан Каджар, переніс столицю до Тегерана. Саме в Ширазі 1845 року почав проповідувати свою релігію Сійїд Алі Мухаммад Баб. Його заарештували і вислали з міста. Під час окупації Ірану в Першій світовій війні Шираз був одним із осередків боротьби з інтервентами. В цьому місті діяв Національний комітет збереження незалежності Ірану.

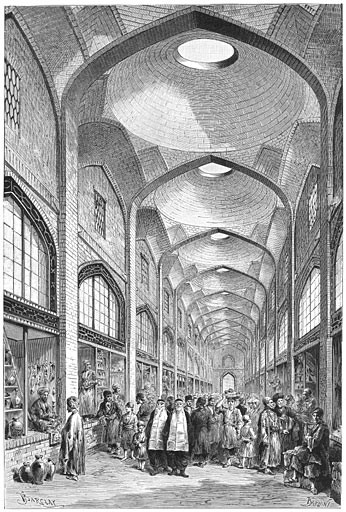
Вакіль Базар[fa], робота Жана Дьєлафуа[fa], 1881 рік
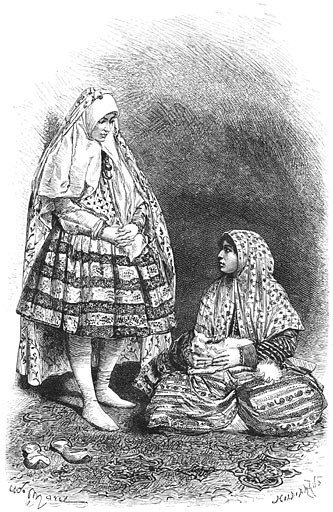
Ширазки ,робота Жана Дьєлафуа, 1881 рік
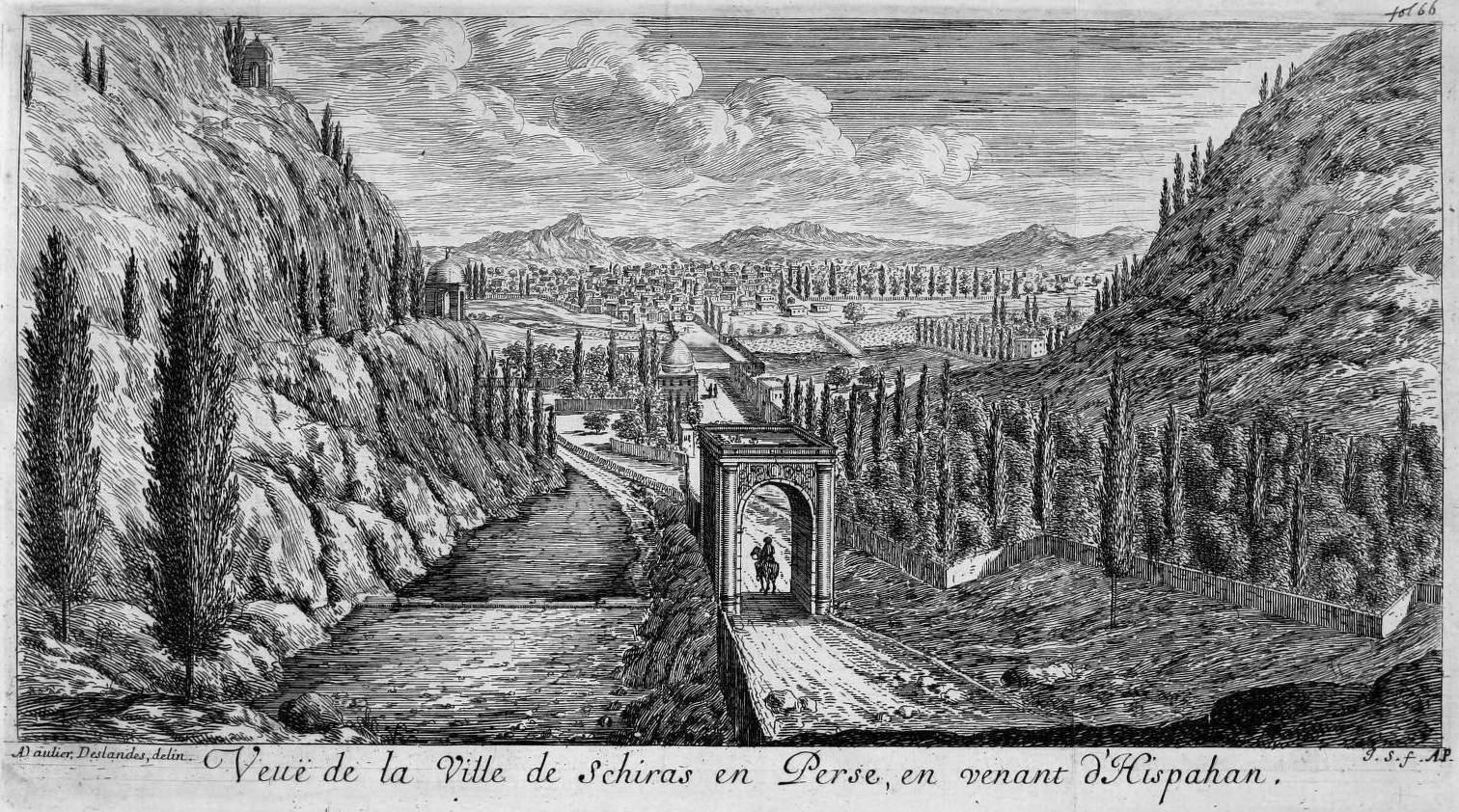
Шираз, робота Андре Дольє Деланда[fa], 1671 рік
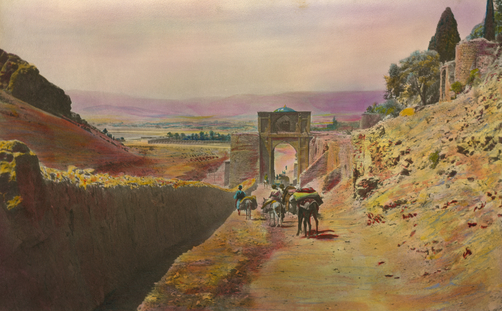
Ворота Корану, робота Гаролда Вестона[fa]
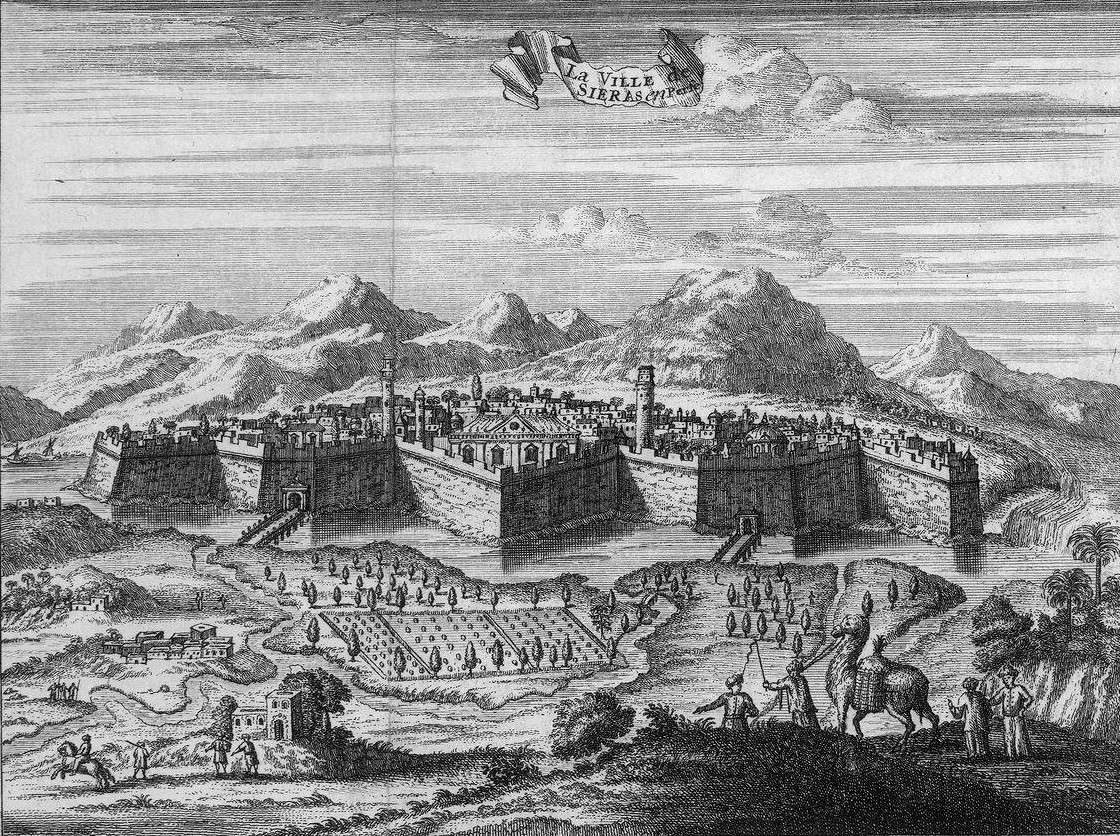
Шираз 1681 року — ілюстрація до книги «Подорожі до Московії, Татарії, Персії, Індії» Яна Янсена Стрейса (1630—1694), робота Жана Шардена[fa]
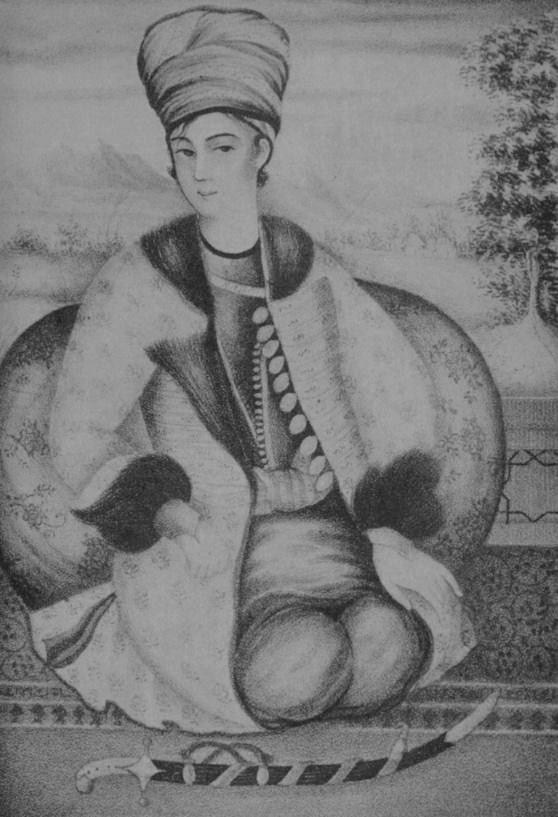
Лотфі Алі Шах

### Сучасність
Внаслідок спалаху іспанського грипу 1918 року в Ширазі померло близько 10 тис. осіб. Шираз не відчув на собі особливих наслідків індустріалізації часів Рези-шаха, що відбувалася в різних містах Ірану. Але після Другої світової війни місто набуло стрімкого розвитку. На 1974 рік Шираз за розміром поступався промисловим містам Тебризу та Ісфагану і релігійному місту Мешхеду. У роки, що передували революції, місто розвивалося прискореними темпами. Тепер воно вже не було вузловим пунктом на шляху транзиту вантажів з портів Перської затоки до центрального Ірану, бо разом з будівництвом національної залізниці традиційну роль порту Бушир перебрали на себе інші порти. Зате набули чималого розвитку центри вищої освіти, військові бази та туристична галузь.  
Після революції чимало уваги приділено відновленню та реставрації історичних пам'яток. Найважливіші зі здійснених проєктів: відновлення Фортеці Карім-хана, реставрація та відбудова гробниці Хаджаві-є Кермані, Воріт Корану, лазні Вакіль та мавзолею Гафіза. 
Завдяки постачанню газу з газопереробного заводу Бідболанд до Ширазького нафтохімічного комплексу, Шираз став одним із перших газифікованих міст Ірану.

## Географія

Кліматична карта Ірану. Шираз лежить на південному заході країни, його клімат середземноморський.

Шираз - столиця остану Фарс. Має форму прямокутника завдовжки 40 км і завширшки від 15 до 30 км, площею 1268 квадратних кілометрів. Лежить на південному заході Ірану, в бахші Марказі остану Фарс. Шираз оточений муром з відносно високих гірських хребтів, що має особливе значення з погляду стратегії оборони міста. На заході місто упирається в гору Дерак, на півночі — в гори Баму, Сабзпушан, Чегель Макам і Бабакугі (гірський хребет Загрос).
Географічні координати Шираза - 29 градусів 36 хвилин північної широти і 52 градуси 32 хвилини східної довготи, а висота над рівнем моря в різних частинах міста коливається від 1480 до 1670 метрів. Сезонна річка Рудхане-є Хошк, перетнувши місто, повертає на південний схід і впадає в озеро Махарлу. 

### Клімат
За класифікацією кліматів Кеппена Шираз загалом перебуває в зоні холодного напівсухого клімату (BSk), лише трохи не досягаючи зони теплого напівсухого клімату (BSh), або середземноморського клімату з теплим літом (Csa).
Середня температура липня (найтепліший місяць року) становить +30 °C, грудня (найхолодніший місяць року) – +5 °C, квітня – +17 °C, жовтня – +20 °C. Середньорічна температура - +18 °C.  Річна кількість опадів у Ширазі становить 337,8 мм. 
| Клімат Ширазу (1961–1990, extremes 1951–2010) | Клімат Ширазу (1961–1990, extremes 1951–2010) | Клімат Ширазу (1961–1990, extremes 1951–2010) | Клімат Ширазу (1961–1990, extremes 1951–2010) | Клімат Ширазу (1961–1990, extremes 1951–2010) | Клімат Ширазу (1961–1990, extremes 1951–2010) | Клімат Ширазу (1961–1990, extremes 1951–2010) | Клімат Ширазу (1961–1990, extremes 1951–2010) | Клімат Ширазу (1961–1990, extremes 1951–2010) | Клімат Ширазу (1961–1990, extremes 1951–2010) | Клімат Ширазу (1961–1990, extremes 1951–2010) | Клімат Ширазу (1961–1990, extremes 1951–2010) | Клімат Ширазу (1961–1990, extremes 1951–2010) | Клімат Ширазу (1961–1990, extremes 1951–2010) |
| Показник                                      | Січ.                                          | Лют.                                          | Бер.                                          | Квіт.                                         | Трав.                                         | Черв.                                         | Лип.                                          | Серп.                                         | Вер.                                          | Жовт.                                         | Лист.                                         | Груд.                                         | Рік                                           |
| Абсолютний максимум, °C                       | 22,4                                          | 24,0                                          | 30,6                                          | 34,0                                          | 38,6                                          | 42,0                                          | 43,2                                          | 42,0                                          | 39,0                                          | 34,4                                          | 28,4                                          | 23,2                                          | 43,2                                          |
| Середній максимум, °C                         | 12,1                                          | 14,7                                          | 18,9                                          | 23,8                                          | 30,6                                          | 36,1                                          | 37,8                                          | 37,0                                          | 33,7                                          | 27,8                                          | 20,5                                          | 14,4                                          | 25,6                                          |
| Середня температура, °C                       | 5,3                                           | 7,7                                           | 11,8                                          | 16,2                                          | 22,5                                          | 27,7                                          | 29,8                                          | 28,7                                          | 24,5                                          | 18,4                                          | 11,7                                          | 6,8                                           | 17,6                                          |
| Середній мінімум, °C                          | −0,4                                          | 1,2                                           | 4,8                                           | 8,5                                           | 13,2                                          | 17,1                                          | 19,9                                          | 18,8                                          | 14,1                                          | 8,8                                           | 3,8                                           | 0,5                                           | 9,2                                           |
| Абсолютний мінімум, °C                        | −14                                           | −8                                            | −4                                            | −2                                            | 3,0                                           | 9,0                                           | 14,0                                          | 12,0                                          | 1,0                                           | 1,6                                           | −8                                            | −11                                           | −14                                           |
| Середня кількість сонячних годин на місяць    | 217,0                                         | 218,5                                         | 236,2                                         | 247,7                                         | 324,1                                         | 357,8                                         | 344,6                                         | 329,7                                         | 318,0                                         | 297,7                                         | 238,3                                         | 216,2                                         | 3345,8                                        |
| Норма опадів, мм                              | 79.8                                          | 49.8                                          | 48.4                                          | 30.6                                          | 6.6                                           | 0.2                                           | 1.0                                           | 0.1                                           | 0.0                                           | 5.2                                           | 20.7                                          | 63.2                                          | 305.6                                         |
| Днів з дощем                                  | 8,7                                           | 7,9                                           | 7,9                                           | 6,4                                           | 2,1                                           | 0,2                                           | 0,8                                           | 0,4                                           | 0,1                                           | 1,2                                           | 3,7                                           | 7,2                                           | 46,6                                          |
| Днів зі снігом                                | 1,5                                           | 0,6                                           | 0,0                                           | 0,0                                           | 0,0                                           | 0,0                                           | 0,0                                           | 0,0                                           | 0,0                                           | 0,0                                           | 0,0                                           | 0,6                                           | 2,7                                           |
| Вологість повітря, %                          | 65                                            | 58                                            | 51                                            | 46                                            | 32                                            | 22                                            | 24                                            | 24                                            | 26                                            | 34                                            | 48                                            | 61                                            | 41                                            |
| --------------------------------------------- | --------------------------------------------- | --------------------------------------------- | --------------------------------------------- | --------------------------------------------- | --------------------------------------------- | --------------------------------------------- | --------------------------------------------- | --------------------------------------------- | --------------------------------------------- | --------------------------------------------- | --------------------------------------------- | --------------------------------------------- | --------------------------------------------- |

### Озеро Махарлу
Озеро має розміри 28 на 15 кілометрів і площу 600 квадратних кілометрів. Лежить на висоті 1461 метр над рівнем моря. Розташоване за 20 кілометрів на південний схід від Шираза і на захід від озера Бахтеґан. Озеро Махарлу — найсхідніша частина Ширазької рівнини. Махарлу має дуже солону воду і впродовж сухого сезону є одним з найбільших родовищ солі в Ірані. Переробкою солі з цього озера займається соледобувний комплекс, що входить до складу Shiraz Petrochemical. 

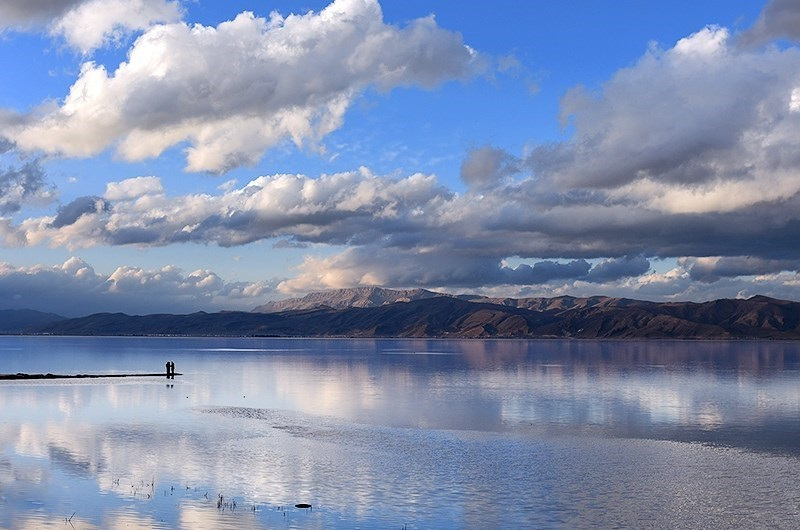
Озеро Магарлу[fa], 15 км на схід від Шираза
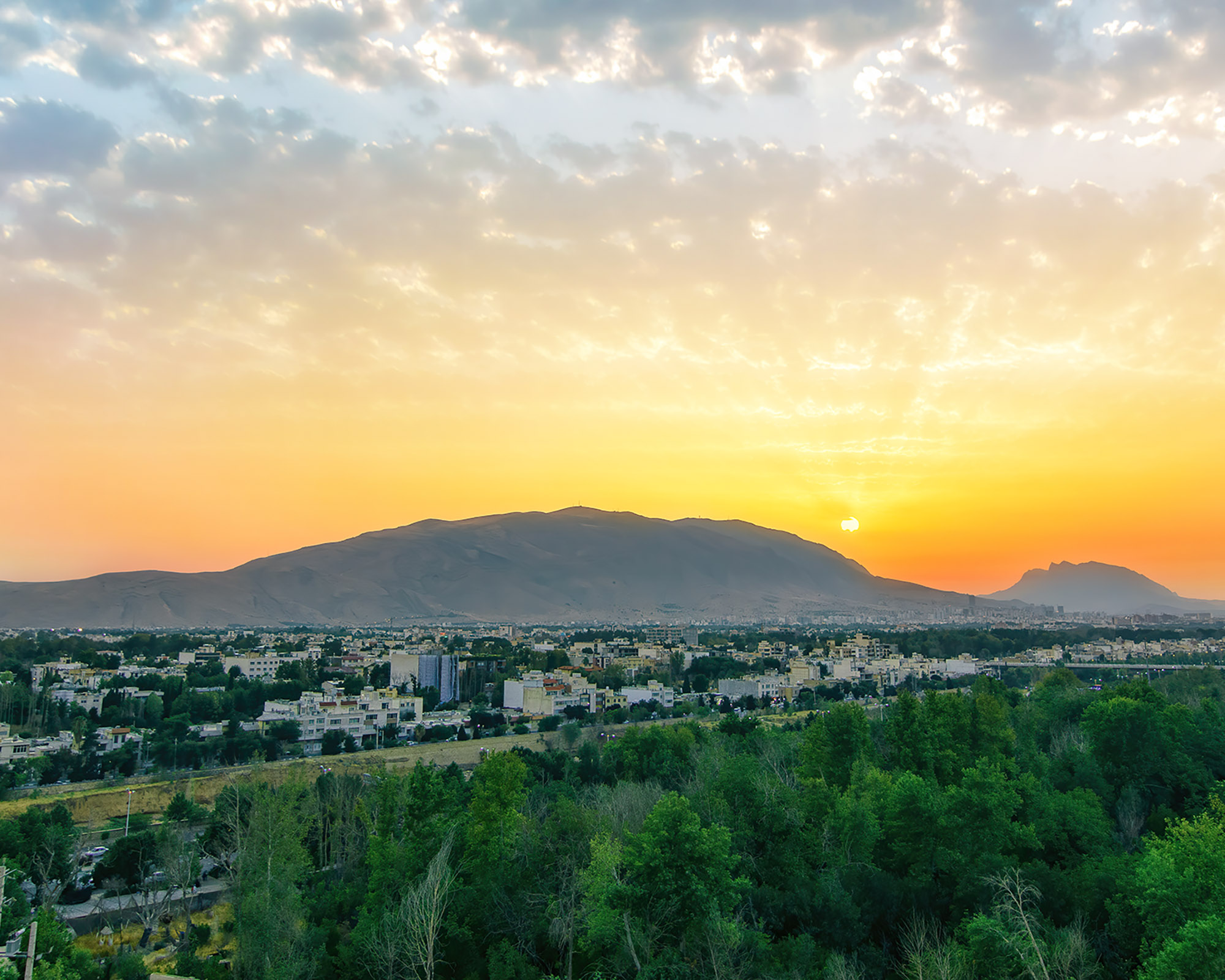
гора Дерак[fa]
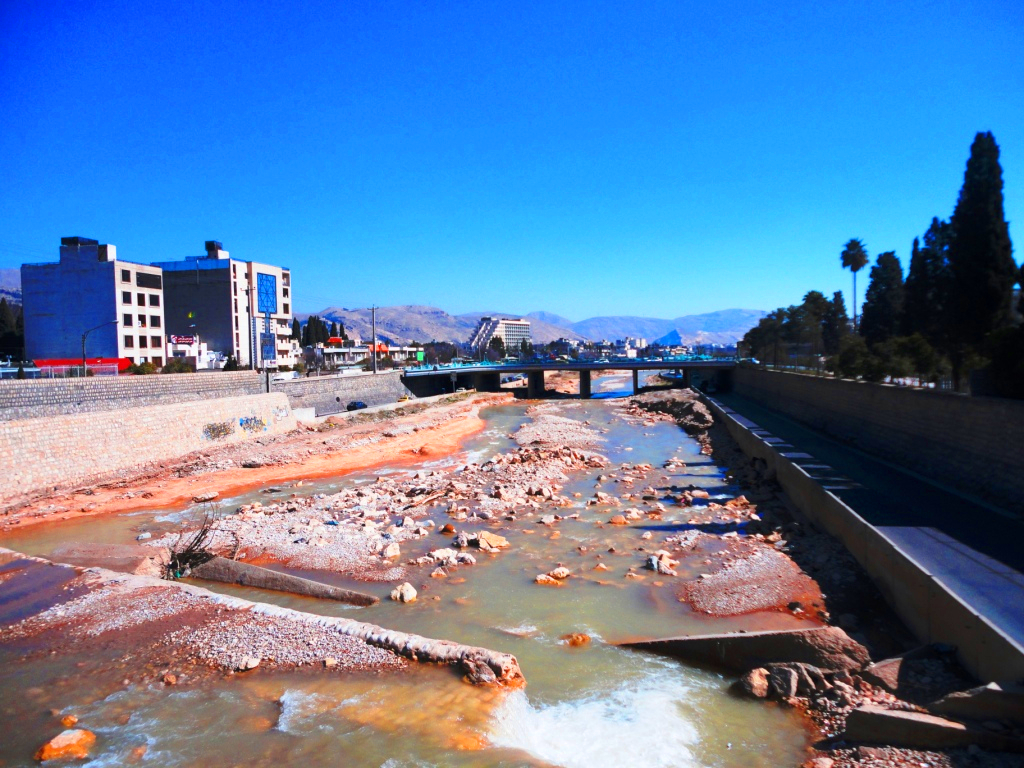
Рудхане-є Хошк[fa]

## Культура
Шираз — культурна столиця Ірану. Місто подарувало світові славетних поетів — Гафіза та Сааді. Тут жила відома іранська поетка Джаханмалек Хатун. Шираз знаний як місто поезії, вина, садів, апельсинів і бергамотів, квітів і солов'їв. Сад посідає особливе місце в іранській культурі, і Шираз здавна славиться багатьма прекрасними садами. У місті споконвіку було багато виноградників, а ширазьке вино славилося на увесь світ. Сьогодні більшість садів цього міста розкинулись на північному заході та в районах Каср аль-Дашт, Кешан, Чамран і Мааліабад. Деякі сади в Ширазі мають неабияке історичне значення і вважаються важливими туристичними принадами, найвідоміші з них: Ерам, Афіф Абад, Дельґоша і Джаганнама. 

### Мистецтво

#### Ширазький фестиваль мистецтв
З 1968 по 1978 рік щороку наприкінці літа в Ширазі та Персеполісі проводили Ширазький фестиваль мистецтв. На той час це була найбільша подібна культурна подія у світі. Метою його проведення було заохочення традиційного іранського мистецтва та підвищення іранських культурних стандартів. Тут зустрічалися найвизначніші традиційні й сучасні митці Ірану та всього світу в різних галузях мистецтва. Він проходив під патронатом спеціального офісу Фарах Пахлаві, а його директором був Фаррох Гаффарі. Цей фестиваль знаний як найбільш суперечлива культурна та мистецька течія в сучасній історії Ірану, а у світі його вважають одним із найрадикальніших змішаних фестивалів різних мистецтв і культур. 

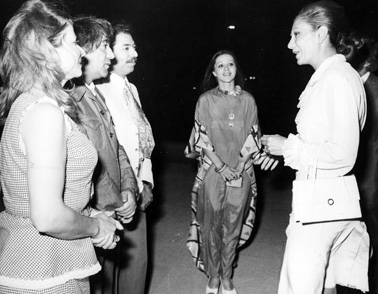
Шахбану Фарах Пахлаві розмовляє з Фарзане Таїді[fa], Алі Нассіріяном[fa], Еззатолою Ентезамі[fa] та Магін Шагабі[fa] на Ширазькому фестивалі мистецтв[fa]
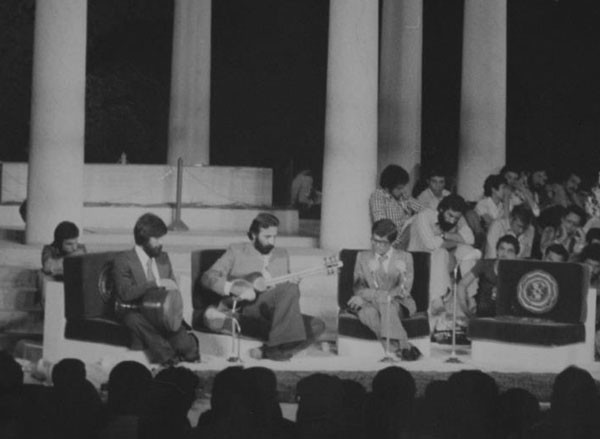
Мухаммед Реза Шаджарян, Могаммад Реза Лотфі[fa] і Насер Фарганґфар[fa] під час музичної частини Ширазького фестивалю мистецтв 1975 року
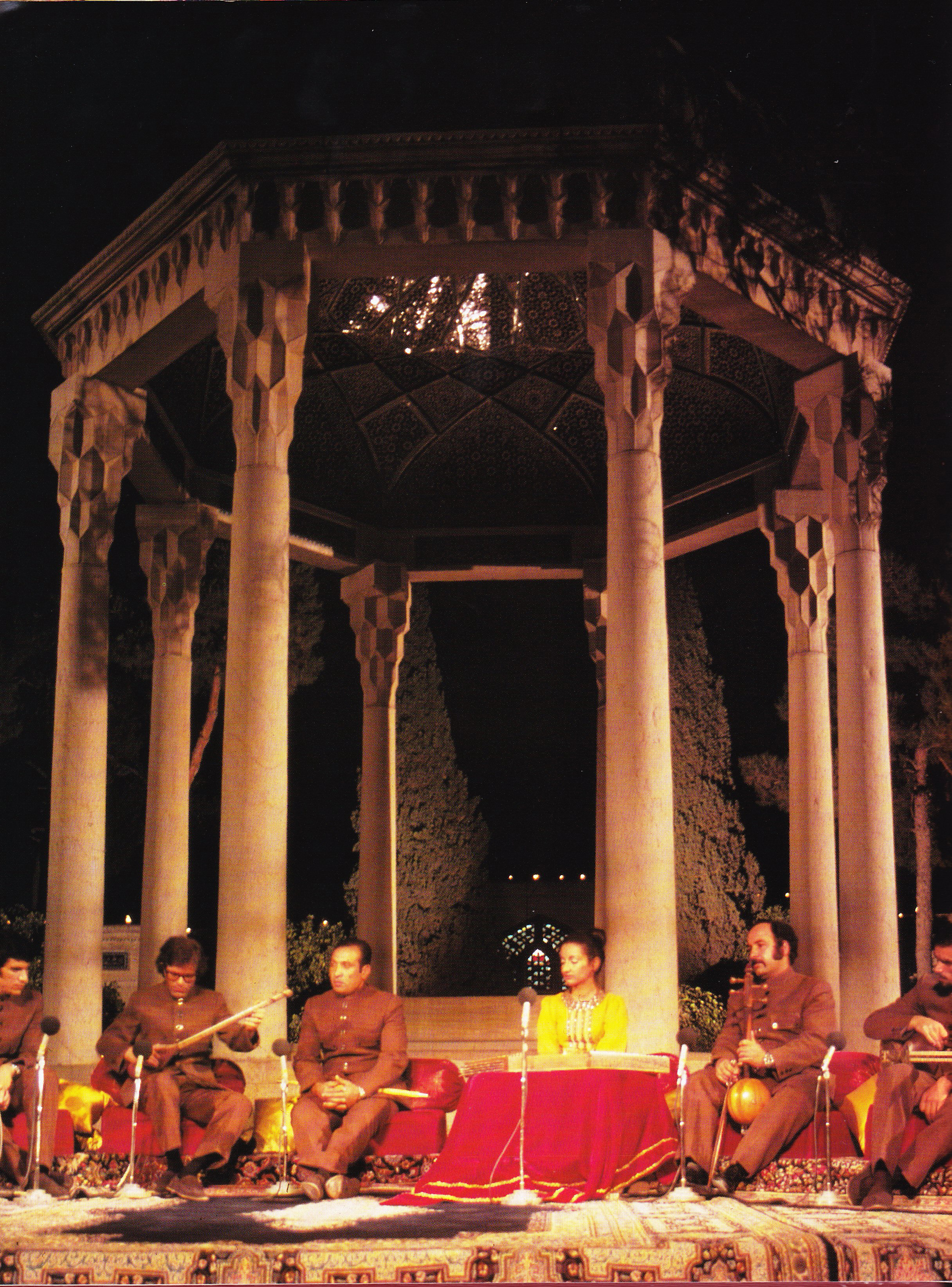
Джалаль Зольфонун[fa] грає на сетарі в мавзолеї Гафіза[fa] на Ширазькому фестивалі мистецтв
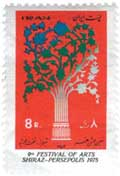
Поштова марка Ширазького фестивалю мистецтв 1976 року

#### Мініатюра
Перша ширазька школа
Перша ширазька школа - одна зі шкіл перської мініатюри. Монголи завоювали весь Іран, крім Шираза, який підкорився добровільно. Завдяки цьому в Ширазі сформувався місцевий уряд, тоді як на решті території Ірану панували монголи, і це стало передумовою для появи власної ширазької школи мініатюри, яка набагато ближча до іранських мотивів і стародавнього стилю іранського живопису, ніж тебризька школа. Серед робіт ширазької школи найбільш відомі: Шах-наме з палацу Топкапи в Стамбулі (1331 рік), Шахнаме Гавам од-Діна Хасана Вазіра (1341 рік), Муніс Аль-Ахрар Мухаммада ібн Бадра (1341).
Друга ширазька школа

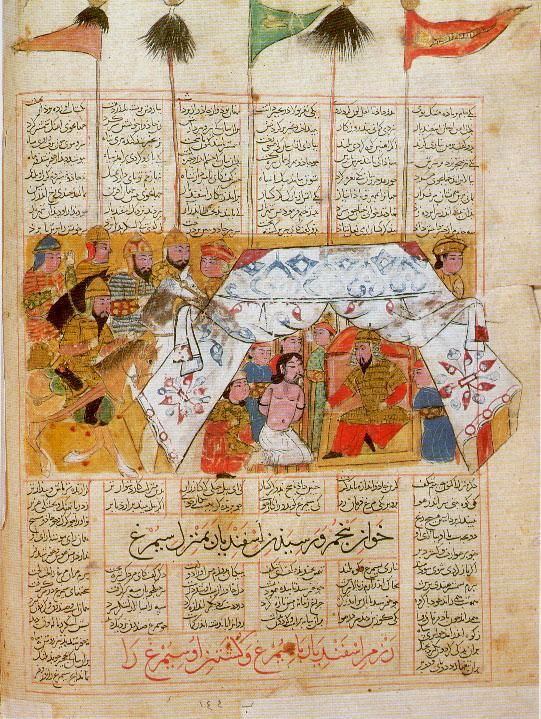
Мініатюра з Шахнаме, Горгсар стоїть на колінах перед наметом Ісфандіяра, 1331 рік

До неї відносять артефакти, створені в Ширазі від кінця 14-го століття, особливо в період Тимуридів. 1370 року  Тимур поклав край монгольському пануванню. Ширазька школа трансформувалася, зазнавши впливу щойно створеної школи Джалаєрі. До творів цього періоду належать: Вибране Іскандара Султана (1410-1411), Шахнаме Ібрагіма Султана (між 1430-1435) і Хавараннаме ібн Хусама з мініатюрами Фархада (1477-1478). Правління Тимуридів (15 століття) та присутність у Ширазі представників цієї династії Іскандара Султана та Ібрагіма Султана стали підґрунтям відродження візуальних рис першої ширазської школи 14-го століття.

#### Народні ремесла
За рекомендацією Всесвітньої ремісничої ради у лютому 2017 року Шираз додано до списку ЮНЕСКО світових міст ремесел. Комплекс Вакіль - один з найважливіших комплексів громадських будівель періоду Зандів у цьому місті. В його складі є ринок, де можна побачити всі види ширазьких ремесел. Ремесла цього міста дуже розмаїті і не зводяться до однієї спеціальності. 
Шираз славиться такими ремеслами:
- вироби з дерева
  - хатам[fa] (мабуть, найвідоміше у всьому мистецтві Шираза)
  - мозаїка
  - маркетрі
- гончарні та керамічні вироби
  - гончарство
  - терраццо[fa]
  - поліхромна плитка[fa]
- вироби з металу
  - сріблярство[en]
  - торевтика
- плетіння
  - кілім[fa]
  - ґаббе[fa]
  - плетіння з лози

А також традиційні: 
- склоробство
- повсть
- стуко
- виготовлення ґіве[fa]
- мініатюра.

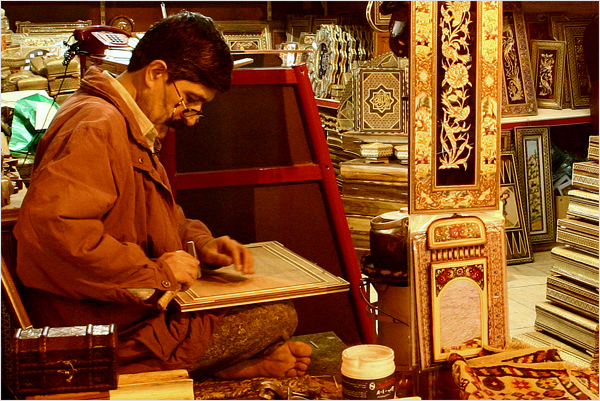
Виготовлення виробів ручної роботи
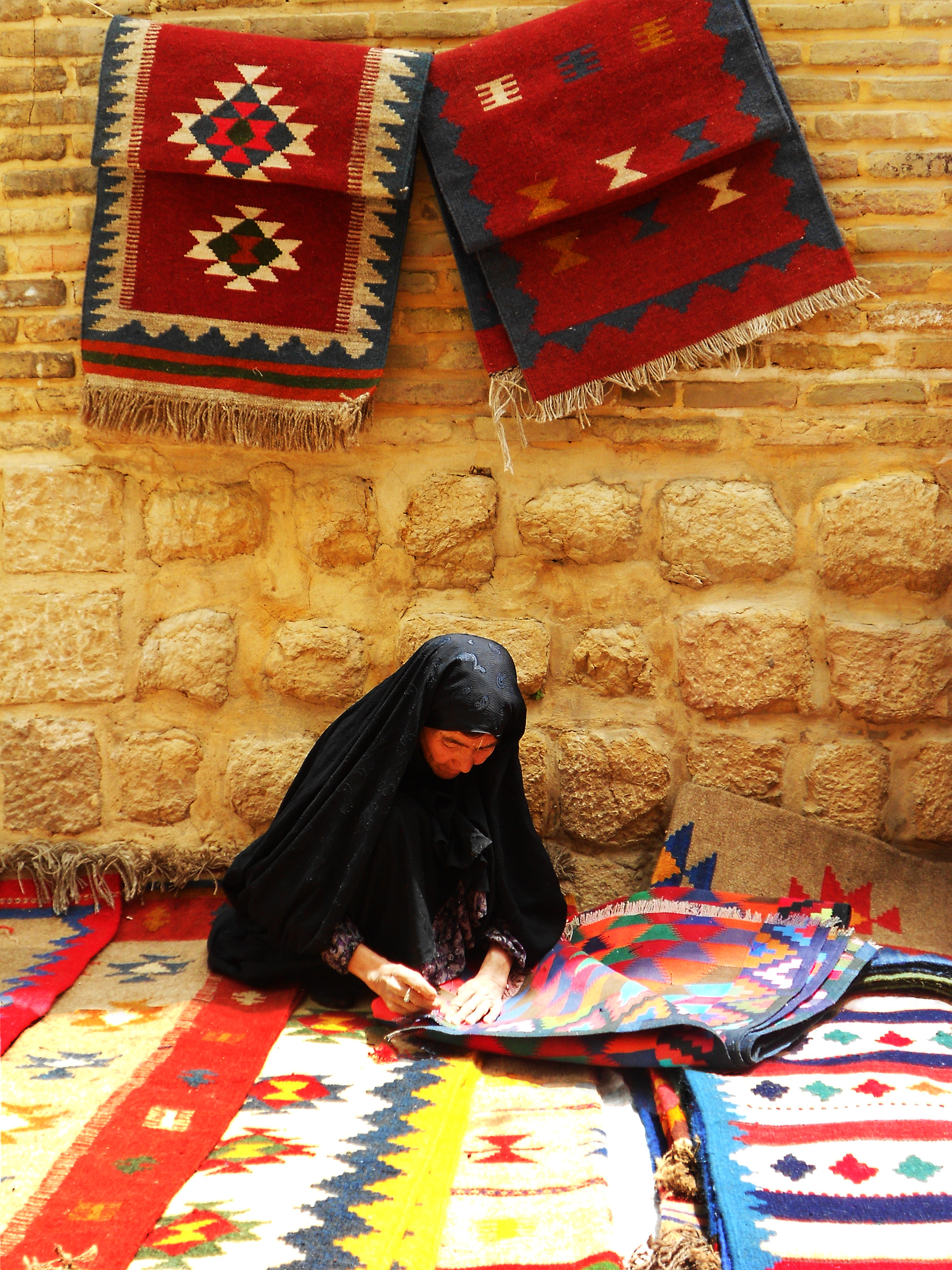
Плетіння та продаж ґаббе[fa] і кілім[fa]
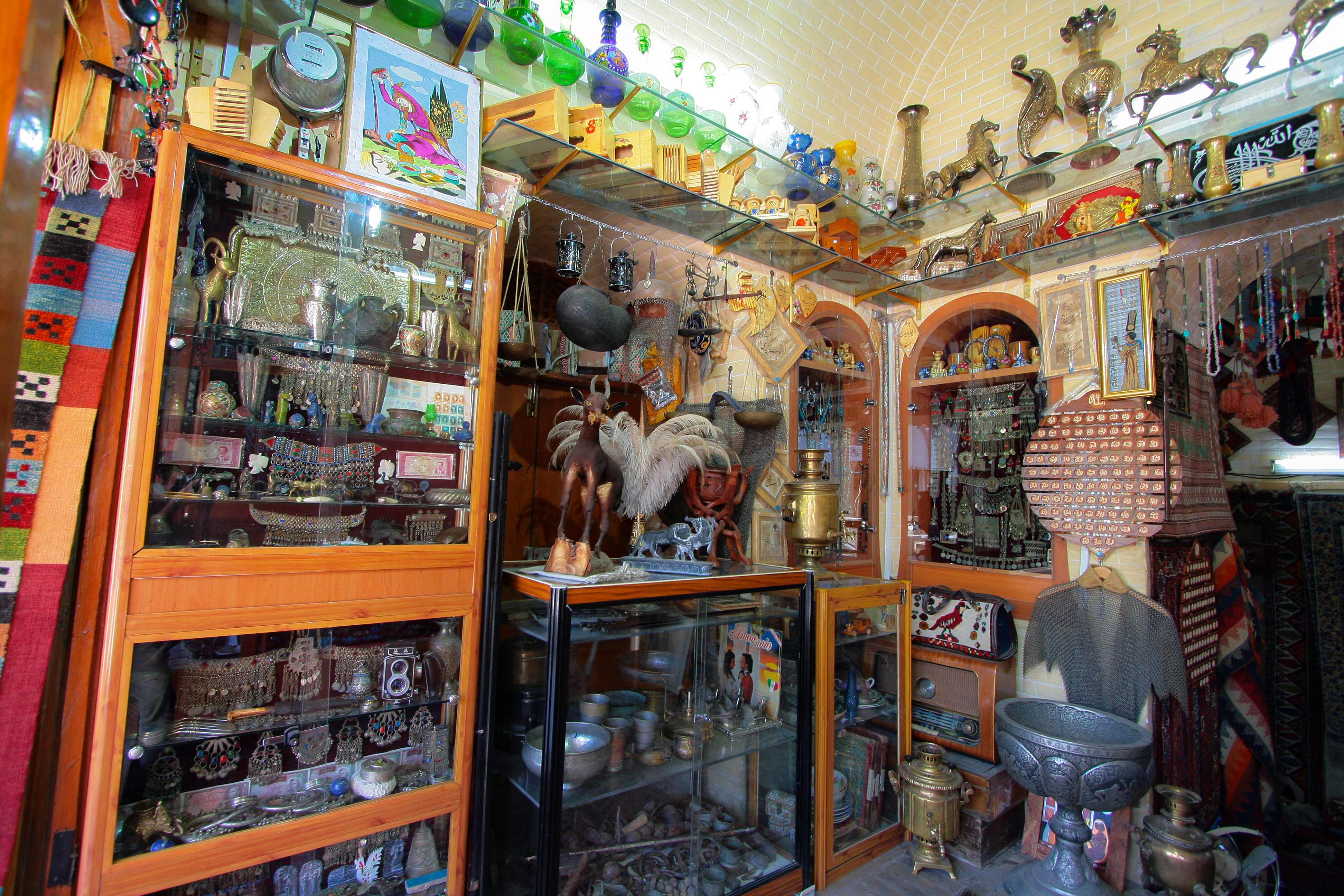
вироби з металу
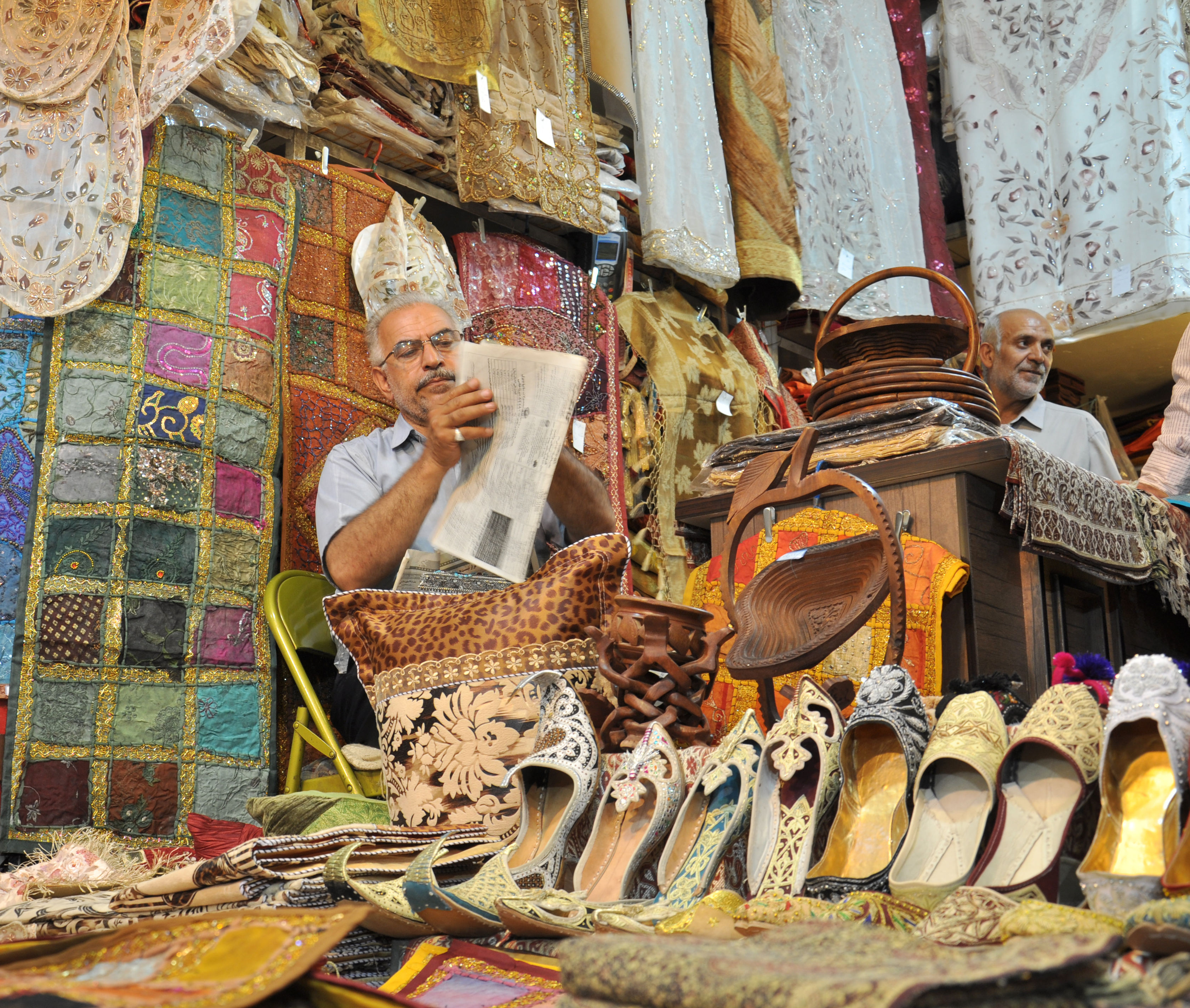
вироби зі шкіри
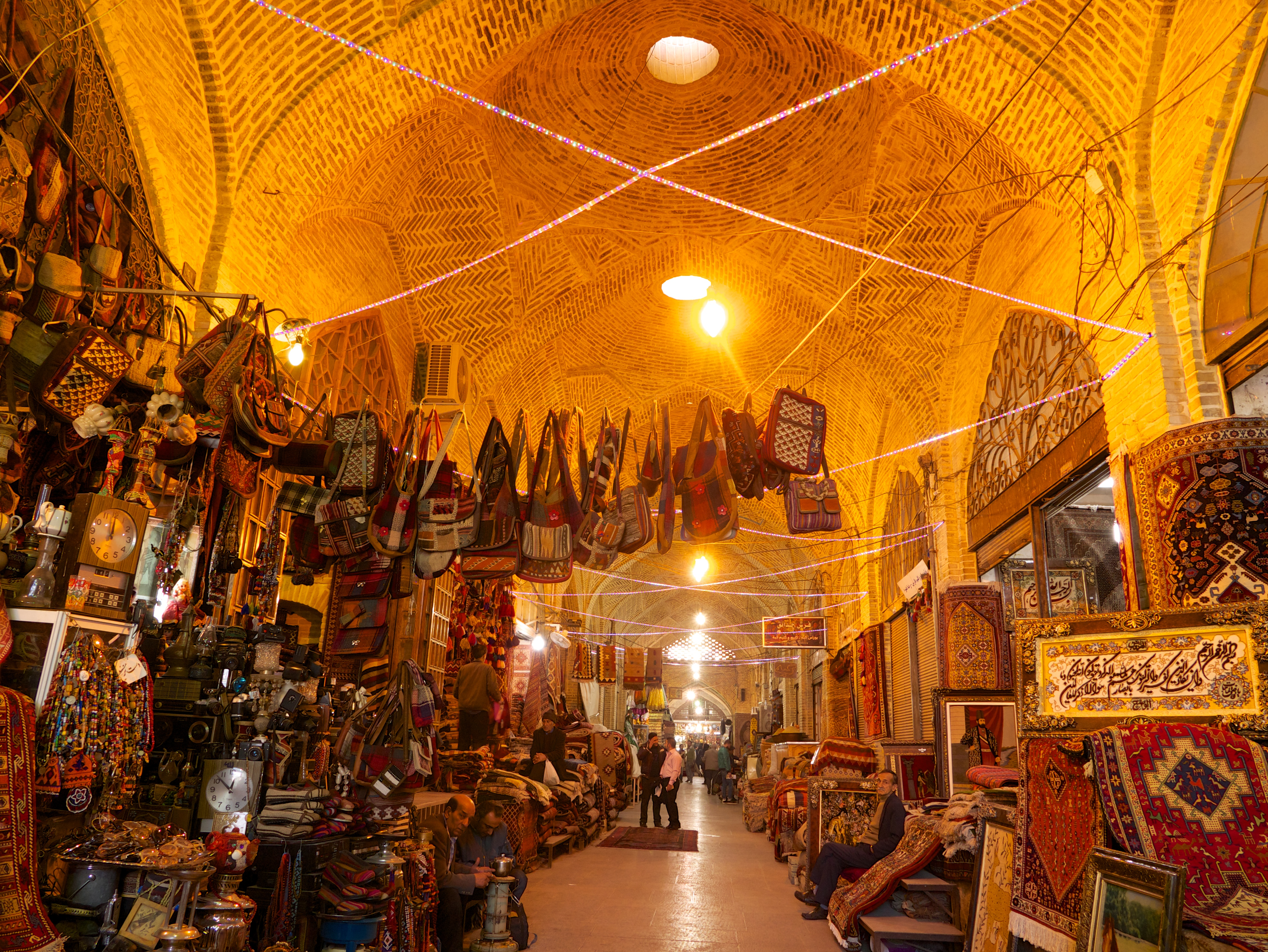
народні ремесла на Вакіль Базарі

### День Шираза

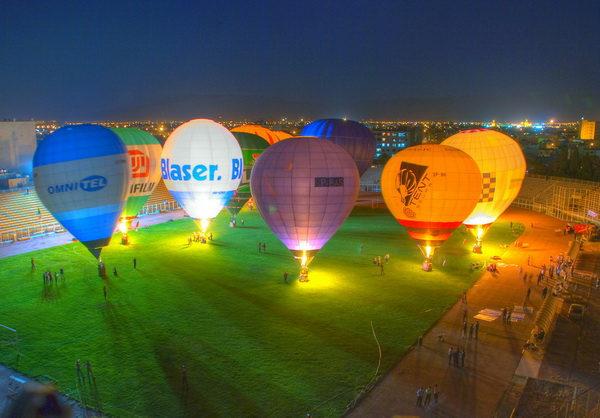
Політ повітряних куль на день Шираза (2010)

Міська рада Шираза постановила, а Ісламська консультативна рада Ірану схвалила, відзначати в середній день весни, 15 ордібегешта (6 травня), День Шираза. З цієї нагоди щороку в цей день міська рада Шираза проводить спеціальні заходи. Наприклад, 2010 року, вперше в Ірані, в небо Шираза одночасно здійнялися 12 повітряних куль. Керовані професійними повітроплавцями кулі з різних країн Європи злетіли з двох місць, стадіону Гафезіє і Університету медичних наук і, після приблизно двох годин польоту, приземлилися в різних місцях.

## Населення

### Демографія
За даними першого офіційного перепису населення Ірану 1956 року чисельність населення Шираза становила 170 659 осіб, і за цим показником він посідав 6-те місце серед міст Ірану. За переписом 1976 року він вийшов на п'яте місце, випередивши Абадан, і зберігав цю позицію до перепису 1996 року. За підсумками перепису населення 2006 року, Кередж, завдяки швидкому зростанню, обійшов Шираз.
За даними загального перепису населення та житлового фонду 2016 року, населення шахрестану Шираз становило 1 869 001 особу: 942 444 чоловіки та 926 557 жінок. Населення самого міста становило 1 565 572 осіб (567 567 домогосподарств).
У книзі Фарснаме-є Насері (автор - Гасан Фасаї, редактор і анотатор - Мансур Растеґар Фасаї) докладно описано одинадцять районів Шираза, а також подано кількість населення (чоловіків, жінок і будинків) станом на 1883 рік. У місті проживало 49827 осіб (26595 жінок і 23232 чоловіків), що мешкали в 5862 будинках. Найбільш густонаселеним був район «Бала Кафт» (Новий сад): 4497 жінок і 3870 чоловіків у 1036 будинках. Найменш густонаселеним був «Єврейський квартал»: 1040 жінок і 930 чоловіків у 222 будинках.

### Релігія
Шираз — найсвітськіше місто Ірану. Більшість мешканців міста сповідують іслам. Більшість євреїв Шираза в другій половині ХХ століття, особливо після ісламської революції, емігрували до Ізраїлю та Сполучених Штатів. У місті досі проживає єврейська меншина чисельністю 6000 осіб і діє кілька синагог. У ХІХ і ХХ століттях у Ширазі жили невеликі громади християн- протестантів, зокрема англікан та пресвітеріан, що вели місіонерську діяльність. Нині у Ширазі діють дві церкви, вірменська і англіканська.  

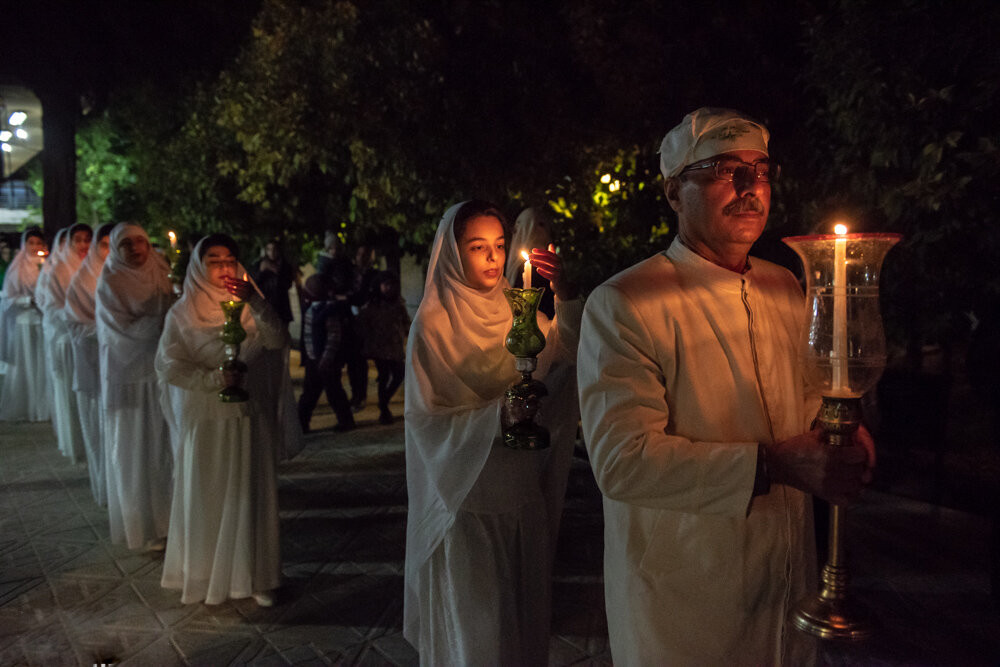
Святкування свята саде[fa]
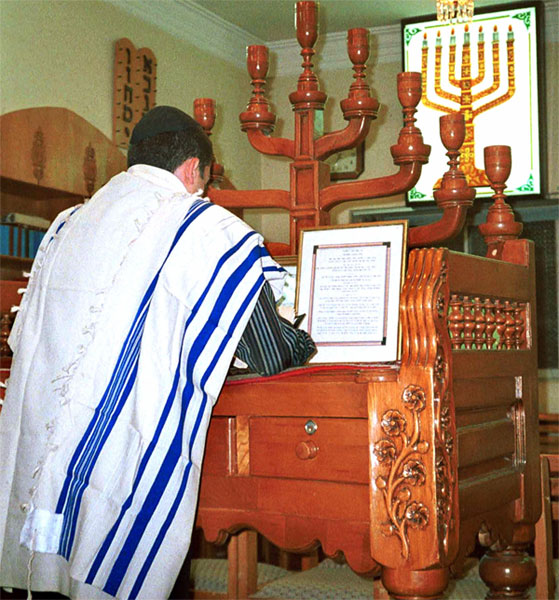
Синагога Рабіазаде[fa]
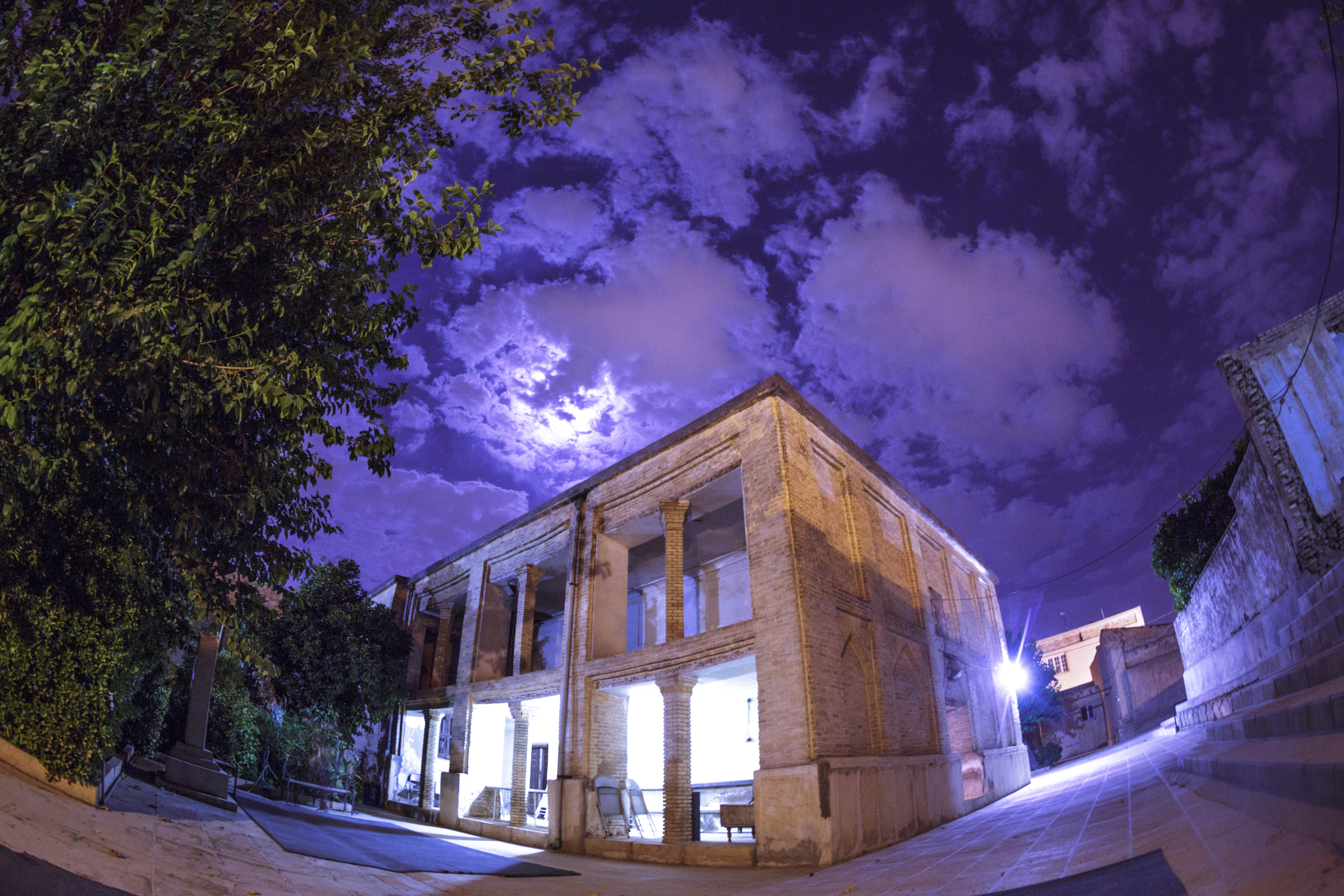
Церква Святої Марії[fa]
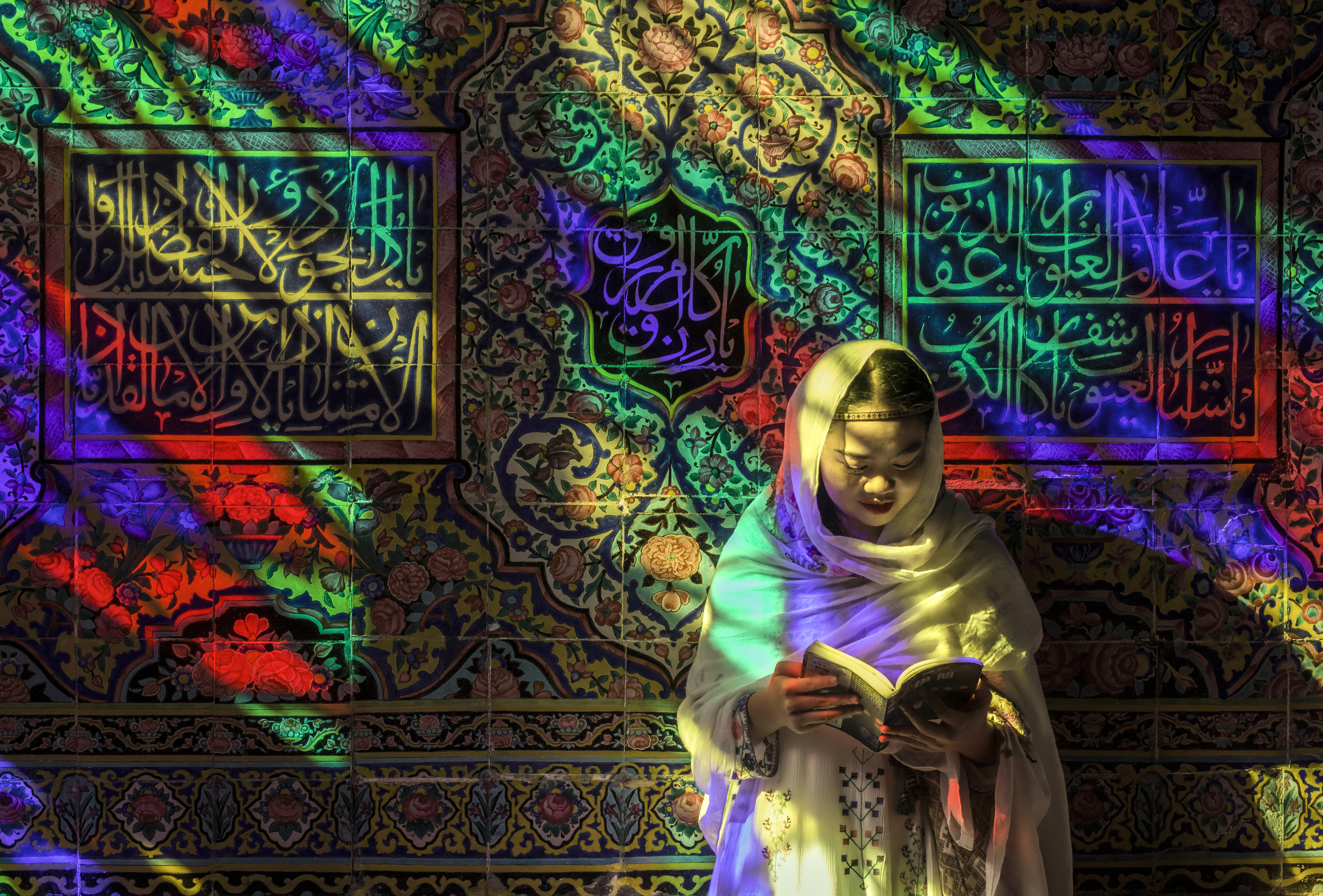
Мечеть Насір оль-Мольк

### Мова
Жителі Шираза розмовляють ширазьким діалектом перської мови. Він має 23 приголосні / P /, / b /, / f /, / v /, / t /, / d /, / k /, / g /, / q /, / c /, / j /, / s /, / z /, / s /, / z /, / m /, / n /, / l /, / r /, / h /, / x /, /? /, / y /, 9 простих голосних / a /, / a: /, / e /, / e: /, / o /, / o: /, / a /, / i /, / u / і 5 дифтонгів / y /, / ay /, / ou /, / ey /, / ow /, а його синтаксична конструкція cvc(c). Дослідження сучасного стану ширазького діалекту показують, що більше ним володіють люди літнього віку. Серед жінок більше володіють домогосподарки, а серед чоловіків – самозайняті. Завдяки появі двох славетних перських поетів, Гафіза і Сааді, прийдешні покоління зазнали впливу всіх аспектів життя населення Шираза епохи монголів. Через це навіть занепав попередній діалект цього міста і поширилася нова перська мова.
Етнічний склад
2010 року компанія Pars Expert Researchers Company провела опитування жителів 288 міст і приблизно 1400 сіл по всій країні щодо етнічної самоідентифікації. Для Шираза це опитування дало такі результати: 
| Етнічні групи | Етнічні групи | Етнічні групи | Етнічні групи | Етнічні групи |
| ------------- | ------------- | ------------- | ------------- | ------------- |
|               |               |               |               |               |
| Перси         | Перси         |               | 84.4%         | 84.4%         |
| Тюрки         | Тюрки         |               | 10.6%         | 10.6%         |
| Лури          | Лури          |               | 3.6%          | 3.6%          |
| Решта         | Решта         |               | 1.5%          | 1.5%          |

## Туристичні пам'ятки

### Історичні пам'ятки
Шираз вважають одним з найважливіших туристичних центрів Ірану. Вітчизняні та чужоземні туристи його знають за багатьма історичними пам'ятками. Основні пам'ятки міста: 
- Мавзолей Сейїда Мір Мохаммада
- Мавзолей Гафіза[fa]
- Мавзолей Сааді Ширазі[fa]
- Гробниця Хаджаві-є Кермані[fa]
- Мавзолей Шах-Черах
- Мечеть Атіг Джаме[fa]
- Мечеть Насір оль-Мольк
- Мавзолей Шаха Шоджа
- Фортеця Карім-хана[fa]
- Криниця Мортаз Алі[fa]
- Базар Вакіль[fa]
- Мечеть Вакіль[fa]
- Ворота Корану
- Мавзолей Баба Кугі[fa]
- Палац Абу Наср[fa]
- Медресе Хана[fa]
- Музей Парс

В околицях Ширазу є руїни давніх міст та історичні місця:
- Парса (Персеполь)
- Бішапур
- Пасаргади
- Фірузабад
- Накш-і-Рустам
- Накш-і-Раджаб
- Істахр

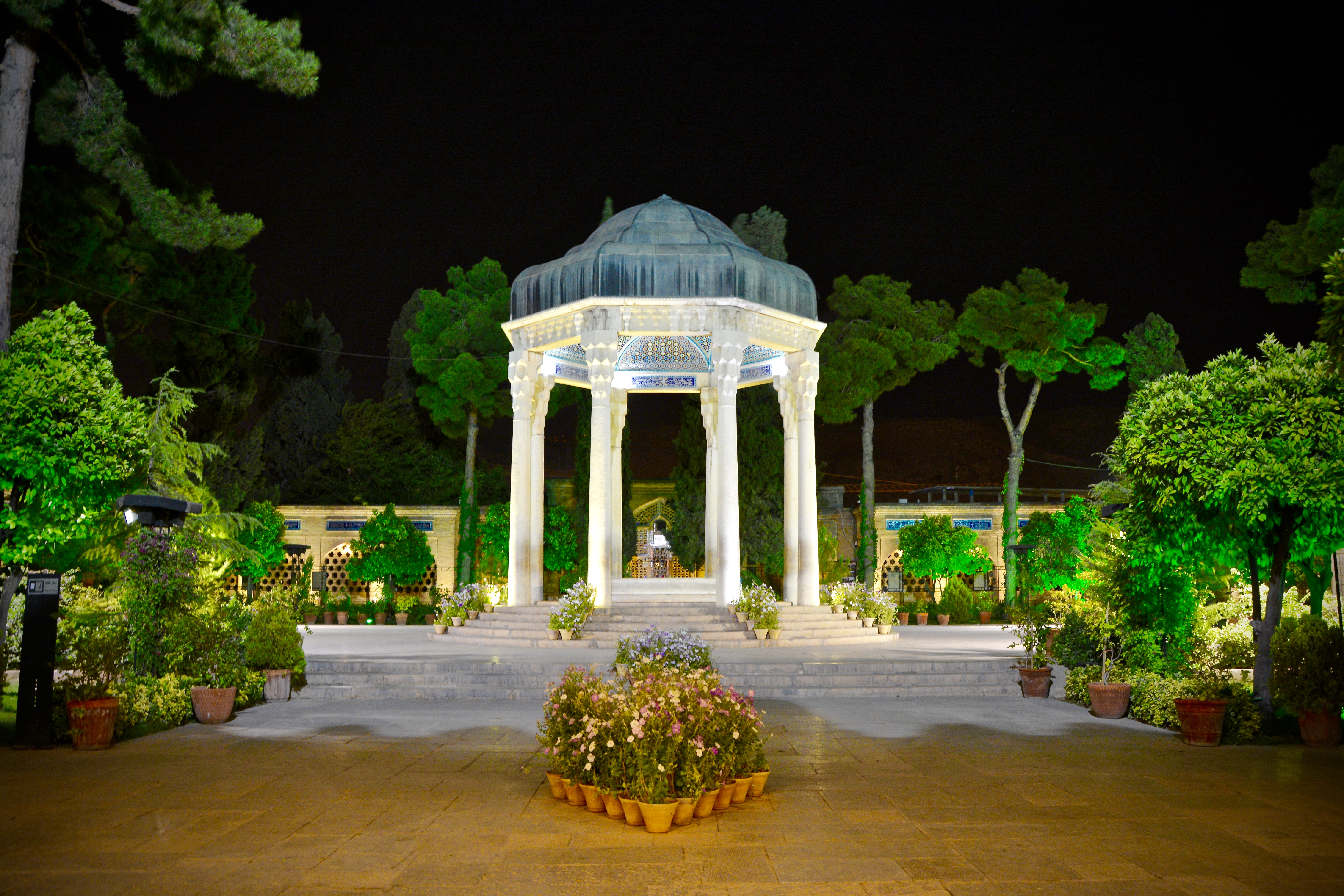
Мавзолей Гафіза[fa]
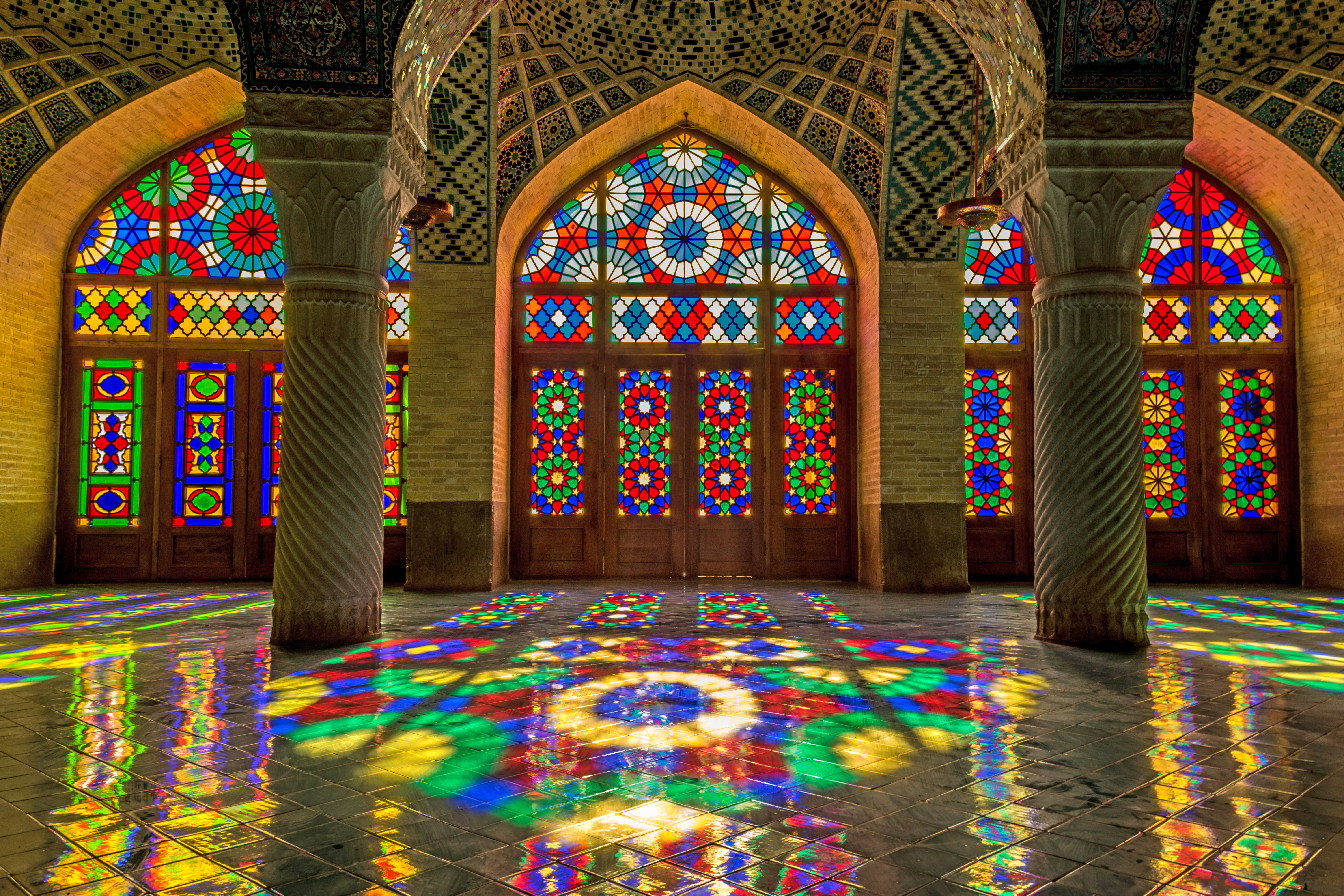
Мечеть Насір оль-Мольк
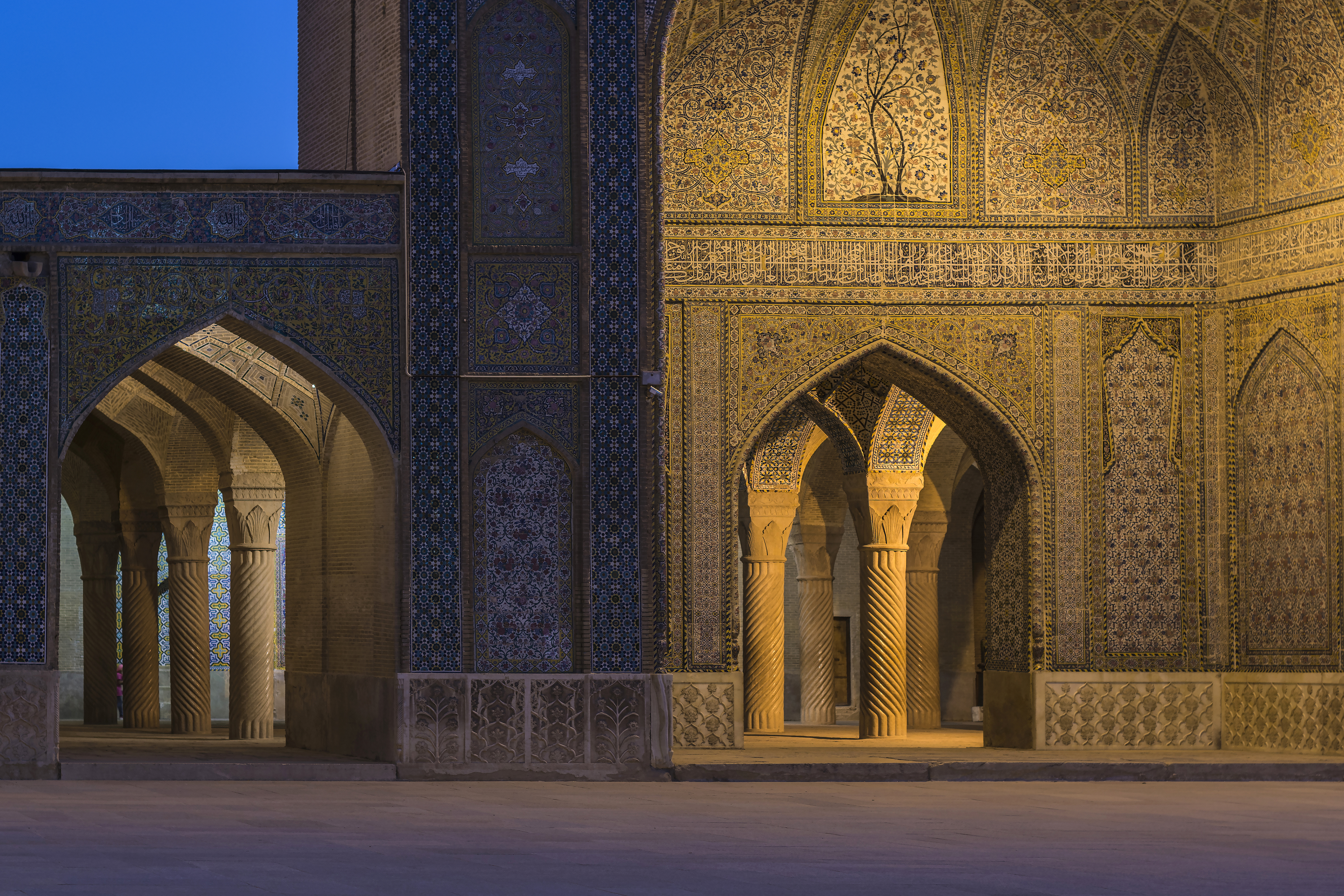
Мечеть Вакіль[fa]
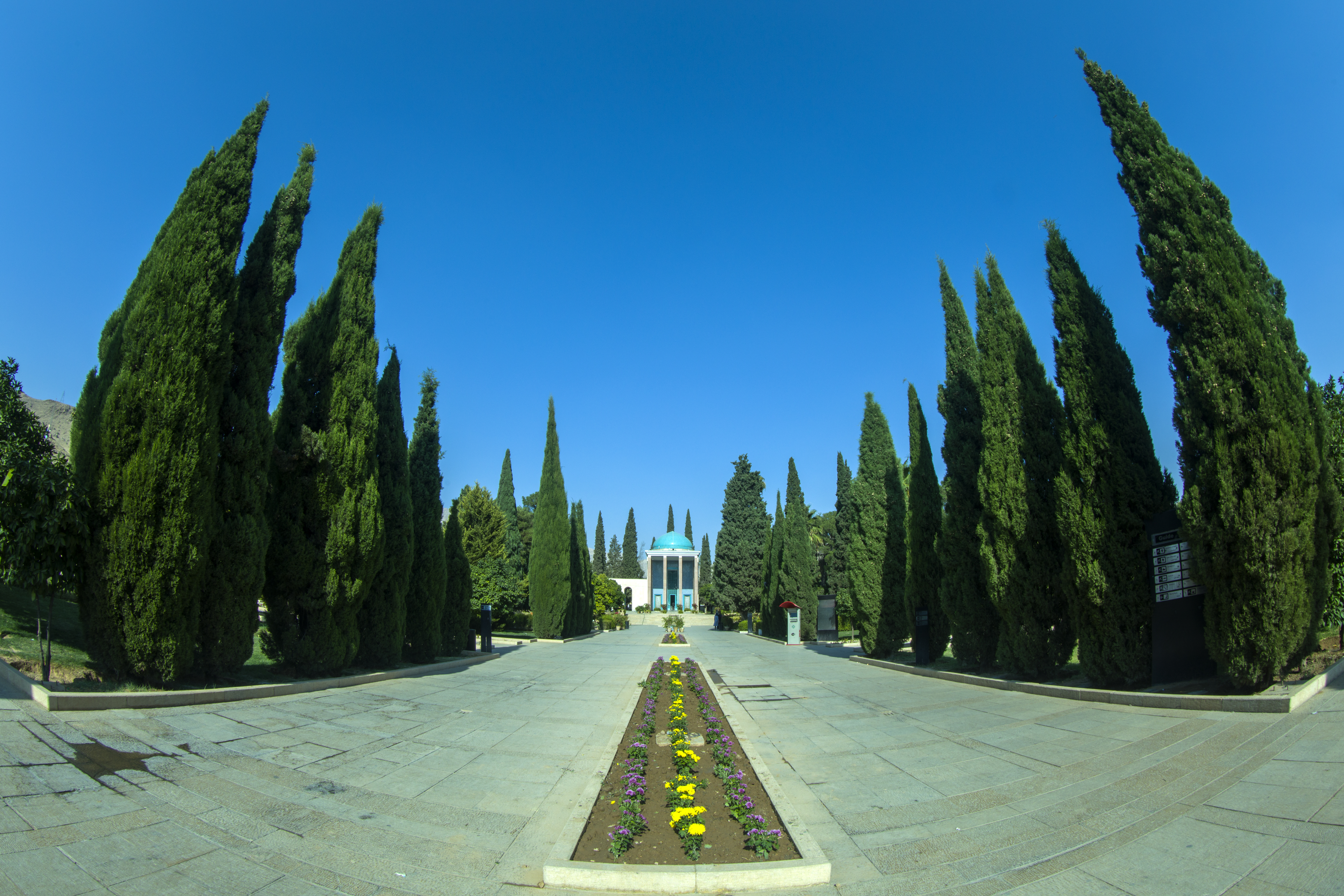
Мавзолей Сааді Ширазі[fa]
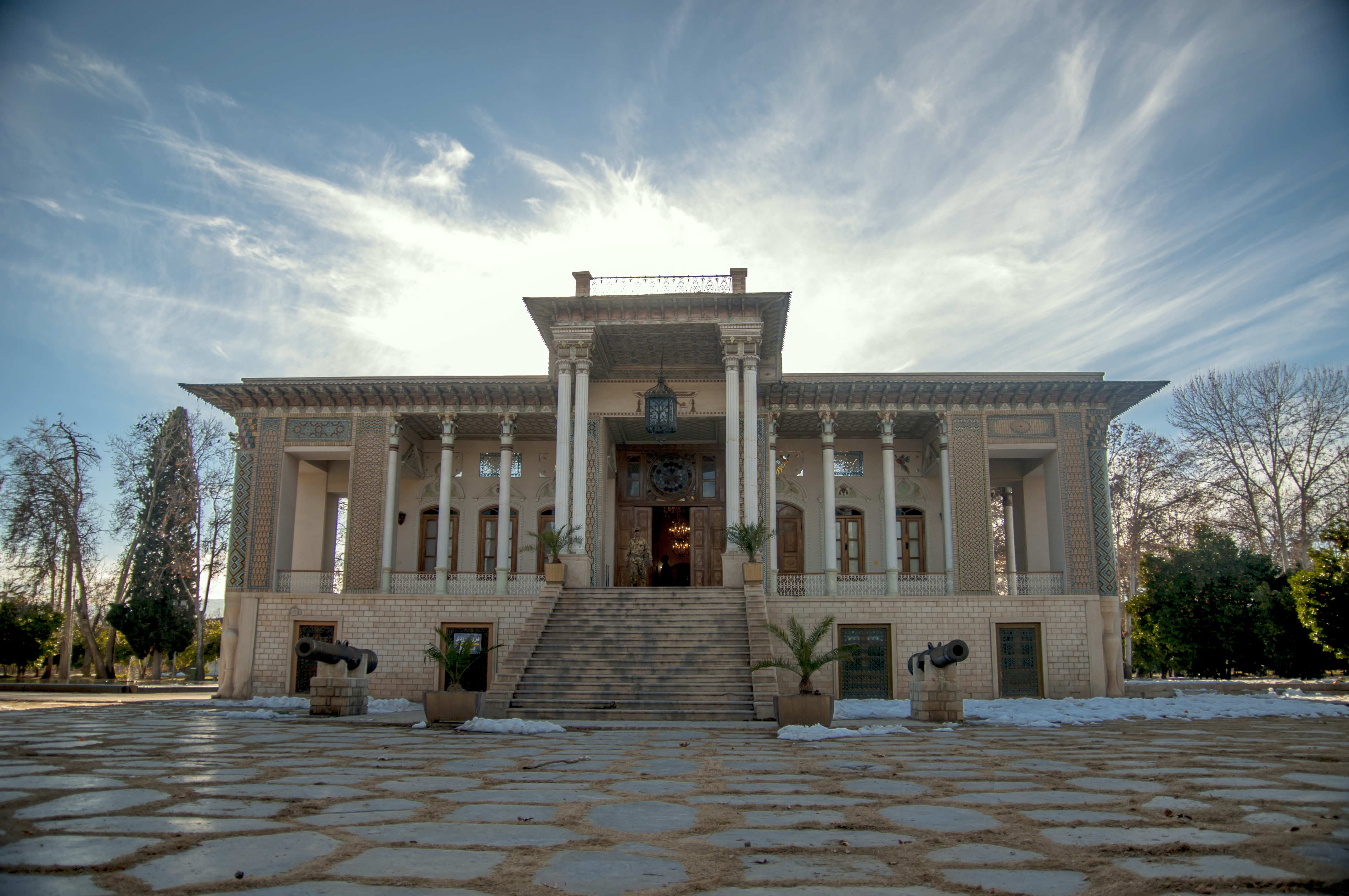
Сад Афіф Абад
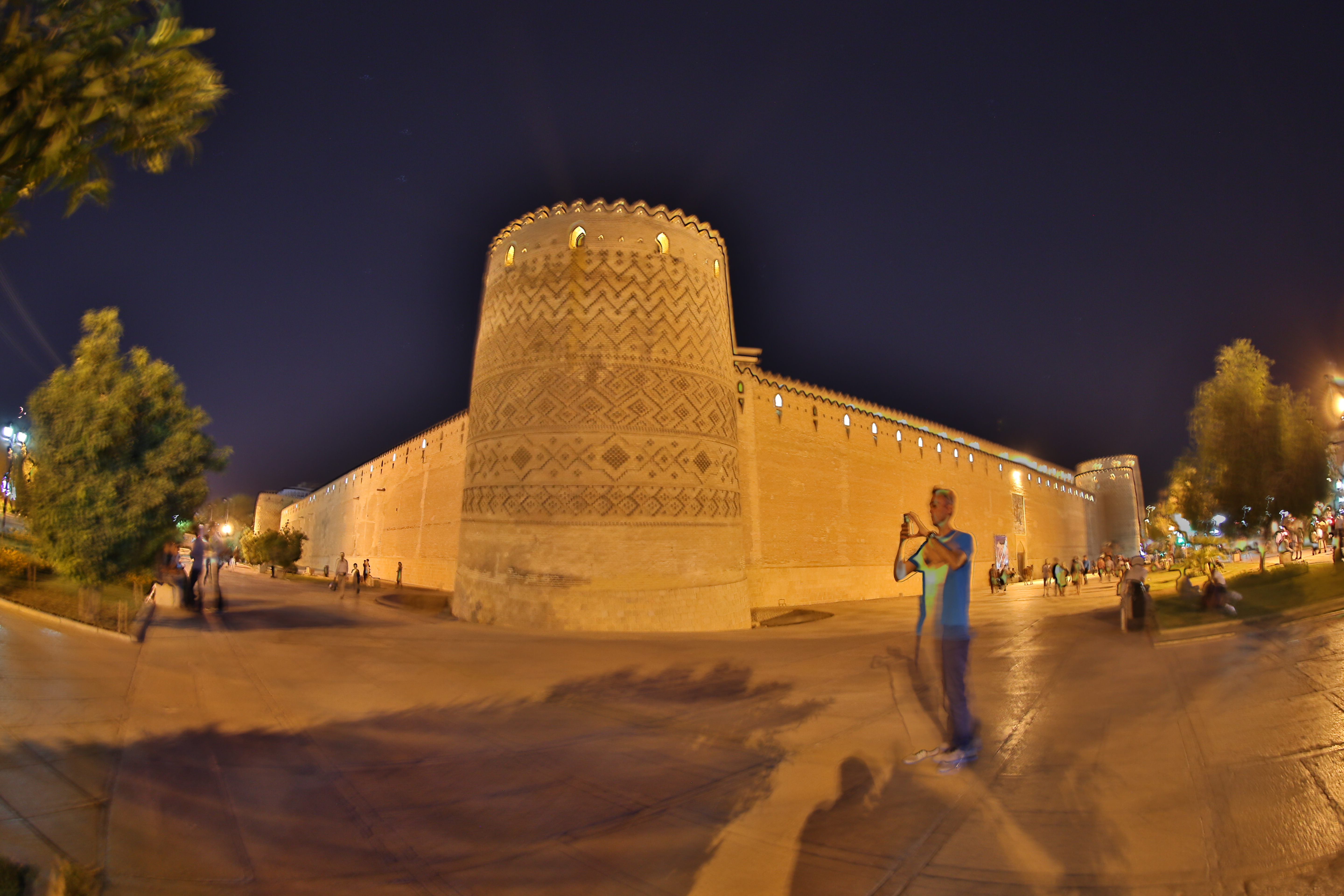
Фортеця Карім-хана[fa]
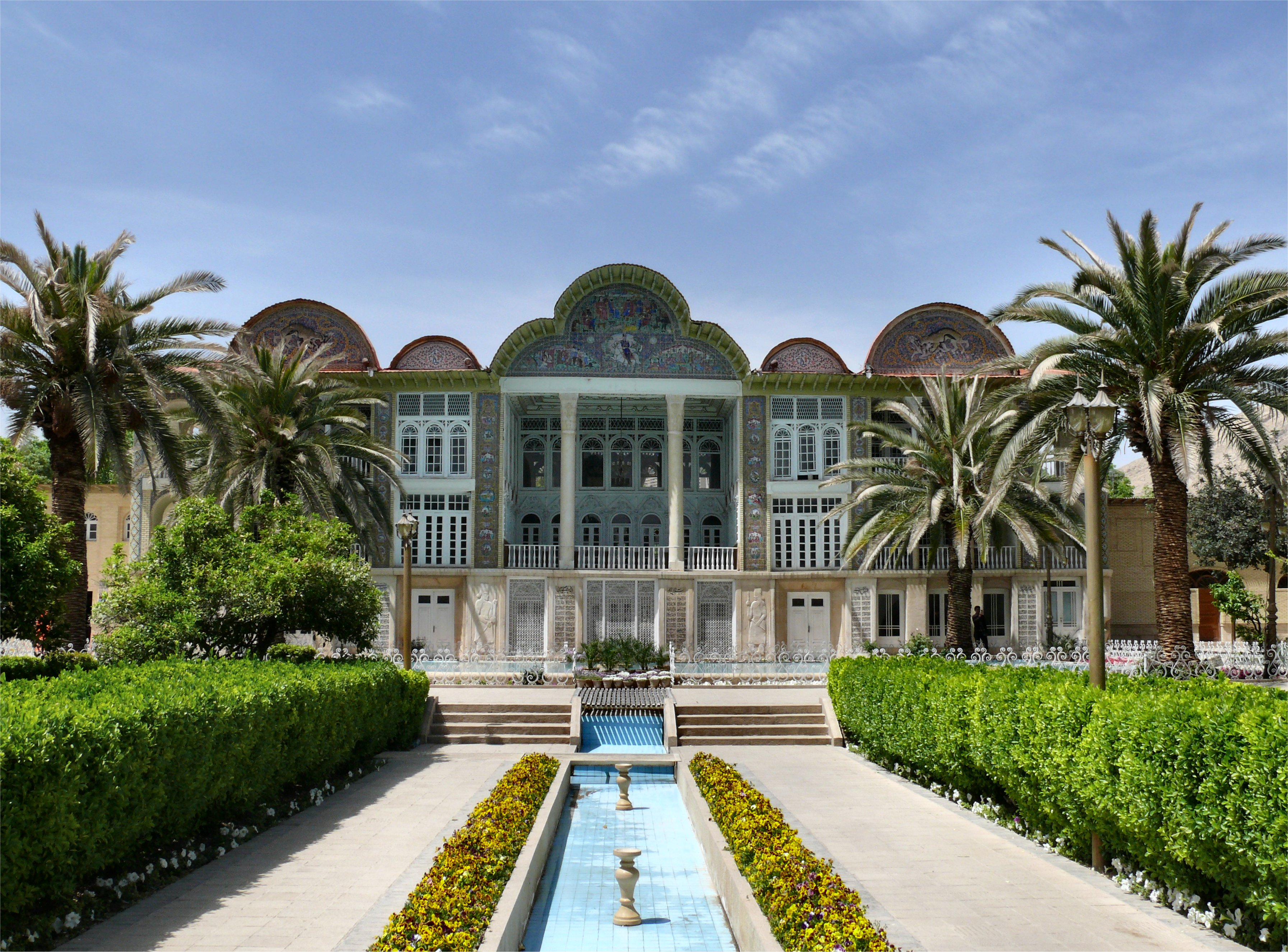
Сад Ерам
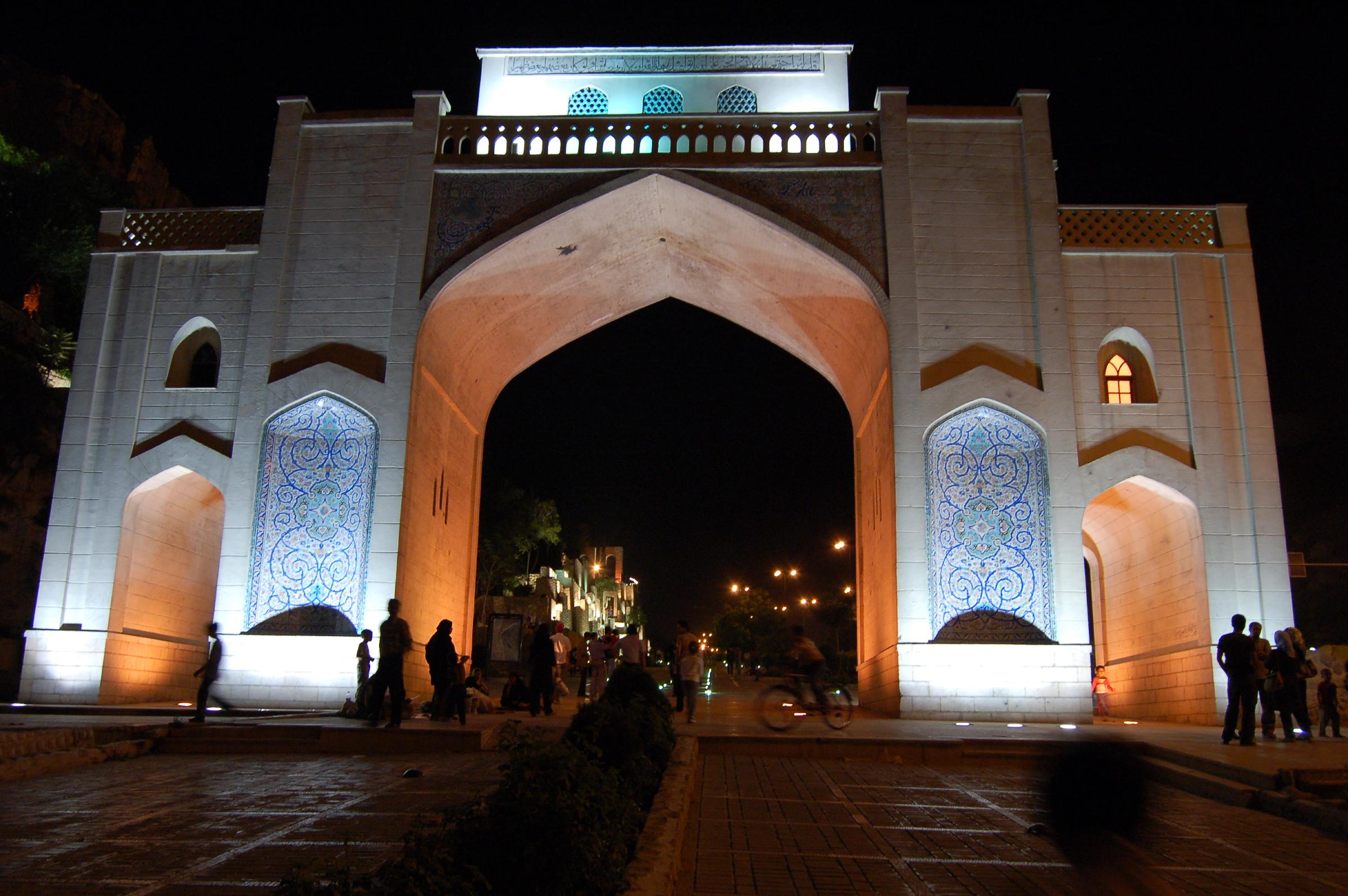
Ворота Корану
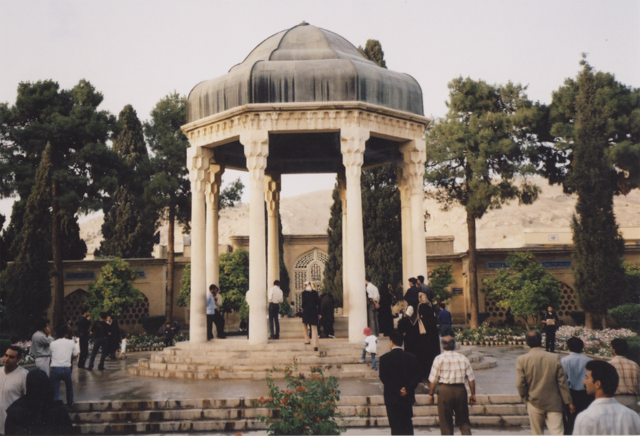
Мавзолей Гафіза

### Природні пам'ятки
Визначні природні пам'ятки Шираза: 
- Водоспад Кугмаре Соргі[fa]
- Бармделак[fa]
- Національний парк Баму
- Ширазський пташиний сад[fa]
- Озеро Аржан[fa]
- Озеро Магарлу[fa]
- Річка Кара Агадж[fa]
- Село Калат[fa]
- Гора Сабзпушан[fa]
- Стежка Атешкаде[fa]
- Стежка Чагмоскі[fa]
- Стежка Чешме-є Сальмані[fa]
- Стежка Гафтбарам[fa]

Природні джерела навколо Шираза:
- Джерело Пір Бонаб[fa]
- Джерело Джушак[fa]
- Джерело Харґан[fa], Джерело Річі[fa]

### Релігійні пам'ятки
Гробниці численних нащадків імама у Ширазі протягом століть сформували соціальну та економічну структуру міста. Кажуть, що за часів правління Мамуна, халіфа Аббасидів, у Ширазі знайшли притулок деякі сини та онуки Муси ібн Джафара, сьомого імама шиїтів. За різними переказами, вони померли природною смертю, або ж їх стратили правителі Аббасидів. Протягом багатьох років деякі з цих гробниць ідентифіковано, і вони стали шиїтськими святинями. Деяких з цих нащадків імама - наприклад, Алі ібн Хамзу - ідентифіковано в період Буїдів; Але для інших, як-от Шах-Черах, знадобилося близько чотирьохсот років, щоб їх визнали салгурські правителі Шираза. Ідентифікація більшості цих гробниць ґрунтувалась на ісламських хадисах і переказах, а не на історичних свідченнях і документах. 
Будинок Баба був найважливішою святинею бахаї в Ірані. Його зруйнували 1 вересня 1979 року під час подій після Іранської революції.

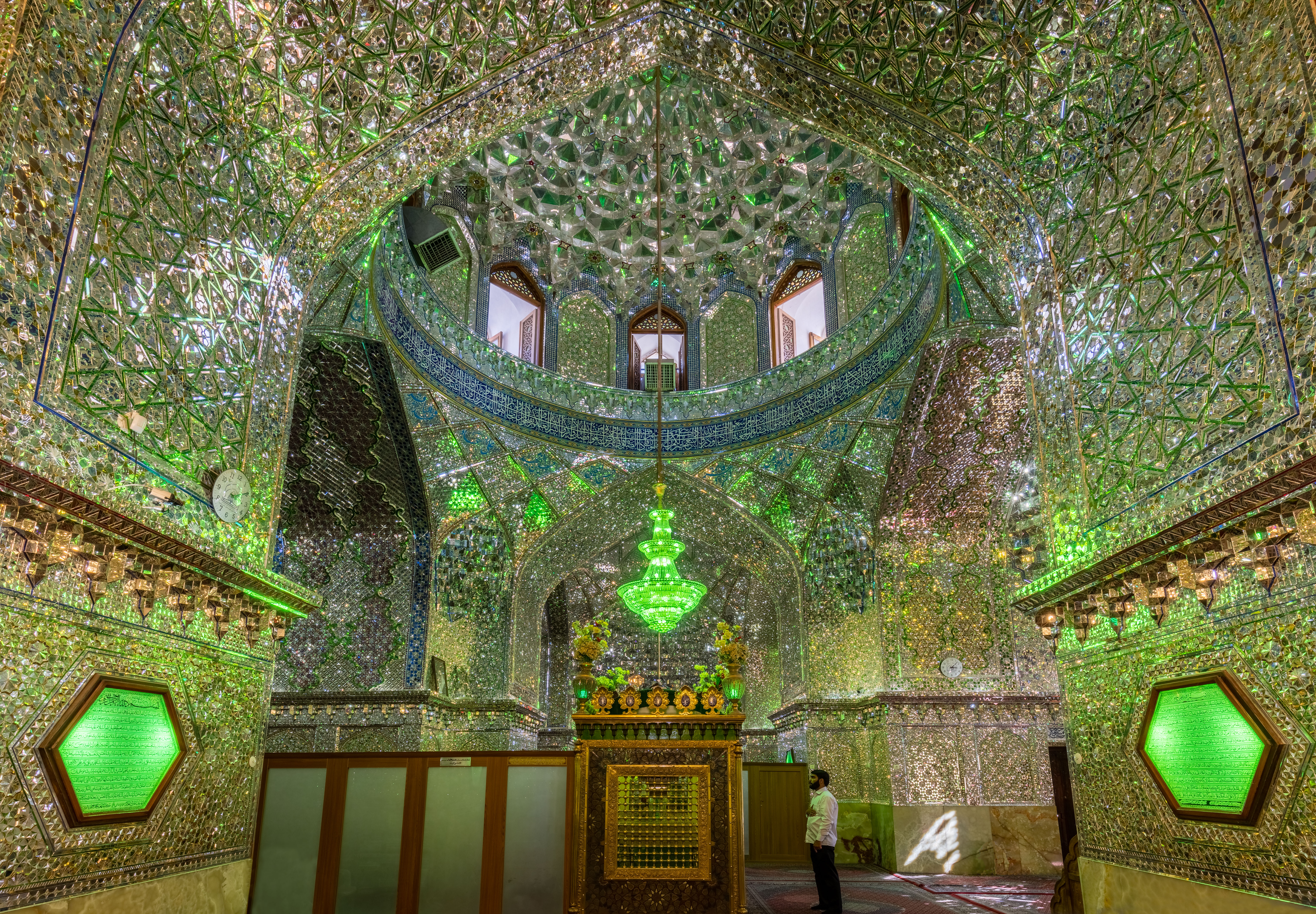
Алі ібн Хамзу[fa]
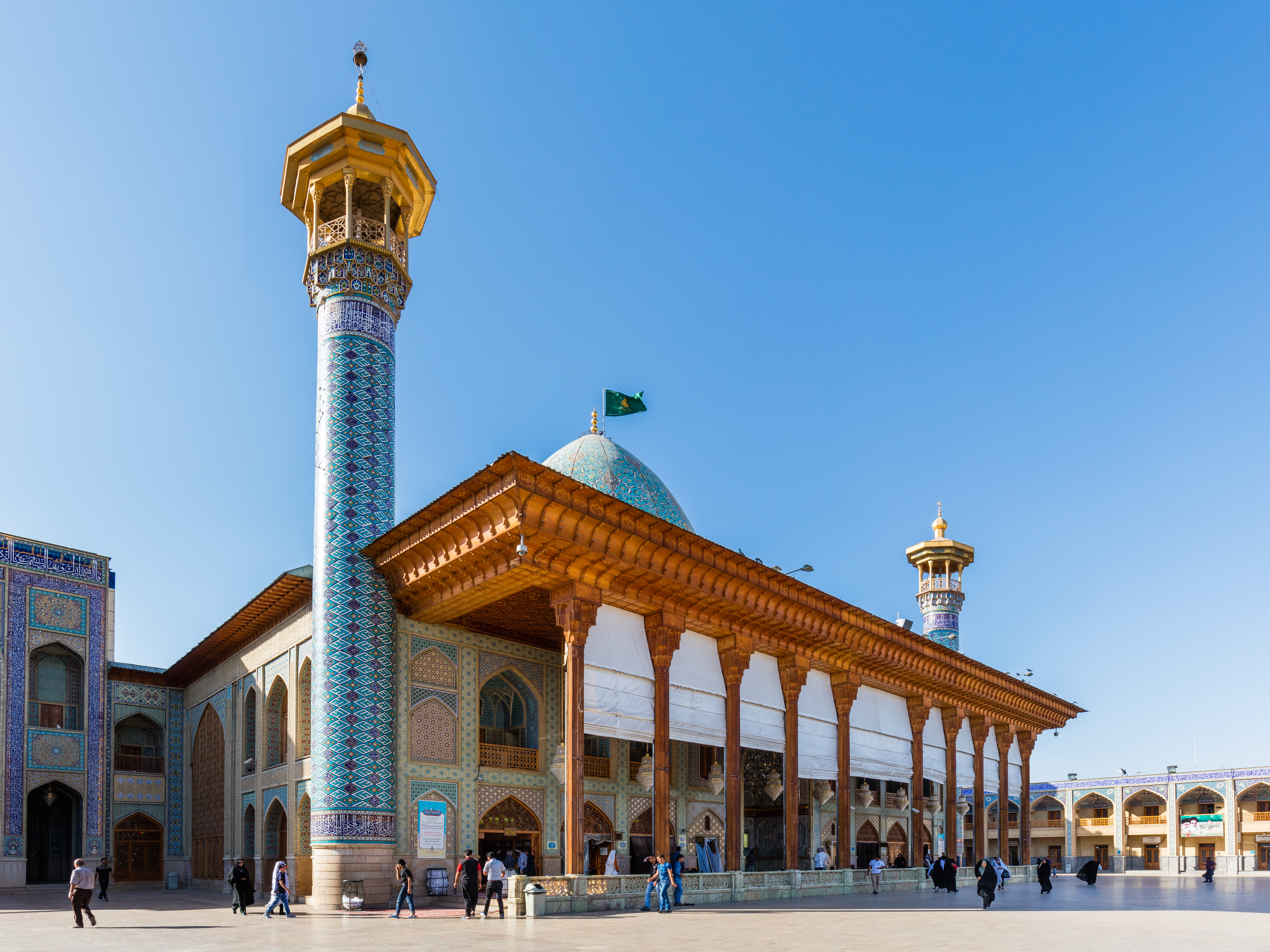
Мавзолей Шах-Черах
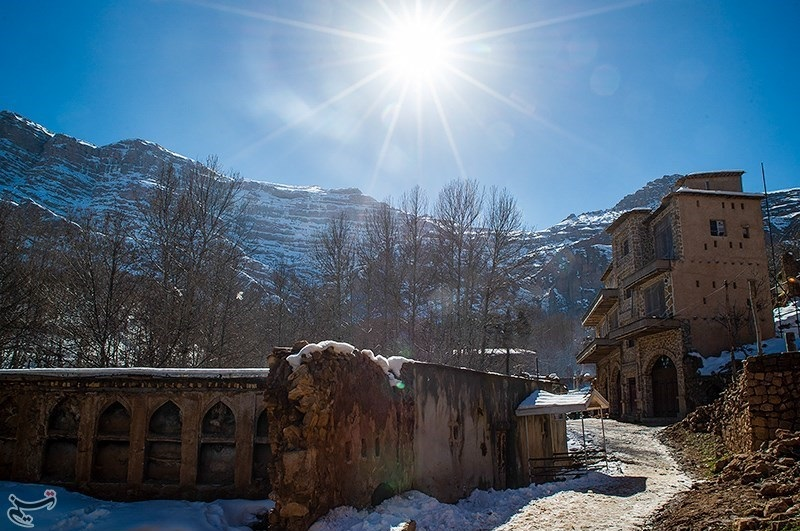
Туристичне селище Калат[fa]
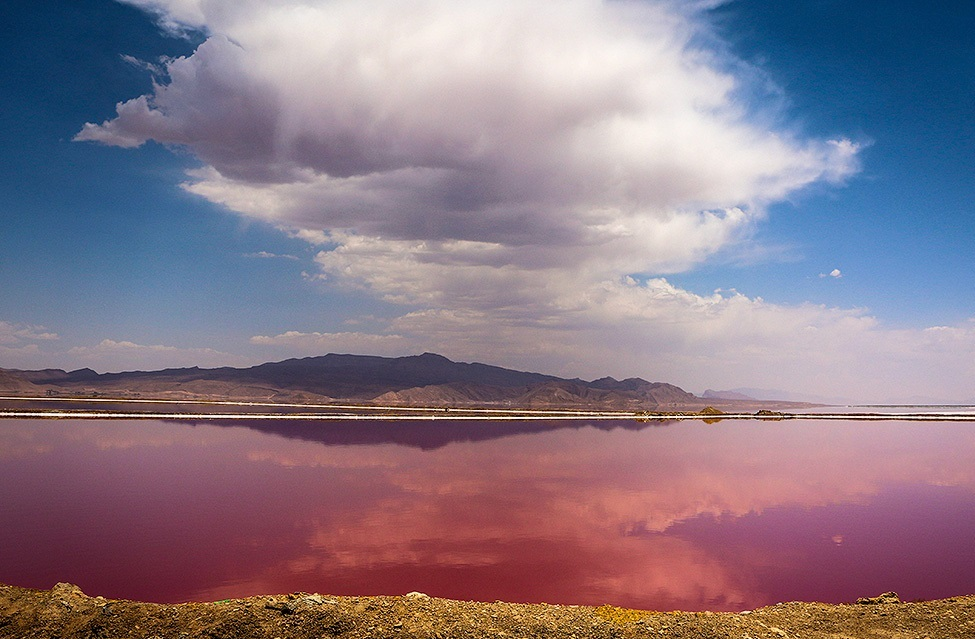
Озеро Магарлу[fa]

### Зелені зони
Станом на 2008 рік на душу населення в Ширазі припадало 12,7 квадратних метрів зелених насаджень. Нині в місті налічується 118 парків: 48 міських і 70 районних. Загальна площа парків Шираза становить 2 170 550 квадратних метрів. Найбільший із них, Парк Азаді, має площу 204 191 квадратний метр.  
Гірський парк Дерак — один з найбільших парків Ірану. Розташований він на північному заході Шираза біля підніжжя гори Дерак. Першу чергу парку відкрито влітку 2017 року. У ньому прокладено маршрут для гірських прогулянок. Відвідувачів приваблюють чисте повітря і прекрасні краєвиди, що відкриваються з гори Дерак на місто та навколишню природу.  
Найвідоміші сади:
- Сад Джаганнама[fa]
- Сад Ерам
- Сад Тахт[fa]
- Сад Чегельтан[fa]
- Сад Дельґоша[fa]
- Сад Афіф Абад
- Сад Наренджестан-е Кавам[fa]
- Сад Гафттан[fa]

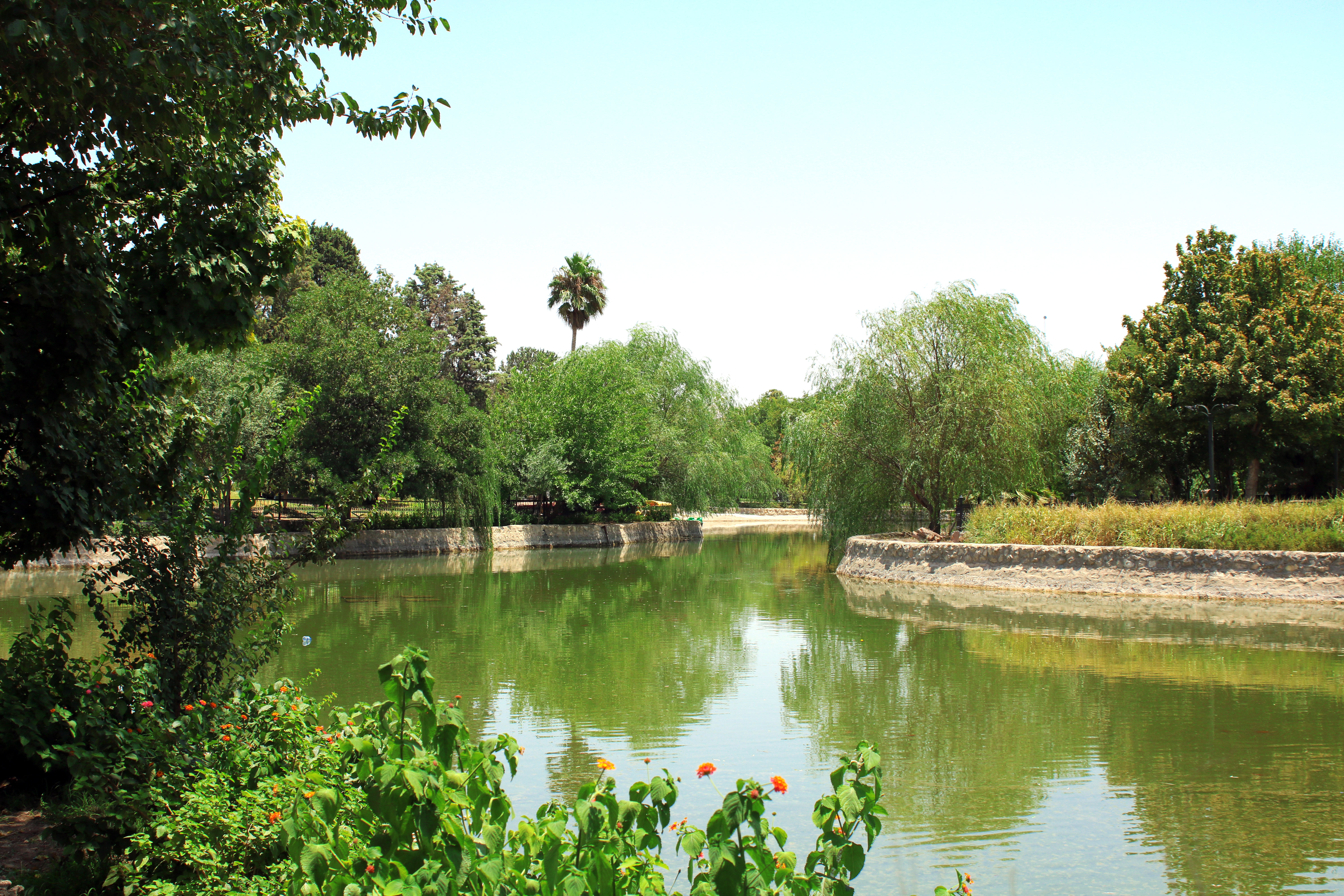
Парк Свободи[fa]
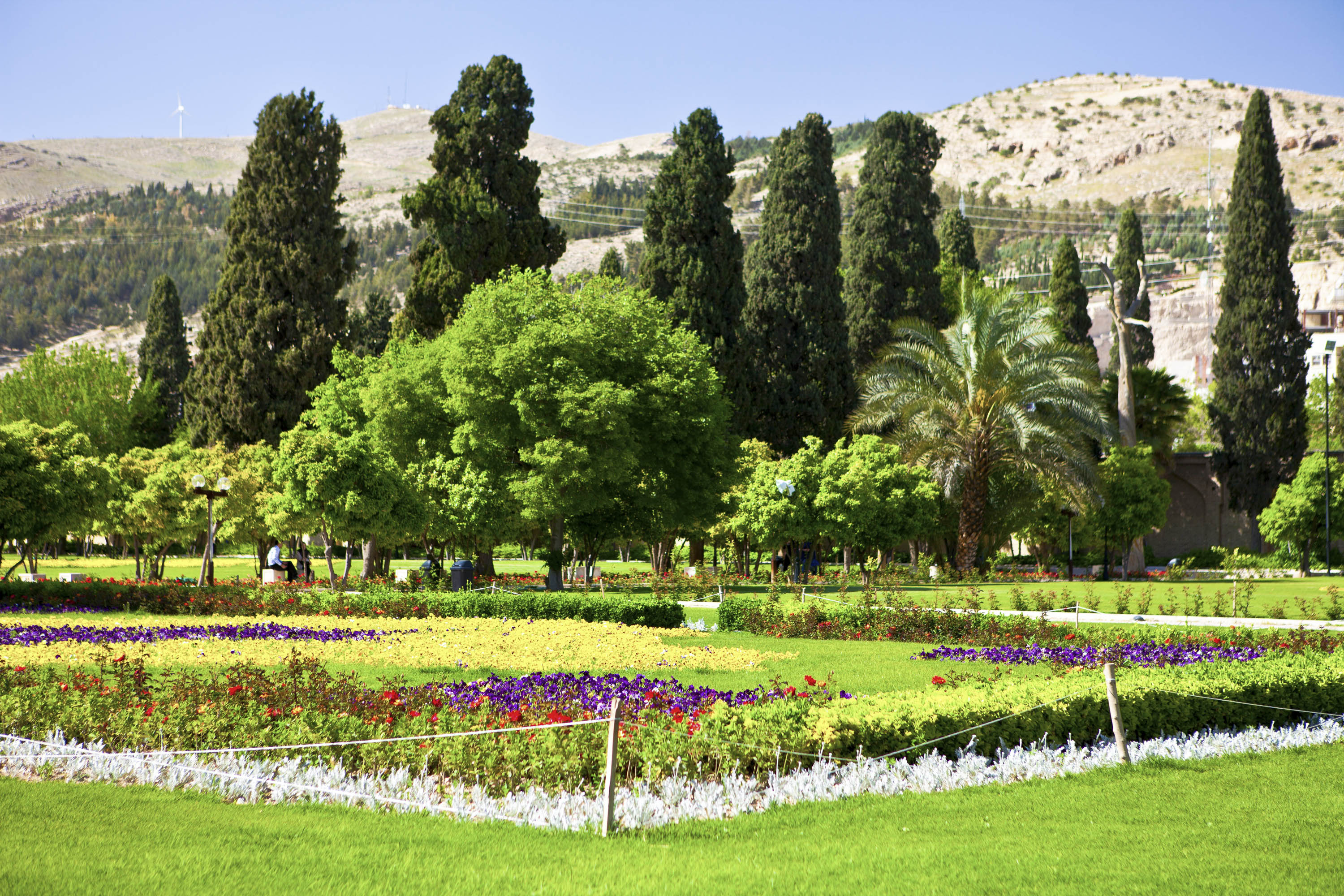
Сад Джаганнама[fa]
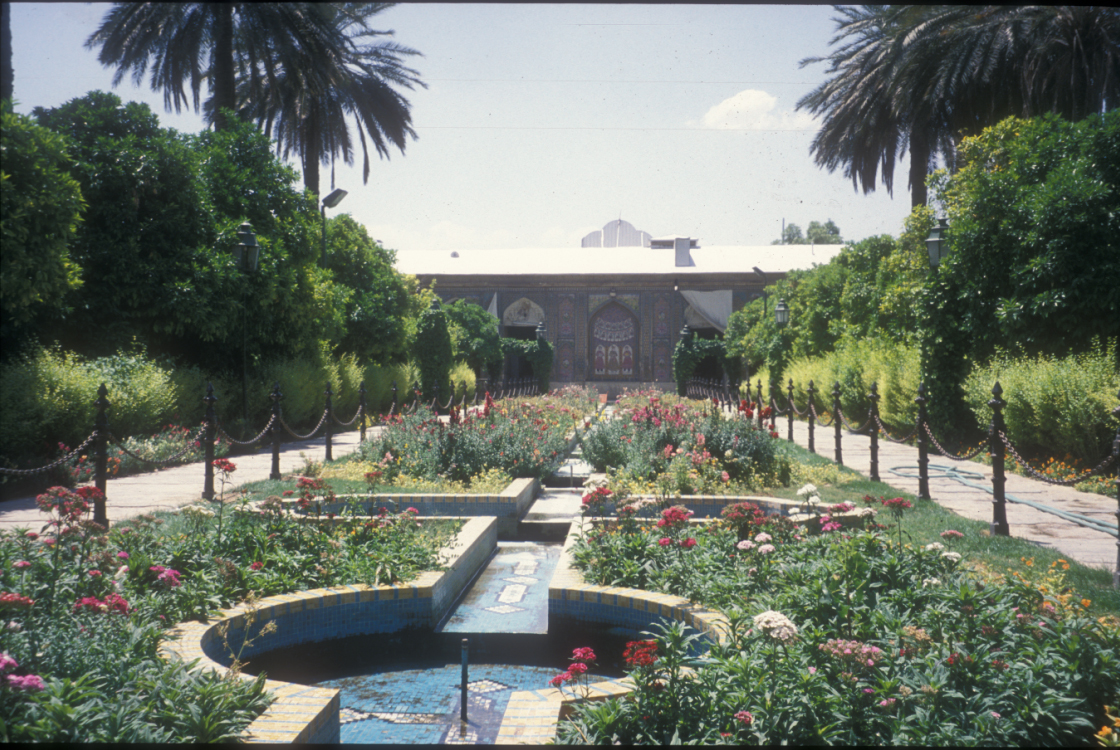
Сад Гавам, один із найдавніших у Ширазі

### Міжнародна виставка
Ширазька міжнародна виставка — найбільший виставковий центр на півдні Ірану. Розміщена на північному заході Шираза в містечку Ґолестан на площі 760 тис. м². Криті виставкові павільйони мають площу 17 тис. м² (6 тис. м² на етапі будівництва), а площа відкритого виставкового майданчика становить 6 тис. м².

### Галереї Шираза
У Ширазі є 18 галерей, де виставлено твори мистецтва та культури. 

### Музеї
У Ширазі є 11 музеїв, зокрема: Музей Тахт-е Джамшид, де представлено предмети, створені за часів Ахеменідів, Музей Сасанідів, де виставлено предмети періоду Сасанідів, Музей Каджарів, що містить предмети періоду Каджарів. Музей природної історії та техніки, де представлено види тварин, рослин і геологічні породи, Музей Парс, де виставлено кераміку, створену від тисячоліть до нашої ери до періоду Каджарів, і Військовий музей Афіф Абад, де представлено різну зброю від Сефевідів до періоду Пахлаві.  

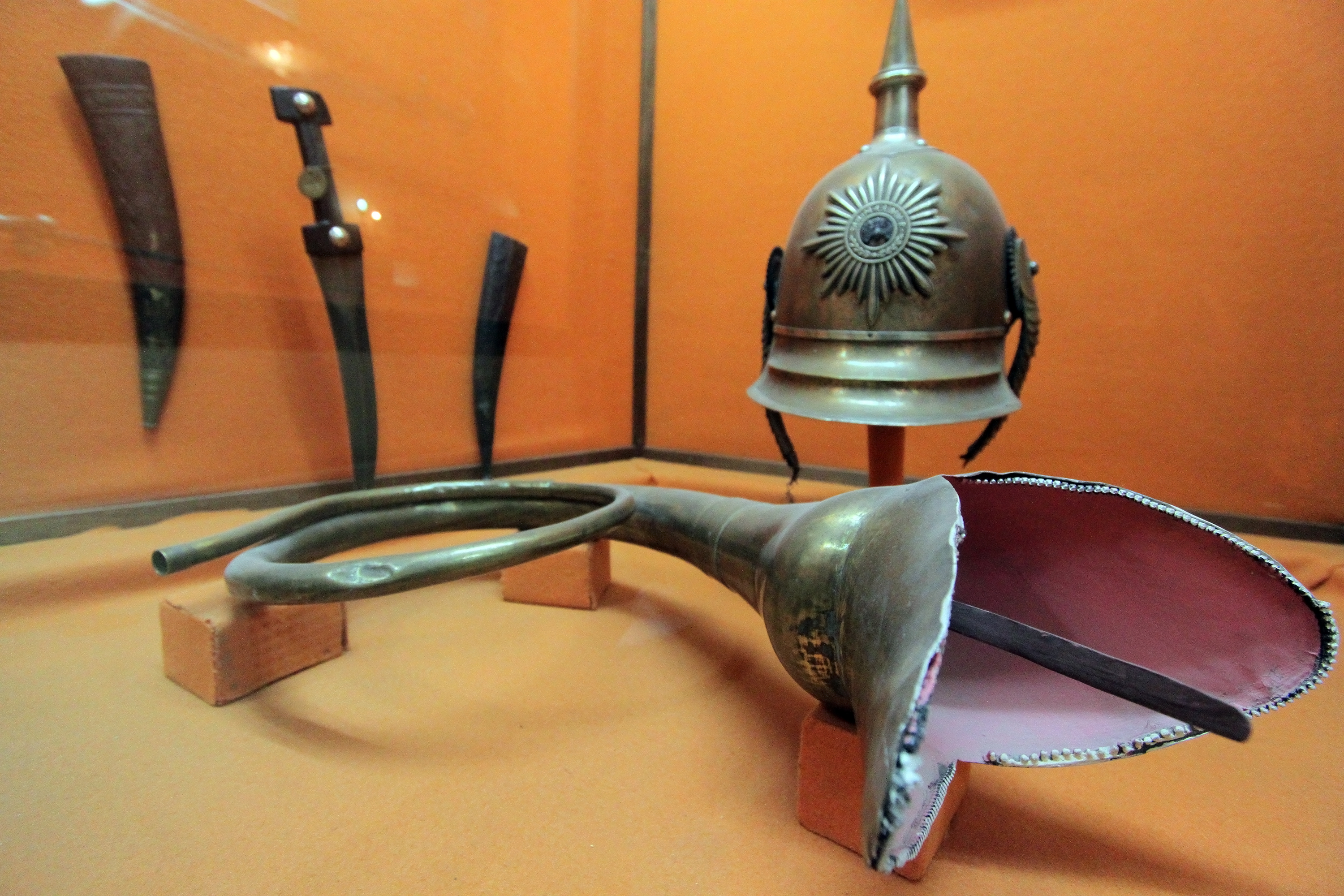
Військовий музей Афіф Абад
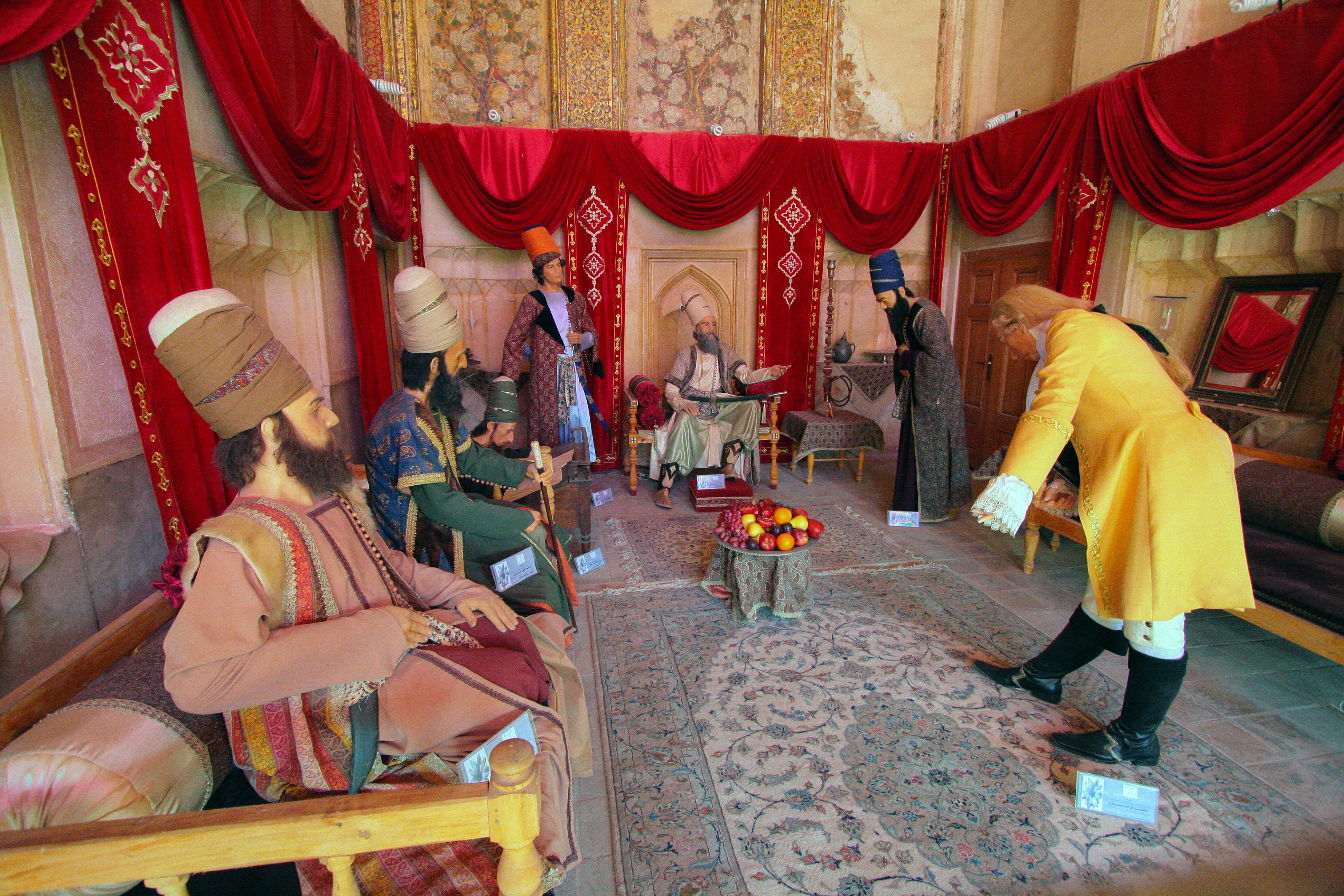
Музей антропології в Фортеці Карім-хана
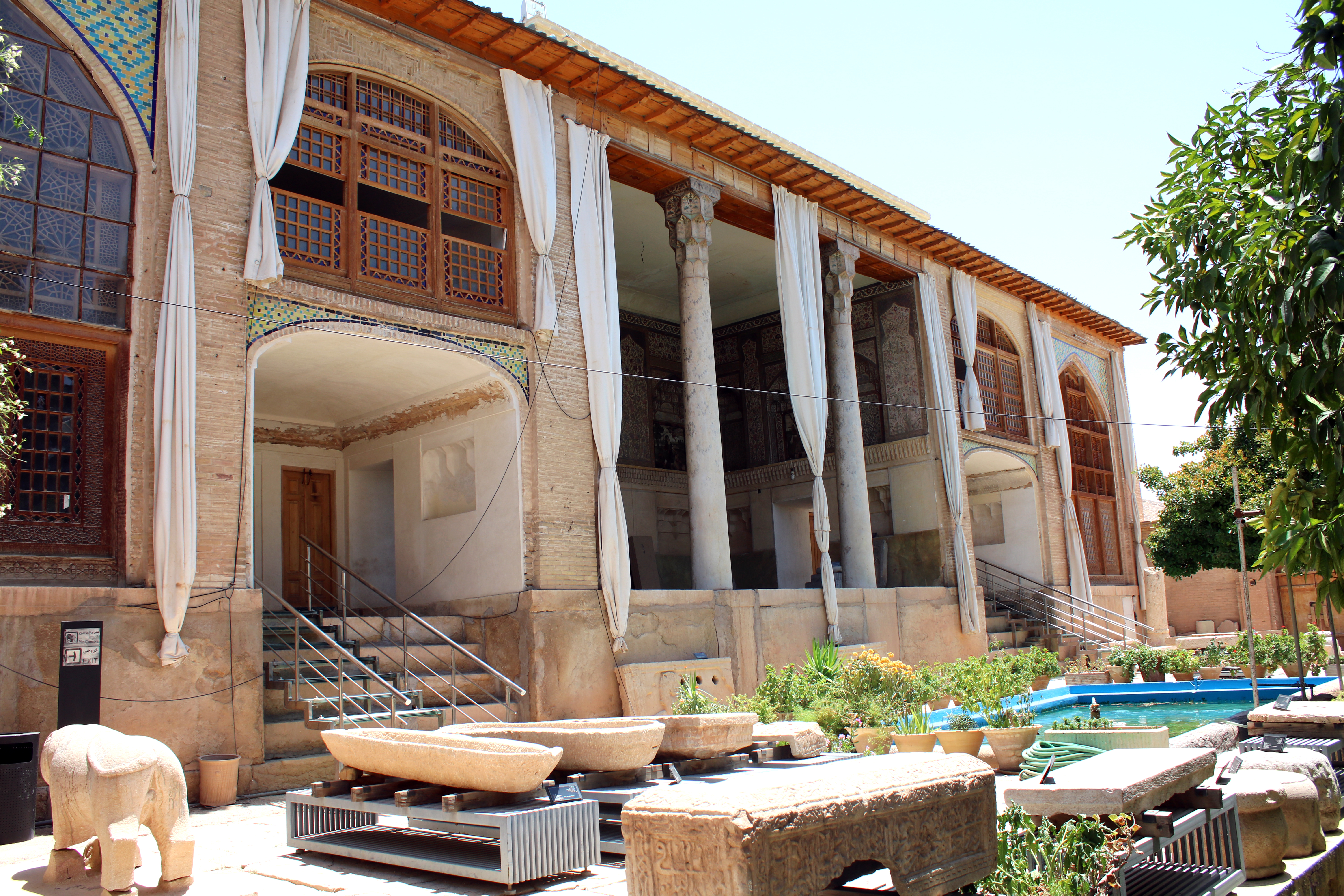
Музей каменю
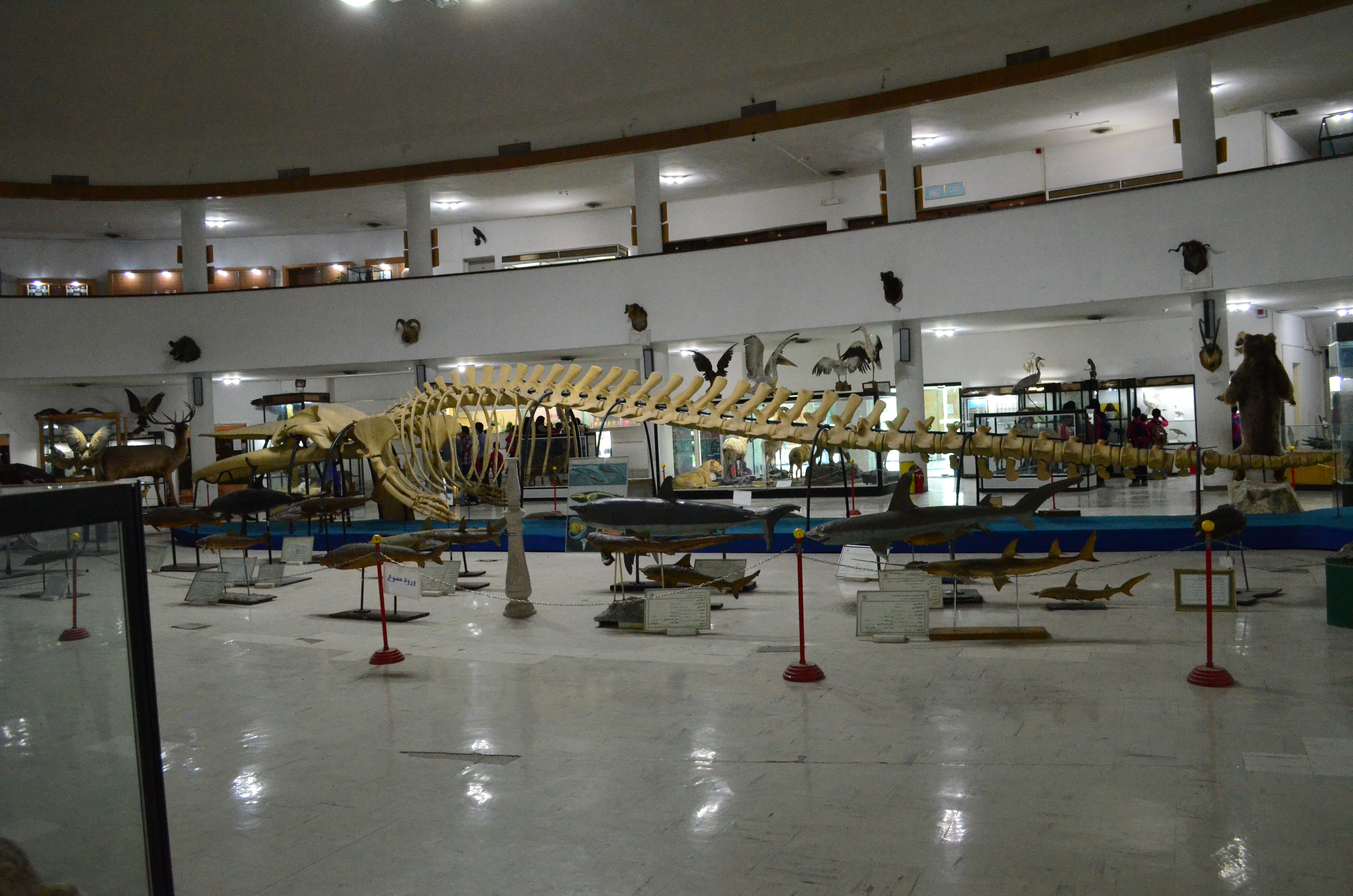
Музей природної історії та техніки[fa]

### Готелі та хостели
У Ширазі зареєстровано 131 мотель і пансіон, а також 34 готелі, серед яких 5 п'ятизіркових (Шираз, Зандіє, Чамран, Парс і Хома), 26 чотири-, три-, дво- та однозіркових готелів та 4 апарт-готелі.

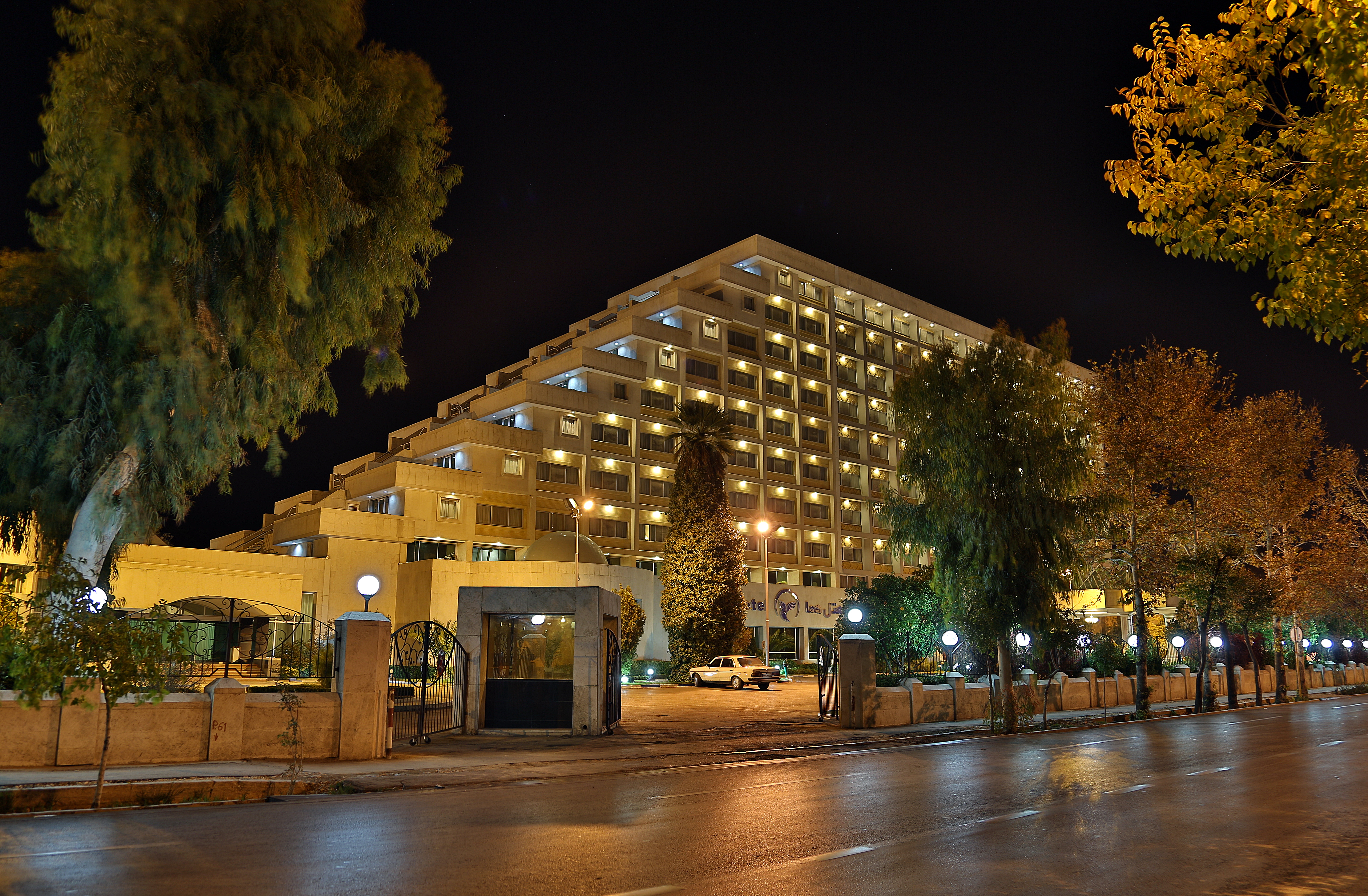
Готель Хома
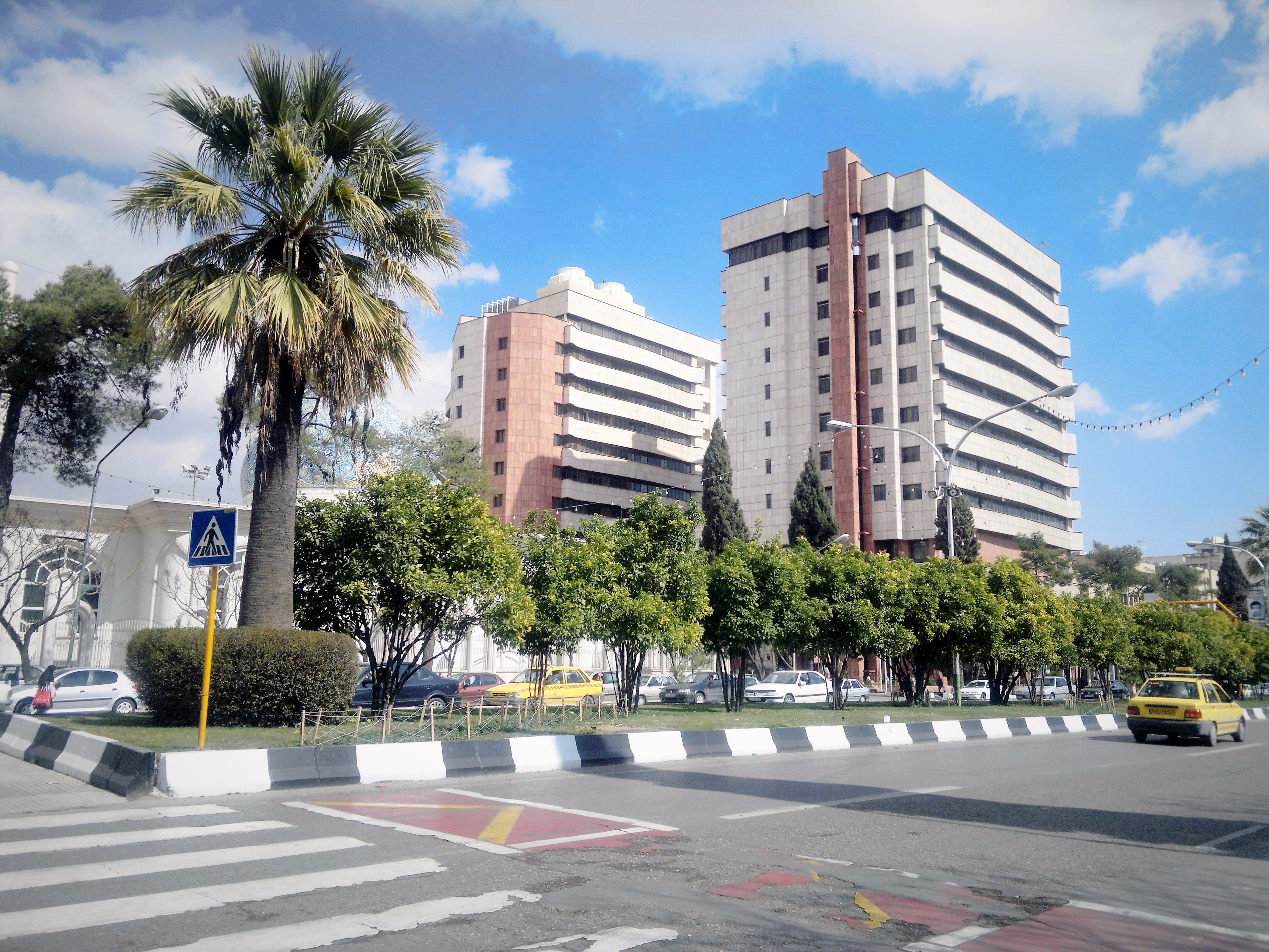
Готель Парс

## Економіка
Шираз розташований у відносно родючій місцевості в центрі Південного Загросу, тож здавна був природним місцем для місцевого обміну товарами між фермерами, пастухами та кочовиками, як-от кашкайцями. А ще місто було важливим вузловим пунктом на внутрішніх торгових шляхах Ірану до південних портів, наприклад Бандар-Бушира, але ця роль послабла разом з будівництвом залізничної мережі до інших іранських портів. Це був важливий адміністративний і військовий центр, що також зумовило процвітання міста протягом всієї історії. Останніми десятиліттями важливу роль у процвітанні міста відіграє індустрія туризму. 
Станом на 1985 рік були наявні підприємства нафтопереробної, цементної, хімічної (мінеральні добрива), текстильної і харчової промисловості. Вироблялася трояндова олія. Були розвинуті кустарні промисли і ремесла (килимарство, виготовлення мозаїчних і срібних виробів). Був торговельний центр сільськогосподарського району.
На території великої промислової зони міста Шираз розташовано багато дрібних і великих виробництв. Тут є кілька заводів електроніки, зокрема, Санаї-є електронік-е Іран, Siemens, ITMC і Texas. ІТ-індустрію вважають однією з найбільших галузей в економіці міста.  
Сільське господарство завжди було важливою галуззю економіки Шираза та його передмість завдяки достатку води в цьому регіоні порівняно з навколишніми пустелями. Основна сільськогосподарська продукція міста: виноград, апельсини, хурма, мушмула, нектарини, гранати та пшениця. 
Важливі галузі промисловості Шираза: електроніка, нафтохімічна, цементна, гумова, молочна та текстильна. Підприємства енергетичного сектору: Ширазська газова електростанція, Електростанція Хафез, Електростанція комбінованого циклу Фарс та Ширазська сонячна електростанція.

## Транспорт

### Аеропорт

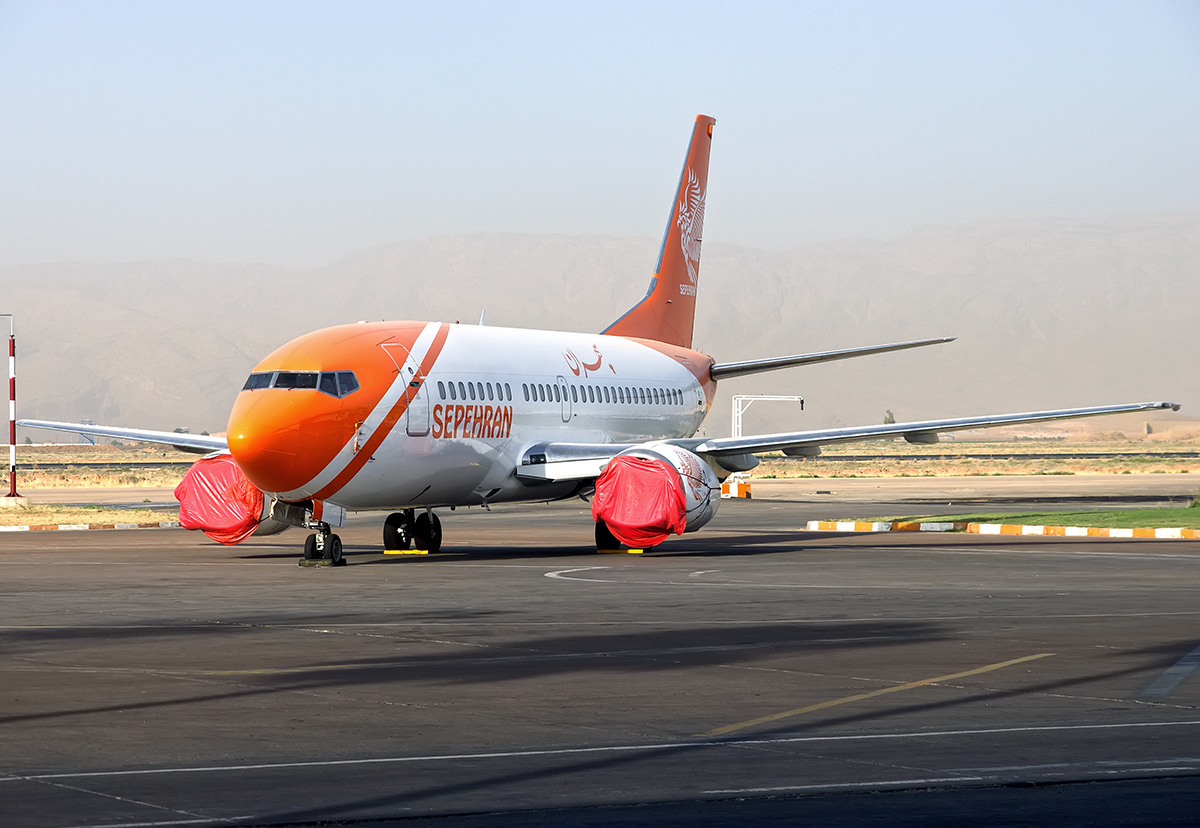
Boeing 737, що належить компанії Авіалінії Сепехран, в аеропорту Шираз

Шираз став другим після Тегерана іранським містом, де з'явився міжнародний аеропорт. Його побудовано за часів правління Мохаммеда Рези Пахлаві під назвою Міжнародний аеропорт Шираз, але після перемоги Ісламської революції перейменовано на «Міжнародний аеропорт Шахід Дастгейб». Другий за рівнем обладнання в країні після Аеропорту імені Імама Хомейні. Має один із найсучасніших радарів у світі PSR-SSR і може приймати польоти всіх типів.
Міжнародні рейси: Малайзія, Туреччина, Ірак, Сирія, Катар, ОАЕ (Дубай, Абу-Дабі та Шарджа), Кувейт, Бахрейн, Саудівська Аравія, Росія, Пакистан, Єгипет і Судан.
Внутрішні рейси: Тегеран, Мешхед, Ісфаган, Тебріз, Ахваз, Абадан, Бушир, Бендер-Аббас, Сарі, Ларестан, Ламерд, Чабагар, Керман, Кіш, Лаван, Кешм, Сіррі, Харк і Решт.
Станом на 2017 рік пасажиропотік аеропорту становив 3,530,525 осіб на рік[джерело?], а після втілення плану розвитку має сягнути 10 млн осіб[джерело?]. 

### Залізниця
4 червня 2009 року ЗМІ опублікували звістку про відкриття залізниці Шираз - Ісфаган. Невдовзі стало зрозуміло, що залізниця все ще неготова, і коли по ній пройшов перший потяг, виявилося, що багато колій розбиті. Відтоді й до вересня 2011 року, через неготовність Ширазського залізничного вокзалу, пасажирів обслуговувала тимчасова станція в містечку Садра. Ширазький залізничний вокзал запрацював на повну потужність у вересні 2011 року.  
Від станції Шираз діє залізничне сполучення з Ісфаханом і Тегераном залізницею Бадруд — Шираз[джерело?].
Наразі будуються залізничні колії Шираз – Нейріз – Ґоль Ґогар, Шираз – Бушир – Асалує, а також Шираз – Джахром – Лар – Бендер-Аббас[джерело?].  

### Автобус
Шираз сполучений автобаном з Ісфаханом і Тегераном[джерело?]. Шираз став одним з перших міст в Ірані, де створено міжміську автобусну компанію. Автобусна компанія Шираза і передмість виникла 1966 року. Того ж року придбано 10 автобусів готівкою та в розстрочку від компанії Iran National, найнято на роботу 10 водіїв, 40 помічників водіїв, 50 касирів і 10 ремонтників. Добова зарплатня штатного водія (з 6 ранку до 10 вечора) становила 160 ріалів, а помічника водія та касира - 83 ріала. Станом на сьогодні понад 90% автобусів належать приватним власникам.

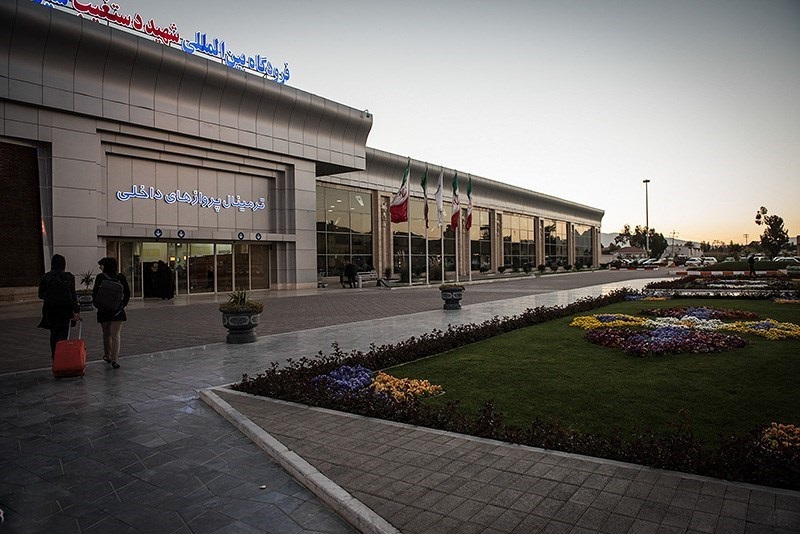
Міжнародний аеропорт Шираз
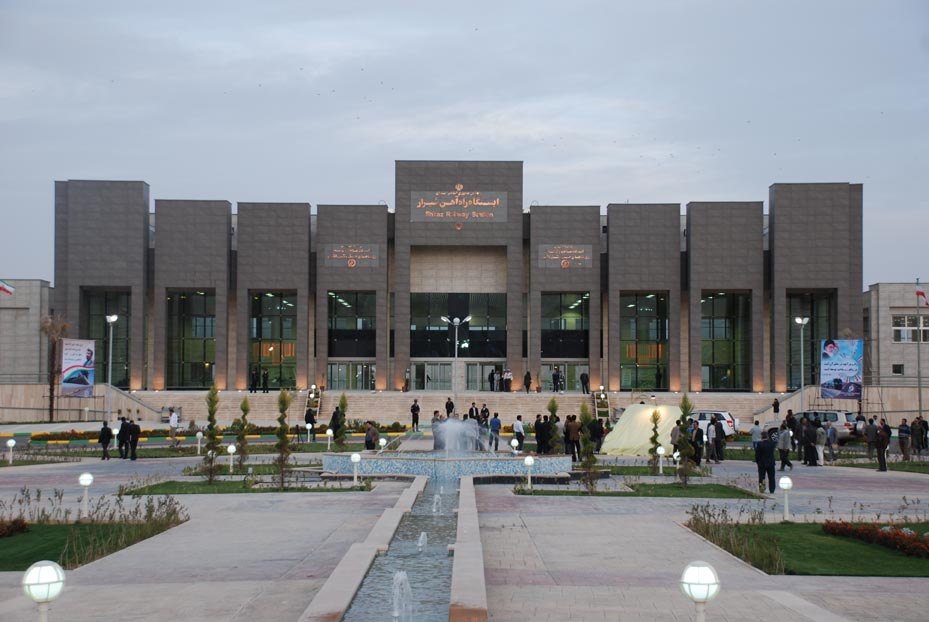
Ширазський залізничний вокзал[fa]
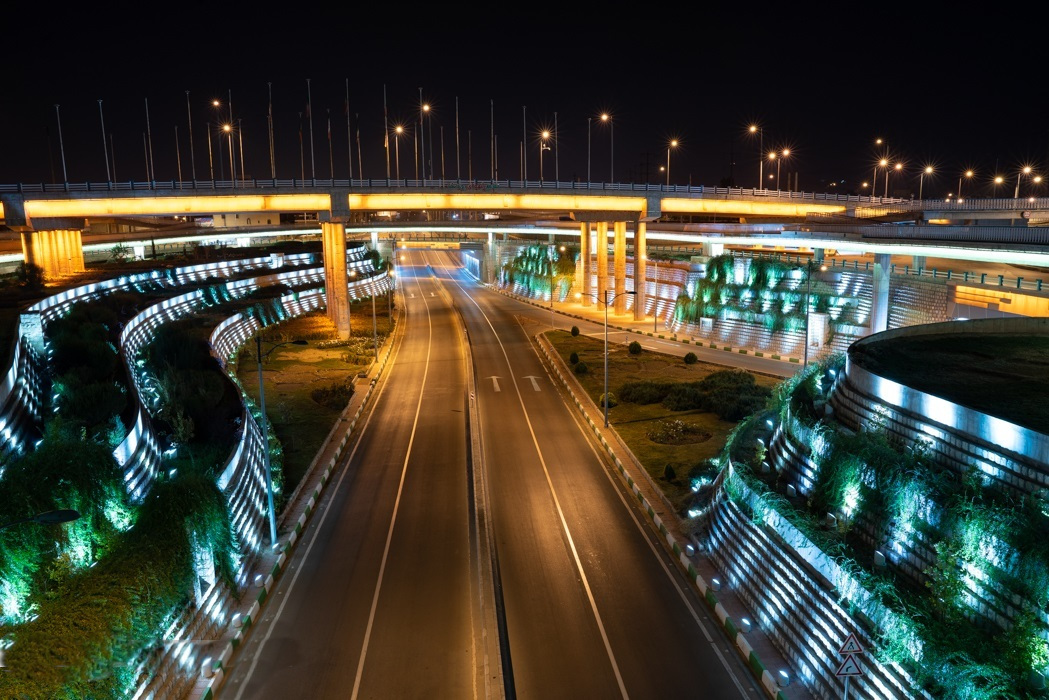
Різнорівнева розв'язка Мучеників Пуданак у Ширазі

### Метрополітен
Ширазький метрополітен став третім в Ірані після Тегеранського і Мешхедського, а за довжиною ліній посідає друге місце після Тегеранського. В довгостроковій перспективі після завершення будівництва його пасажиропотік має сягнути 200 млн осіб на рік. 
Будувати 1-шу лінію розпочали 2001 року із заходу Шираза (міст Егсан). Першу чергу цієї лінії відкрито 11 жовтня 2014 року, другу – 20 серпня 2017 року. Нині вона повністю працює від мосту Егсан до площі Аллаха (Ґольсорх) поблизу Ширазького аеропорту. Будувати 2-гу лінію розпочали 2011 року. Очікується, що перша фаза 2-ї лінії стане до ладу на чотирьох станціях до 2021 року. Будувати 3-тю лінію розпочали 2018 року. 
| Лінії     | Кінцеві станції                  | Початок будівництва | Стала до ладу | Довжина (км) | К-ть станцій | Стан              |
| --------- | -------------------------------- | ------------------- | ------------- | ------------ | ------------ | ----------------- |
| 1         | Егсан - Аеропорт                 | 2001                | 2014          | 24,5         | 20           | 20 чинних станцій |
| 2         | Міянруд - Кольбе-є Сааді         | 2011                | Невідомо      | 15,1         | 13           | Будують           |
| 3         | Міст Маалі Абад - містечко Садра | 2018                | Невідомо      | 11,7         | 10           | Будують           |
| 4         | Егсан - бульвар Модарес          | Невідомо            | Невідомо      | 17           | 17           | Проєктують        |
| 5         | Кушак Майдан - Саадіє            | Невідомо            | Невідомо      | 10           | 9            | Проєктують        |
| 6         | Зарґарі-Міст Кадір               | Невідомо            | Невідомо      | 15           | 14           | Проєктують        |
| Всі лінії | Всі лінії                        | 2001                | Невідомо      | 93,3         | 81           | 20 чинних станцій |

### Таксі
У Ширазі є понад 12 000 таксі різних типів. Вони відповідають приблизно за 40% внутрішньоміських поїздок. 
У Ширазі діють різні типи таксі: внутрішньоміські (жовте, зелене і біле), тимчасові, телефонні, шкільні, до аеропорту, до автовокзалу, спеціальні маршрутні та бездротові. 

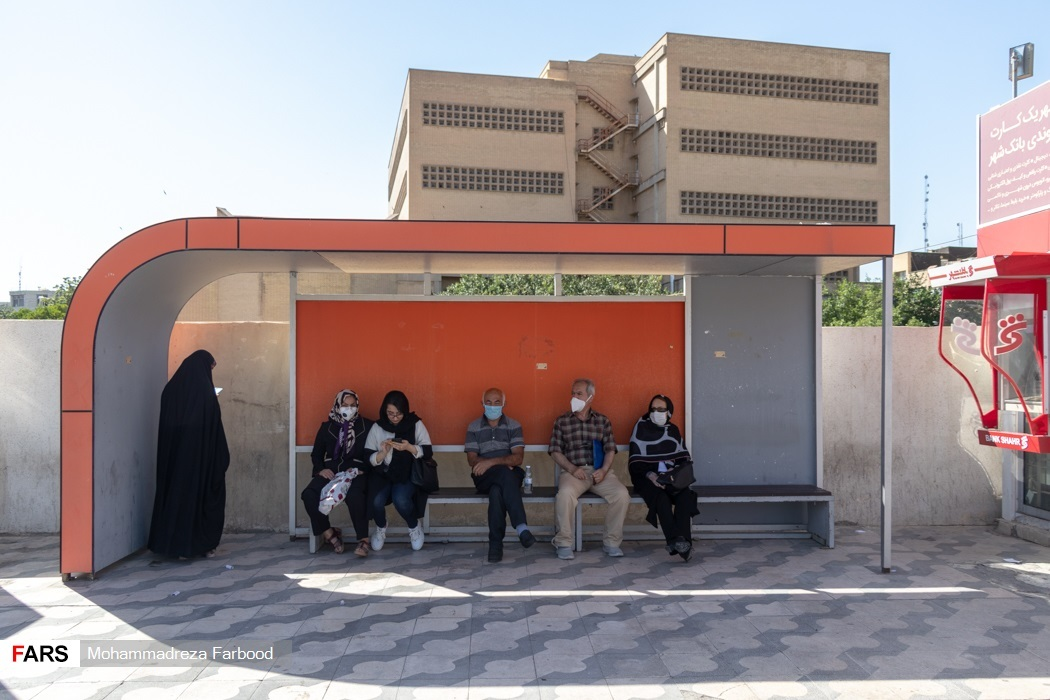
Автобусна зупинка в Ширазі
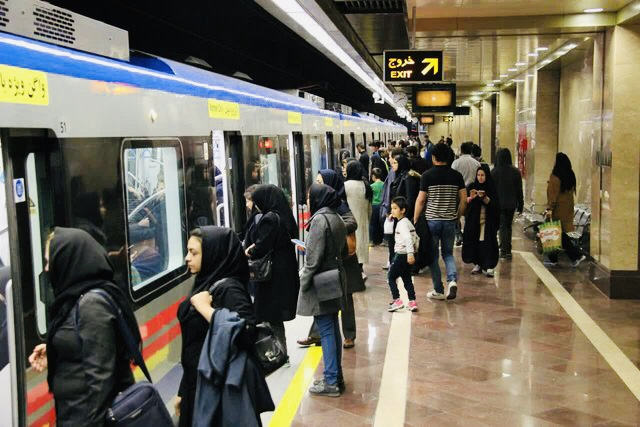
Станція метро Зандіє[fa]
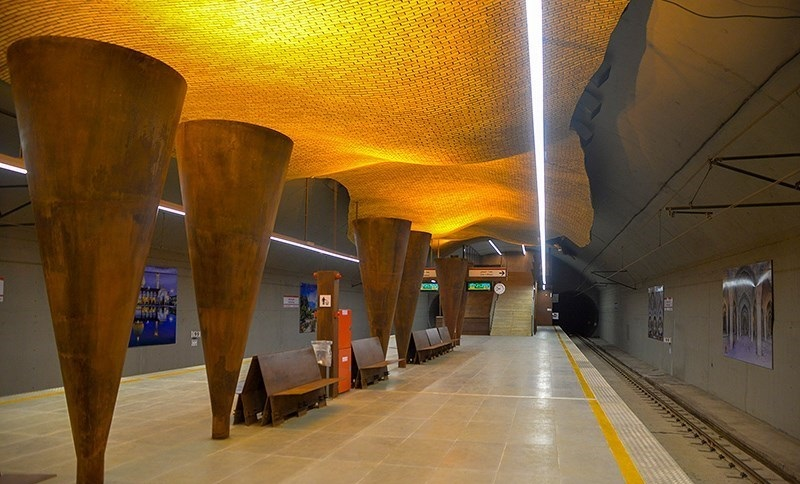
Станція метро Вакіль аль-Роая[fa]
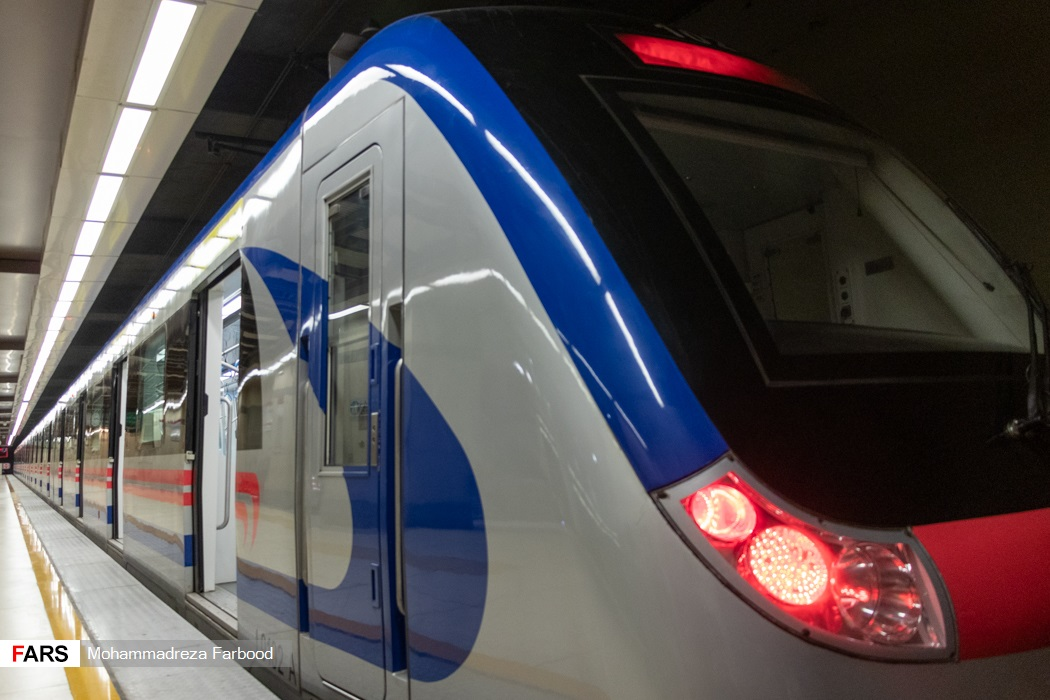
Вагони метро

## Телебачення та інші ЗМІ
Мережа Фарс, що складається з відділів телебачення і радіо, транслює численні програми перською, англійською та арабською мовами. Це перша цілодобова обласна мережа в країні, а також анімаційний центр країни. Радіо Фарс також, як одне з місцевих радіо, траслює передачі на країну. У Ширазі виходять такі газети: Афсане, Тагліль-е руз, Хабар-е джонуб, Аср-е мардом та Німнеґах.

### Кінотеатри
У Ширазі є 12 кінотеатрів, із яких на бульварі Карім Хан Занд розташовані: Гафез, Паям, Іран, Персія, Фелестін та Багман; на вулиці Лотфалі Хана: Шираз; на вулиці Касрдашт: Сааді; на перехресті Гафезіє: Фарганґ; в районі Мааліабад: Ґолестан; в торговому комплексі Халідж-е Фарс: Гонар-е Шагр Афтаб. 

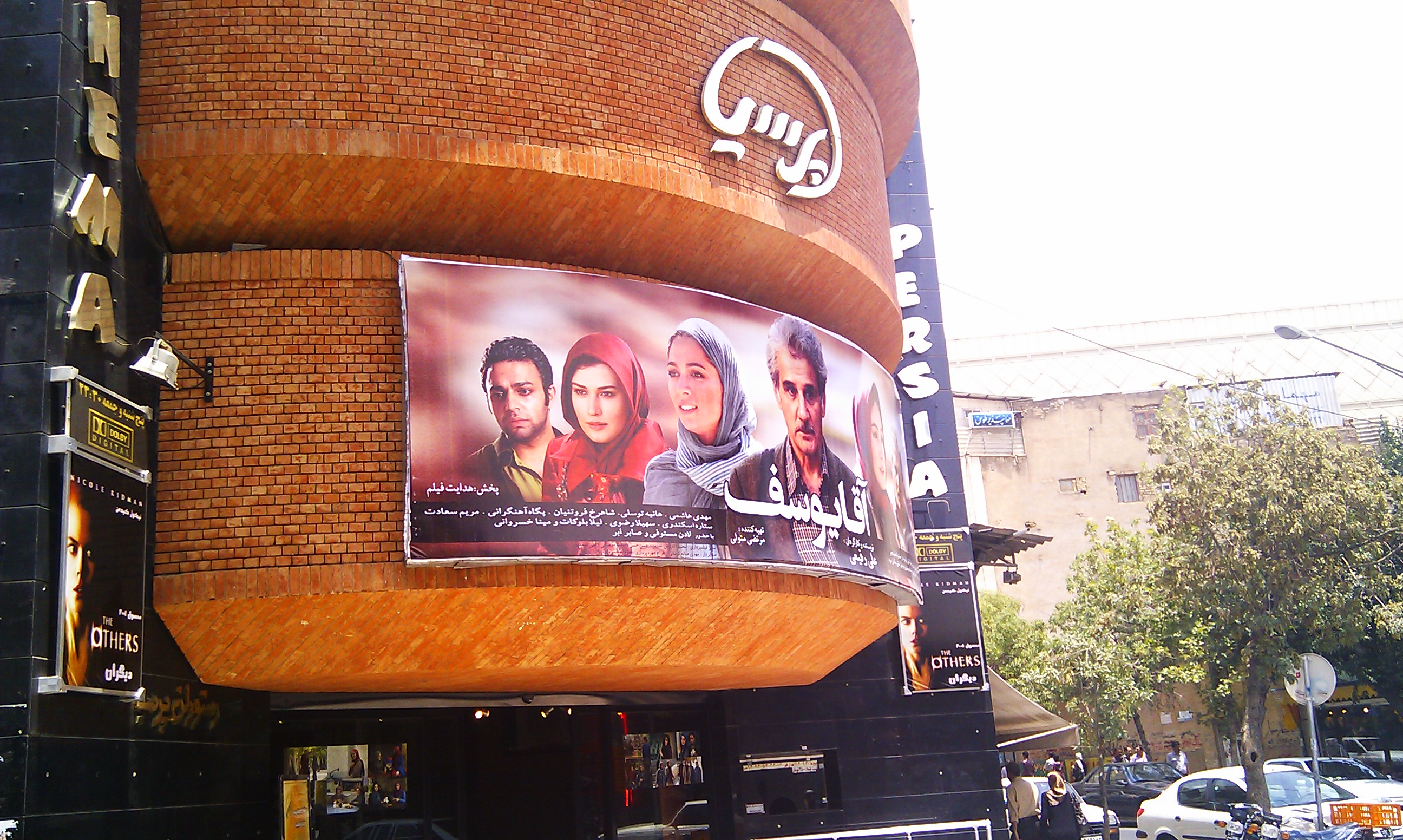
Кінотеатр Персія[fa]
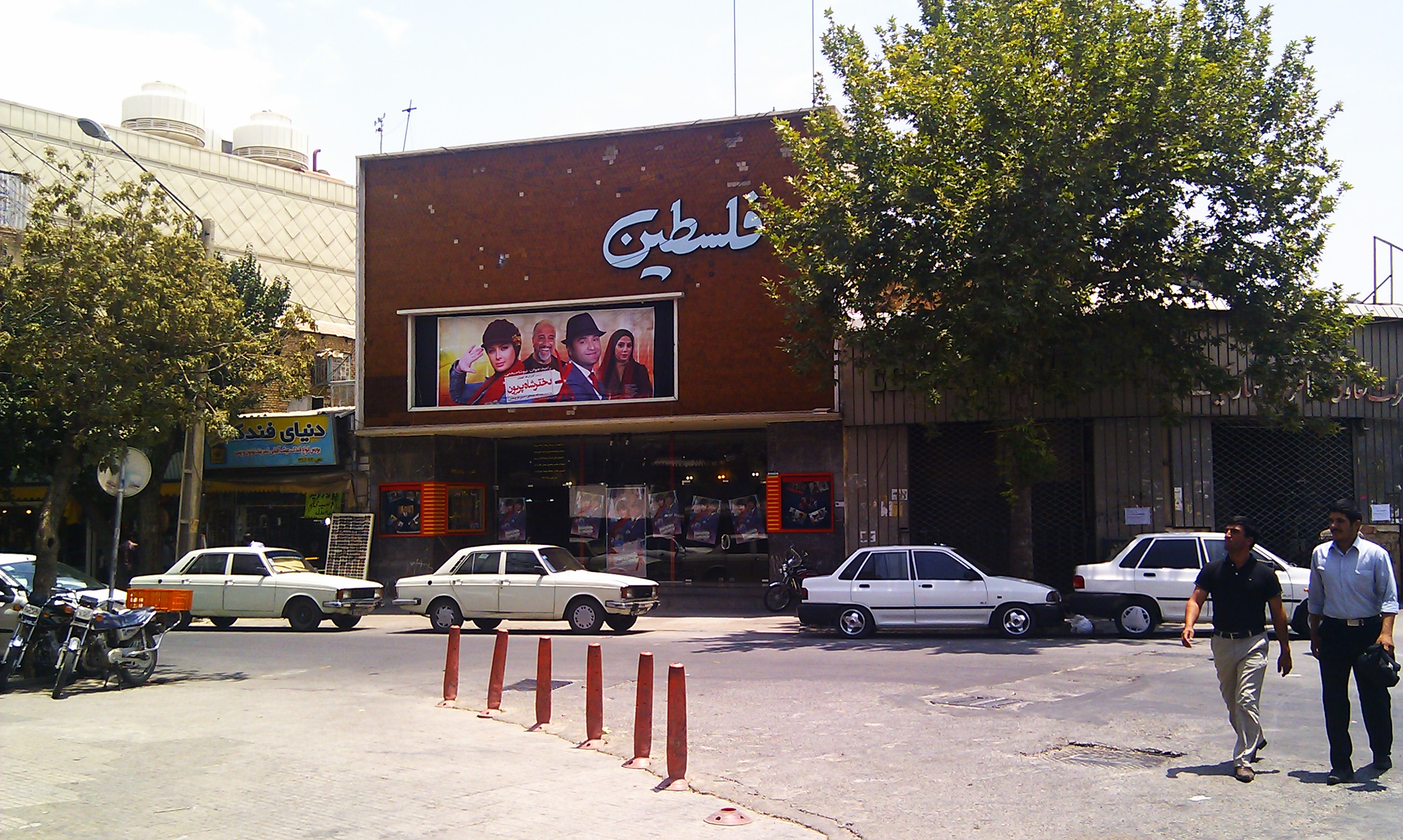
Кінотеатр Фелестін[fa]
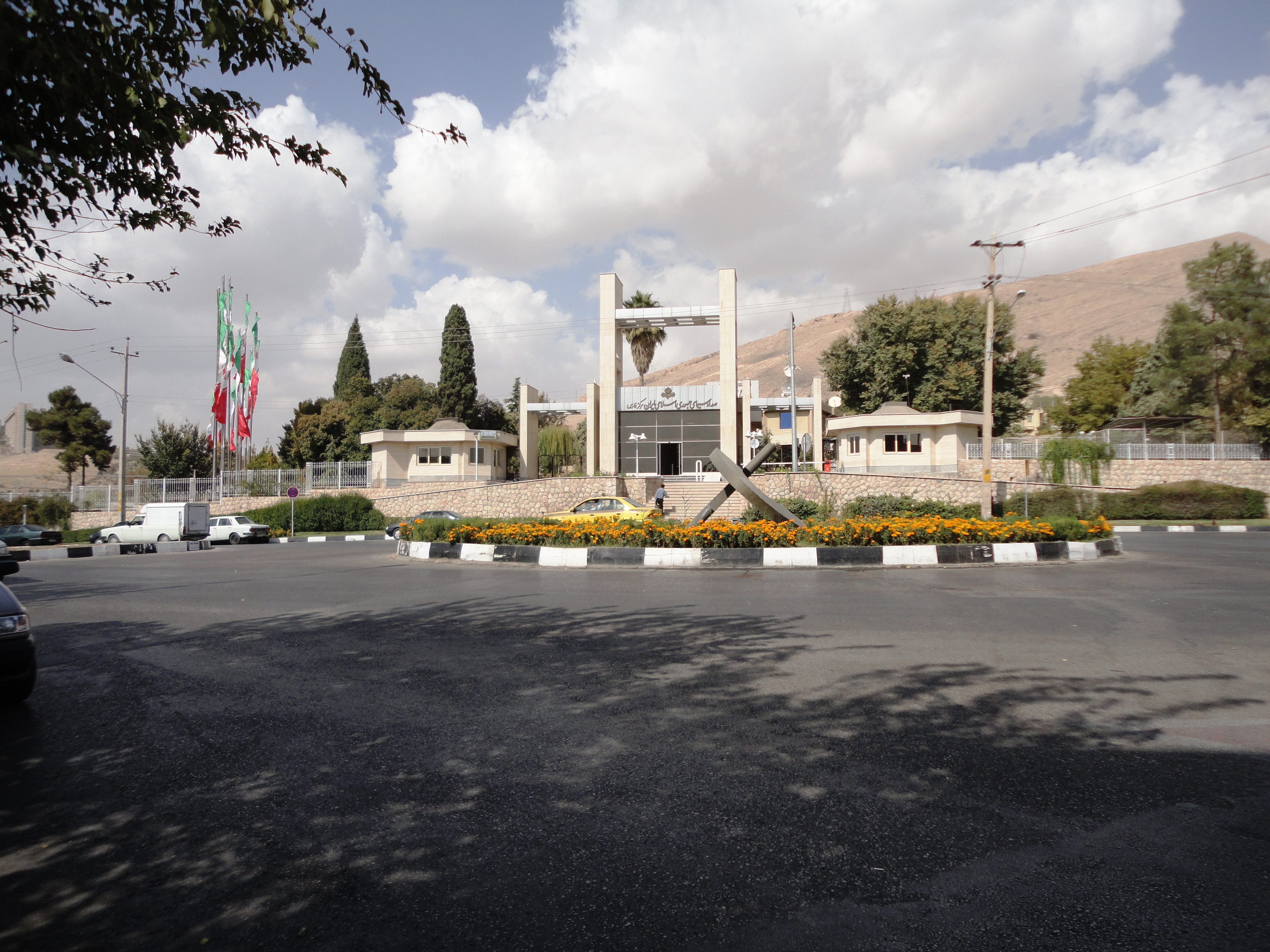
Мережа Фарс[fa]

## Спорт і відпочинок
У Ширазі є кілька професійних футбольних клубів. Футбольна команда Фаджр Сепасі має довгу історію виступів у Іранській футбольній Прем'єр-лізі. 4 команди грають у Першій лізі: Барг,  Паям Мохаберат, Мокавемат Басідж  і Кашкай. Дві футзальні команди, Аржан і Садра, у Прем'єр-лізі футзалу. Баскетбольні команди Люлє А. С та Б. А виступають у баскетбольній прем'єр-лізі.

### Стадіони
- Стадіон Парс[fa] місткістю 50 000 осіб розташований на півдні Шираза.
- Стадіон Гафезіє[fa] розташований прямо перед мавзолеєм Гафіза. Там проходять матчі  Прем'єр-ліги та Першого дивізіону.
- Стадіон Мучеників Армії, де колись відбувалися важливі змагання, розташований на території військового гарнізону.
- Олімпійське селище[fa] місткістю 100 000 перебуває на стадії будівництва.

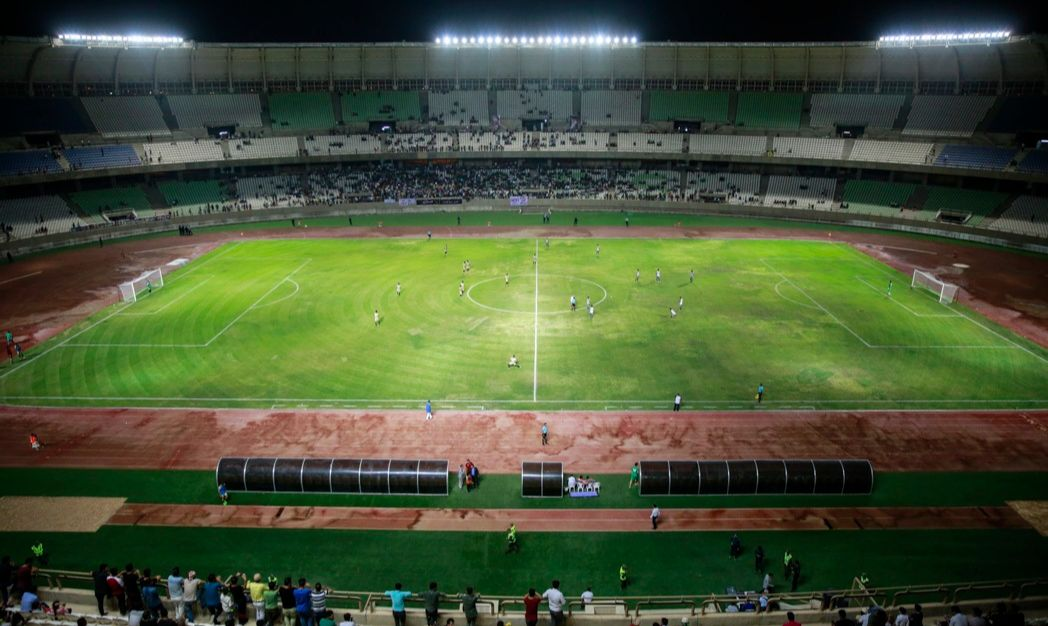
Стадіон Парс[fa] місткістю 50 000 осіб
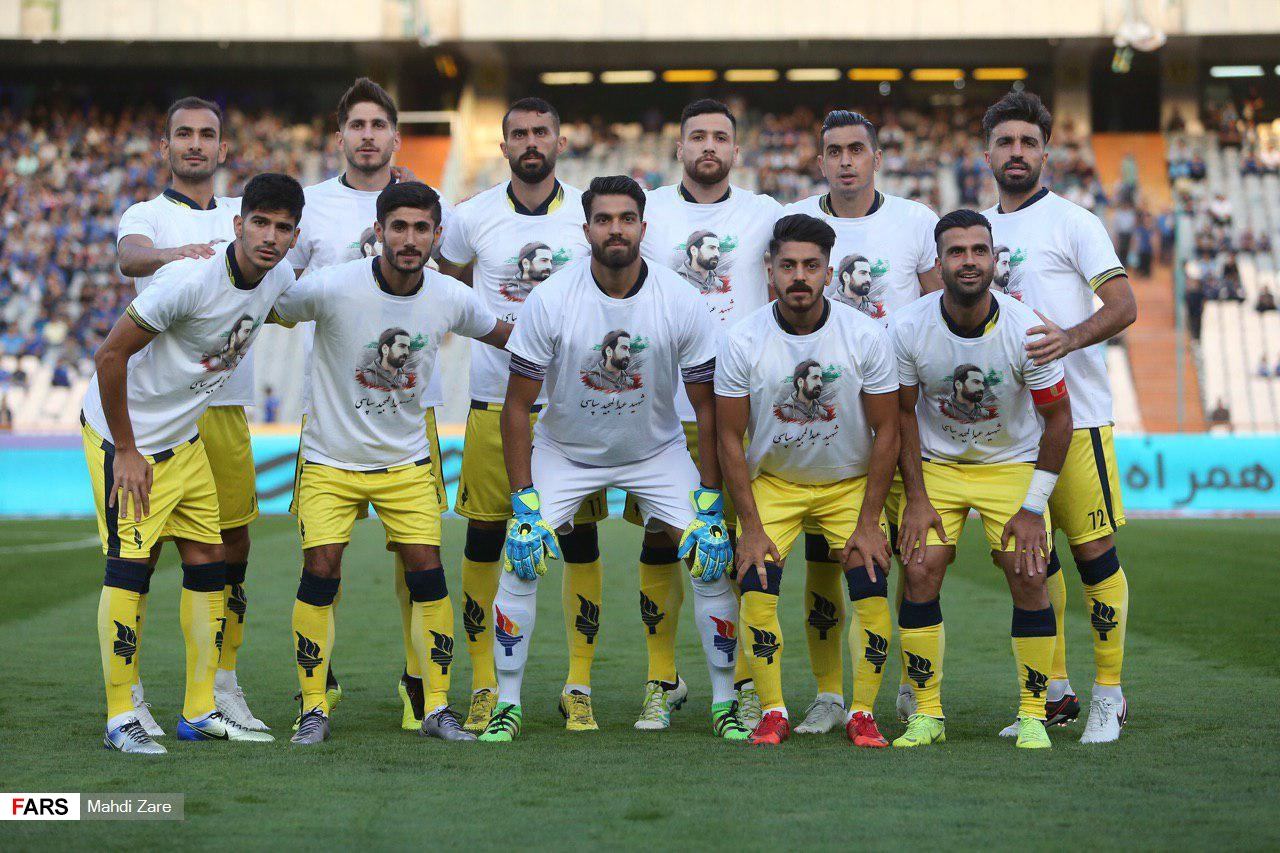
Команда Фаджр Сепасі[fa], 2019 рік
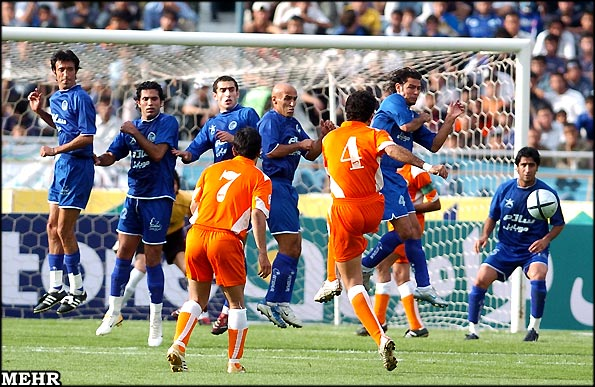
Барг Шираз грає проти Естеґлал Тегеран, 2006 рік

## Вищі навчальні центри та університети
В Ширазі є кілька важливих іранських університетів. Найважливіший з них - Ширазький університет, до складу якого входять такі факультети: інженерний, науковий, сільськогосподарський, ветеринарний, літератури та гуманітарних наук, мистецтва та архітектури, права та політичних наук, а також педагогічних наук і психології. Ширазький університет засновано 1946 року зі створенням технічного коледжу з метою підготовки медичних працівників за чотирирічною програмою. Спочатку називався Вищим інститутом здоров'я, а 1950 року його перетворено на медичний інститут. 1953 року створено Школу медсестер і сільського господарства, мистецтв і наук. З додаванням інженерного факультету та факультету ветеринарної медицини в 1954 році він отримав статус університету та змінив назву на Університет Пехлеві. Потім до університету додано факультет стоматології в 1969 році, факультет аспірантури та технікум електроніки в 1969 році, а також факультет права та освіти в 1977 році. 

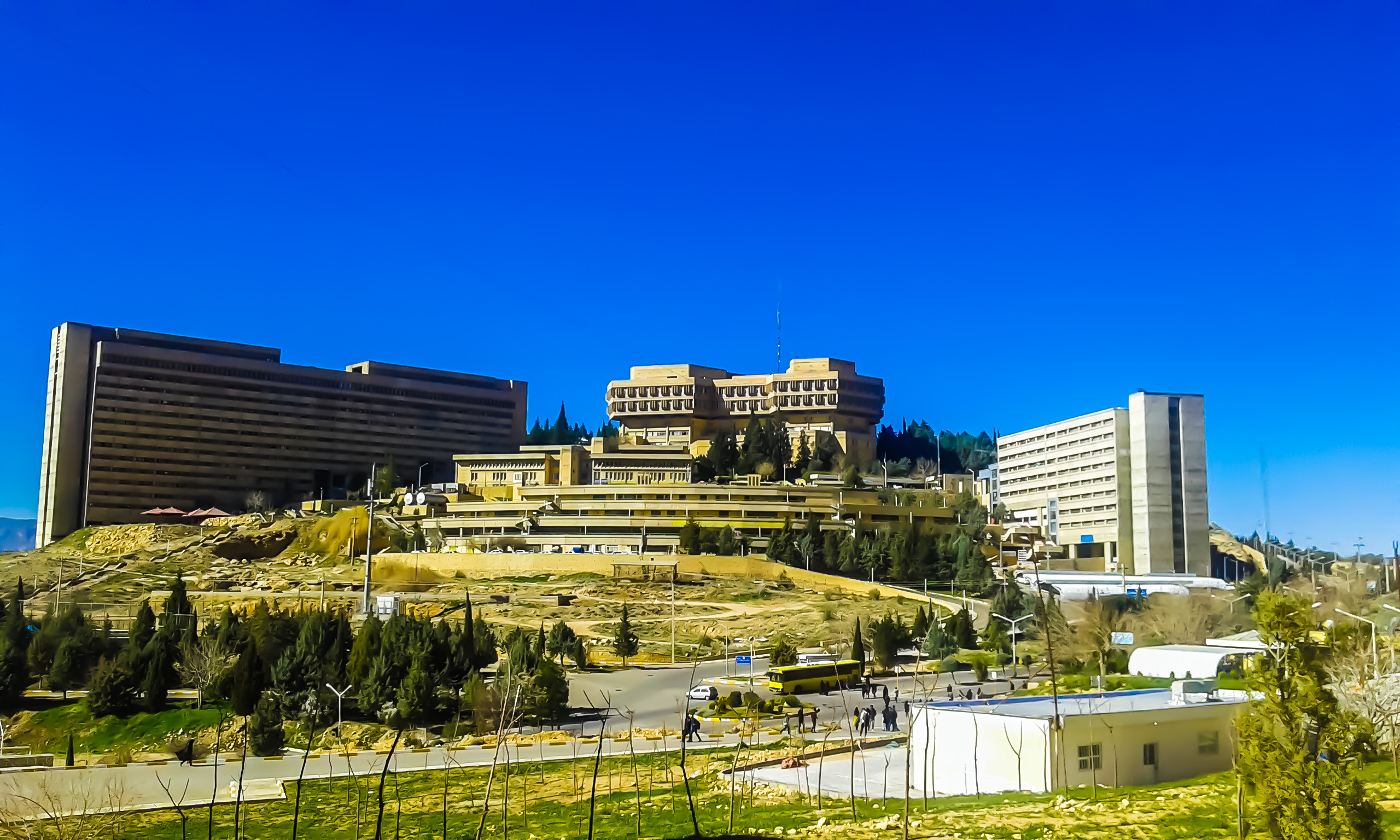
Ширазький університет[fa]
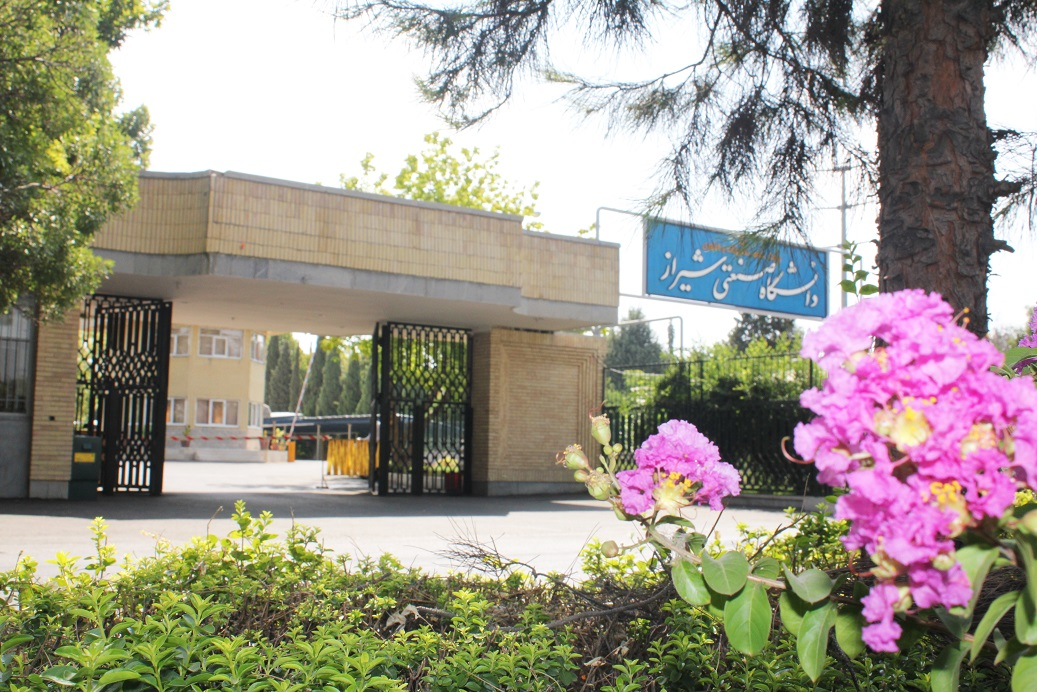
Ширазський технологічний університет[fa]
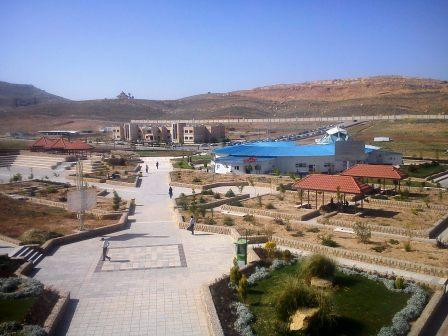
Ісламський вільний університет, ширазька філія[fa]
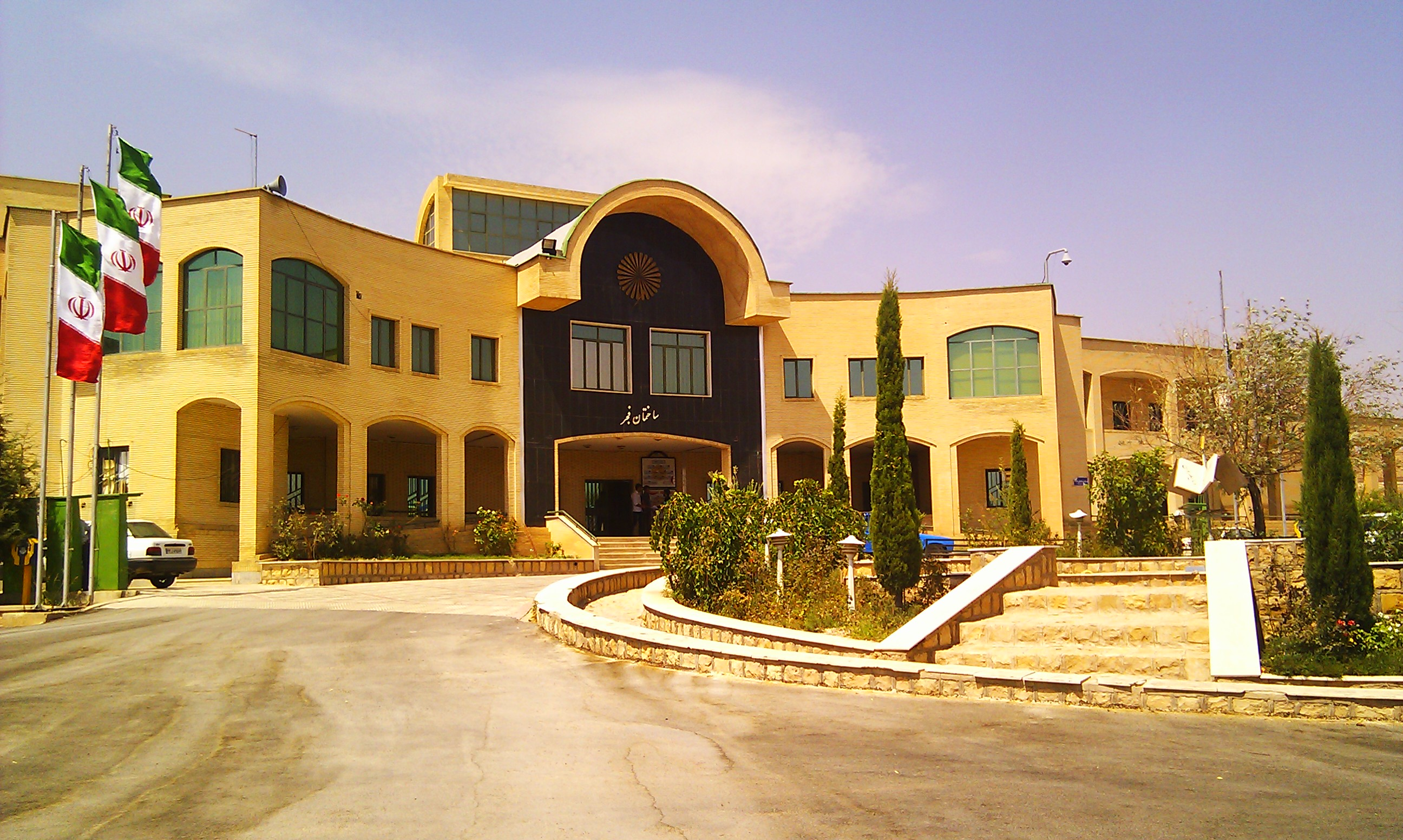
Ширазький університет Паям-е нур[fa]

## Міста-побратими
- Шираз має 12 міст-побратимів у різних країнах світу:

- Веймар, Німеччина[78]
- Чунцін, КНР[79]
- Куала-Лумпур, Малайзія[78]
- Агадір, Марокко[78]
- Нікосія, Кіпр[79][80]
- Душанбе, Таджикистан[79]
- Печ, Угорщина[81]
- Нанкін, КНР[82]
- Мешхед, Іран[83]
- Рамсар, Іран[84]
- Хой, Іран[85]
- Конья, Туреччина[86]

## Уродженці
- Валері Джаретт (* 1956) — американська політична діячка-демократка.